# Liste der Kulturdenkmale in Leipzig-Zentrum, A–M
Die Liste der Kulturdenkmale in Leipzig-Mitte (Zentrum) enthält die Kulturdenkmale des Leipziger Stadtteils „Zentrum“, die in der Denkmalliste vom Landesamt für Denkmalpflege Sachsen mit Stand 2017 erfasst wurden.
Aus Platzgründen ist diese Liste geteilt. In dieser Liste sind die Kulturdenkmale in den Straßen mit den Anfangsbuchstaben A–M erfasst. Die Kulturdenkmale in den Straßen N–Z sind in der Liste der Kulturdenkmale in Leipzig-Zentrum, N–Z aufgeführt.

## Legende
- Bild: Bild des Kulturdenkmals, ggf. zusätzlich mit einem Link zu weiteren Fotos des Kulturdenkmals im Medienarchiv Wikimedia Commons. Wenn man auf das Kamerasymbol klickt, können Fotos zu Kulturdenkmalen aus dieser Liste hochgeladen werden:
- Bezeichnung: Denkmalgeschützte Objekte und ggf. Bauwerksname des Kulturdenkmals
- Lage: Straßenname und Hausnummer oder Flurstücknummer des Kulturdenkmals. Die Grundsortierung der Liste erfolgt nach dieser Adresse. Der Link (Karte) führt zu verschiedenen Kartendiensten mit der Position des Kulturdenkmals. Fehlt dieser Link, wurden die Koordinaten noch nicht eingetragen. Sind diese bekannt, können sie über ein Tool mit einer Kartenansicht einfach nachgetragen werden. In dieser Kartenansicht sind Kulturdenkmale ohne Koordinaten mit einem roten bzw. orangen Marker dargestellt und können durch Verschieben auf die richtige Position in der Karte mit Koordinaten versehen werden. Kulturdenkmale ohne Bild sind an einem blauen bzw. roten Marker erkennbar.
- Datierung: Baubeginn, Fertigstellung, Datum der Erstnennung oder grobe zeitliche Einordnung entsprechend des Eintrags in der sächsischen Denkmaldatenbank
- Beschreibung: Kurzcharakteristik des Kulturdenkmals entsprechend des Eintrags in der sächsischen Denkmaldatenbank, ggf. ergänzt durch die dort nur selten veröffentlichten Erfassungstexte oder zusätzliche Informationen
- ID: Vom Landesamt für Denkmalpflege Sachsen vergebene, das Kulturdenkmal eindeutig identifizierende Objekt-Nummer. Der Link führt zum PDF-Denkmaldokument des Landesamtes für Denkmalpflege Sachsen. Bei ehemaligen Kulturdenkmalen können die Objektnummern unbekannt sein und deshalb fehlen bzw. die Links von aus der Datenbank entfernten Objektnummern ins Leere führen. Ein ggf. vorhandenes Icon  führt zu den Angaben des Kulturdenkmals bei Wikidata.

## Liste der Kulturdenkmale in Leipzig-Mitte (Zentrum)
| Bild                                    | Bezeichnung | Lage                                     | Datierung                                                                                                   | Beschreibung | ID       |
| --------------------------------------- | --- | ---------------------------------------- | --- | --- | -------- |
| Weitere Bilder                          | Mendebrunnen: Brunnenanlage | Augustusplatz (Karte)                    | 1886 (Brunnen)                                                                                              | längliches Vierpassbecken, in der Mitte Obelisk mit in mehreren Ebenen angeordneten Bronzefiguren, markante, stadtbildprägende Lage vor dem Gewandhaus, künstlerisch von Bedeutung Denkmaltext Der Brunnen geht auf die Stiftung der Kaufmannswitwe Marianne Pauline Mende geb. Thieriot (gest. 1881) zurück, die der Stadt Leipzig testamentarisch 150.000 Mark „zum Bau eines die Stadt verschönernden Brunnens von monumentaler Architektur, vielleicht zwischen dem Museum und dem neuen Theater“ hinterließ. 1882 schrieb die Stadtverwaltung einen Wettbewerb für die Gestaltung eines Brunnens auf dem Augustusplatz aus. Im Ergebnis gingen 38 Entwürfe ein, die jedoch nicht befriedigten. Eine abermalige Konkurrenz im selben Jahr erbrachte fünf neue Entwürfe, dennoch fand das mit wesentlichen Änderungsvorschlägen empfohlene Projekt nicht die Zustimmung des Rates der Stadt. Schließlich beauftragte man den Nürnberger Architekten und Direktor der Kunstgewerbeschule Adolf Gnauth mit der Gestaltung. Die plastischen Arbeiten schuf der Münchener Bildhauer Jakob Ungerer. Die Ausführung des Bronzegusses übernahm die Erz- und Bildgießerei Ferdinand v. Miller in München. Stadtbaudirektor Hugo Licht hatte einen elliptischer Brunnenstock queroblong zur Fassade des am Platz befindlichen Museums der bildenden Künste vorgegeben. Im April 1883 Übergabe des Modells und dessen Bestätigung zur Ausführung. Bis Ende 1883 waren die Gründungsarbeiten vollendet. Aufgrund des Todes von Gnauth übernahm Hugo Licht 1884 die Leitung des Vorhabens. Am 1. Sept. 1886 wurde der Brunnen eingeweiht, zeitgleich mit der Wiedereröffnung des städtischen Museums. 1908 Installation einer elektrisch betriebene Umlaufpumpe zwecks Verringerung des Wasserverbrauchs. Während des Zweiten Weltkrieges erlitt der Brunnen schwere Beschädigungen und wurde 1949–1953 durch die Fa. Noack Leipzig notdürftig repariert. Im Zusammenhang mit der baulichen Gestaltung des Karl-Marx-Platzes und der Errichtung des Neuen Gewandhauses war der Brunnen von 1970 bis 1982 eingelagert. Beim Bau einer Tiefgarage auf dem Augustusplatz war 1996 eine nochmalige Demontage erforderlich. Im Zuge der Wiedererrichtung intensive restauratorische und konservatorische Behandlung der Bronzeteile. 2000 Inbetriebnahme des erneuerten Brunnens. Der 18 Meter hohe Brunnen besteht aus rotem Meißner Granit und bronzenen Figuren und Dekorteilen. Brunnenbecken und Sockel bilden zwei konzentrische, zum Oval gestreckte Vierpässe. In der Mitte erhebt sich ein Obelisk mit vergoldetem Stern als Bekrönung. In der unteren Ebene achsensymmetrisch angeordnet sind zwei Gruppen, bestehend aus jeweils einem Triton, der die Muschel bläst und einen aufbäumenden Hippokampen führt. Den Beckenrand schmücken vier steinerne Kartuschen, gerahmt von wasserspeienden Delphinen. In der zweiten Ebene erscheinen auf Konsolen Nereiden, die Attribute der Wasserwelt wie Fische, Kleingetier, Korallen, Schnecken, Ruder und Dreizack in den Händen halten. Über ihre Köpfe rinnt Wasser aus Muschelschalen. Zwischen den Nereiden an der Ost- und Westseite sitzen ausladende Muschelbecken, die Wasser aus speienden Faunsmasken aufnehmen. An zwei Seiten des Obelisken befinden sich girlandendekorierte Kartuschen mit gold ausgelegten Inschriften: ZUM HIMMEL STREBEN/ IN FRISCHER KRAFT,/ DER ERDE GEBEN,/ WAS SEGEN SCHAFFT,/ IN LAUTERER HELLE/ LEHRT ES DIE WELLE. (Nordseite, Verse von Paul Heyse) und ERRICHTET/ AUS DEM VERRMÄCHTNISSE/ DER FRAU/ MARIANNE PAULINE MENDE/ GEB. THIERIOT/ 1886. Unter den Kartuschen ergießen Fischköpfe Wasser in eine steinerne Brunnenschale. Auf der oberen Figurenebene stehen vier Putti alternierend auf Fröschen und Krebsen und schütten Wasser aus Füllhörnern. Die Obeliskseiten dahinter schmücken dekorative Felder mit eingelegtem dunklem Granitoval. Der Mendebrunnen ist der schönste und aufwendigste Leipziger Brunnen, im Sinne des Historismus orientiert sich das Werk an Vorbildern Römischer Barockbrunnen und entfaltet im Zusammenwirken von Meißner Granit, den Bronzefiguren und dem lebendigen Wasserspiel eine große gestalterische Kraft. Er ist ein überregional bedeutendes Zeugnis der künstlerischen Brunnengestaltung des ausgehenden 19. Jh. und gehört zu den Wahrzeichen der Stadt an zentraler Stelle. LfD/2017 | 09290005 |
| Weitere Bilder                          | Epitaphien und Grabplatten aus der ehemaligen Universitätskirche | Augustusplatz (Karte)                    | 16., 17. und 18. Jh., Grabplatten (Denkmal)                                                                 | von der Universitätskirche; vor der Sprengung 1968 geborgen, im Universitätsneubau (2006–2012) wieder ausgestellt, ortsgeschichtlich, personengeschichtlich, kulturgeschichtlich und künstlerisch von Bedeutung | 09292749 |
| Weitere Bilder                          | Konzertgebäude (mit Ausstattung) | Augustusplatz 8 (Karte)                  | 1976–1981 (Konzerthaus)                                                                                     | mehrgliedriger Baukörper mit dominierendem Großen Saal, platzseitig großzügige Glasfront, dahinter Foyer und Treppenanlage, ansonsten Fassadengestaltung durch Sandsteinverkleidung geprägt, Innengestaltung unter Einbeziehung zeitgenössische Kunstwerke in Bezug zur Funktion der Gebäudes, darunter das monumentale Deckengemälde „Gesang vom Leben“ von Sighard Gille, einziger Konzerthausneubau der DDR, baugeschichtlich, musikhistorisch und künstlerisch sowie städtebaulich von Bedeutung | 09292751 |
| Weitere Bilder                          | Hochhaus | Augustusplatz 9 (Karte)                  | 1968–1975 (Universitätshochhaus)                                                                            | ehemaliges Sektionshochhaus der Karl-Marx-Universität, an der Stelle des kriegsbeschädigten und 1968 gesprengten Augusteums, Dominante des Leipziger Stadtzentrums, monolithischer Gleitbau, ehemals mit Stahl-Aluminium-Vorhangfassade, im Rahmen der Umgestaltung zum City-Hochhaus im Erscheinungsbild stark verändert, keinerlei originale Ausstattung erhalten, ortsbildprägend und ortsgeschichtlich von Bedeutung | 08967684 |
| Direkt Bild zu diesem Denkmal hochladen | Denkmal für die im Ersten Weltkrieg Gefallenen der Leipziger Universität (Löwenfigur) | Augustusplatz 10 (Karte)                 | 1919–1924                                                                                                   | Aufgestellt im Foyer des Universitätsneubaus, künstlerisch von Bedeutung | 09307020 |
| Weitere Bilder                          | Opernhaus (mit originaler Innenausstattung) und Terrassenanlage zur Schwanenteichanlage | Augustusplatz 12 (Karte)                 | 1956–1960                                                                                                   | erster Theaterneubau der DDR, als Musiktheater auch das einzige in DDR-Zeiten ausgeführte Projekt dieser Art, klar gegliederter Bau mit klassischer Grundkonzeption, Fassaden mit Sandstein verkleidet, geschmackvolle Dekoration durch Flachreliefs, gold eloxierte Tür- und Fensterrahmen, prägender Bestandteil der Bebauung am Augustusplatz, ortsgeschichtlich, baugeschichtlich, kulturgeschichtlich, künstlerisch und städtebaulich von Bedeutung Denkmaltext Das Leipziger Opernhaus wurde 1956–1960 nach Entwurf des Architekten Kunz Nierade und Kollektiv errichtet, Festakt zur Einweihung am 8. Oktober 1910, gefolgt von einer Festwoche mit Richard Wagners „Meistersinger von Nürnberg“ als Auftakt. 2007 behutsame Renovierung mit reduzierter und etwas veränderter Neubestuhlung, wodurch die sich die Sitzqualität verbesserte. Traditionsbezogen entstand der Neubau anstelle des 1943 stark beschädigten „Neuen Theaters“ von Karl Ferdinand Langhans, ausgeführt 1864–1868. Der als Einrangtheater konzipierte und zum Augustusplatz hin orientierte Bau zeigt eine klassische Grunddisposition mit klarer Gliederung: Portikus, Vestibül mit Kassen und Garderobenhalle, darüber die Foyers zu Parkett und Rang, Zuschauerraum, seitlich begleitet von Treppen, Bühnenturm mit Laterne, seitlich vortretende Nebenbühnen. An den Seitenfronten sowie auf der Nordseite, hier über geschwungene Treppen zur Schwanenteichanlage führend, sind Terrassen angelegt. Die Fassaden tragen eine Verkleidung aus hellem Pirnaer Sandstein. Akzentuierungen in Gold (eloxierte Tür- und Fensterrahmen in Aluminium, goldene Säulen des Portikus und vergoldete Tauben auf den Gebäudeecken über dem Zuschauerraum, diese von Hellmuth Max Chemnitz) tragen entscheidend zum festlichen Gepräge des Gebäudes bei. Zur Ausschmückung der Fassaden gehören weiterhin Flachreliefs mit theaterbezogenen Motiven und Staatssymbolen (Bildhauer Walter Arnold). Das Innere zeigt entsprechend der Grundkonzeption eine gestalterisch differenzierte Raumfolge, wobei hier Funktionalität und Großzügigkeit hervorstechende Merkmale sind. Durch gediegene Ausstattungselemente ist in den öffentlichen Bereichen eine stimmungsvoll-gehobene Atmosphäre erzielt. Zum Einsatz kamen edle Materialien wie Meißner Porzellan (Säulenverkleidung in der Garderobenhalle), Riegelahorn (Wandverkleidung des Zuschauerraumes), Schweizer Birnbaum (Holzverkleidung im Parkettfoyer) und goldgeprägtes Pergament (Türverkleidungen). Hervorzuheben sind auch die Metallarbeiten von Fritz Kühn, insbesondere in den Treppenhäusern, und die Dekorationsmalereien von Hans Kinder (Deckengestaltungen). Neben den Tönen der Holzelemente wird der Farbklang des Inneren vor allem durch Weiß, Gold und Rot bestimmt. Aus akustischen Gründen sind im Zuschauerraum die Wände gefaltet und die Decke kassettiert. Auffällige Ausstattungsstücke des Leipziger Obernhauses sind überdies aufwendig gestaltete Lampen. Das Leipziger Opernhaus gehört zu den bedeutendsten Gesellschaftsbauten der DDR. Architektonisch zeigt es einen interessanten Übergang von den Doktrin der Nationalen Bautradition zu einer modernen, funktional geprägten Formensprache, die sich dann in den 1960er Jahren allseits durchsetzte. Insgesamt gesehen ist das Leipziger Opernhaus, insbesondere mit seiner herausragenden Innengestaltung, an der namhafte Künstler mitwirkten, eines der schönsten Bauwerke der ausgehenden 1950er Jahre in Deutschland. In seiner bühnentechnischen Ausstattung zählte der Neubau des Leipziger Opernhauses seinerzeit zu den modernsten ganz Europas. Unter gesellschaftspolitischen Aspekten ist die Leipziger Oper als erster Theaterneubau der DDR ein wichtiges Zeugnis des Kulturverständnisses und der Kulturpolitik im noch jungen Arbeiter- und Bauerstaat. Als prägender Teil der Bebauung am Augustusplatz trägt das Bauwerk überdies zur Unverwechselbarkeit des Leipziger Stadtbildes bei. Durch seinen Standort verweist es auf Tradition und Kontinuität der Leipziger Theatergeschichte. Aus diesen Gründen ist das Leipziger Opernhaus von ortsgeschichtlicher, baugeschichtlicher, kulturgeschichtlicher, künstlerischer und städtebaulicher Bedeutung. LfD/2017 | 09290006 |
| Weitere Bilder                          | Geschäftshaus in geschlossener Bebauung in Ecklage (Anschrift: Markt 9 und Barfußgäßchen 2, 4, 6, 8) | Barfußgäßchen 2; 4; 6; 8 (Karte)         | 1912–1913 (Geschäftshaus)                                                                                   | sich weit in die Tiefe erstreckender Stahlbetonskelettbau, Putzfassade im Reformstil um 1910, Jugendstilnachklänge, Erdgeschosszone mit Keramikverkleidung, akzentuierender zeit- und stiltypischer Bauschmuck, zwei ebenfalls architektonisch gestaltete Lichthöfe, durch Passagen verbunden, Architekt: Emil Franz Hänsel, wichtiger Bestandteil der historischen Marktbebauung, ortsentwicklungsgeschichtlich sowie baugeschichtlich und baukünstlerisch von Bedeutung | 09298345 |
| Weitere Bilder                          | Wohnhaus in geschlossener Bebauung | Barfußgäßchen 3 (Karte)                  | 1509–1510 Dendro (Wohnhaus)                                                                                 | ursprünglich Teil des Seitenflügels eines Durchhauses (siehe Markt 10), 1585 ausgegliedert und zum Wohnhaus umfunktioniert, schlichte Putzfassade, Ladenzone 19. Jh., ortsgeschichtliche und baugeschichtliche Bedeutung | 09298204 |
| Weitere Bilder                          | Wohnhaus in geschlossener Bebauung | Barfußgäßchen 5 (Karte)                  | 1509 Dendro (Wohnhaus)                                                                                      | ursprünglich Teil des Seitenflügels eines Durchhauses (siehe Markt 10), 1585 ausgegliedert und zum Wohnhaus umfunktioniert, Putzfassade mit Putzspiegeln, Ladenzone 19. Jh., ortsgeschichtliche und baugeschichtliche Bedeutung | 09298205 |
| Weitere Bilder                          | Wohnhaus in geschlossener Bebauung | Barfußgäßchen 7 (Karte)                  | 1509–1510 Dendro (Wohnhaus)                                                                                 | ursprünglich Teil des Seitenflügels eines Durchhauses (siehe Markt 10), 1585 ausgegliedert und zum Wohnhaus umfunktioniert, schlichte Putzfassade, Ladenzone 19. Jh., ortsgeschichtliche und baugeschichtliche Bedeutung | 09298206 |
| Weitere Bilder                          | Wohn- und Gasthaus in Ecklage und in geschlossener Bebauung (Anschrift: Barfußgäßchen 9 und Klostergasse 18) | Barfußgäßchen 9 (Karte)                  | 1887–1888 (Wohn- und Geschäftshaus)                                                                         | Putz-Sandstein-Fassade in Formen der Neorenaissance, ortsentwicklungsgeschichtliche, baugeschichtliche und baukünstlerische sowie kulturgeschichtliche Bedeutung Denkmaltext Das zu Restaurations- und Wohnzwecken errichtete Gebäude entstand 1887–1888 nach Plänen des renommierten Leipziger Architekturbüros Schmidt & Johlige. Bauherr war der Brauereibesitzer C. W. Naumann in Leipzig-Plagwitz, der in der Vorbereitung des Baues einen engere Konkurrenz ausgeschrieben hatte. Der Name des Restaurants „Zills Tunnel“ war seit 1841 gebräuchlich und ging auf den Wirt Zill zurück. Das Lokal gehört zu den bekanntesten Leipziger Gaststätten und spielte im gesellschaftlichen Leben der Stadt eine wichtige Rolle, zu den Stammgästen gehörten u. a. die Komponisten Victor Ernst Nessler und Carl Friedrich Zöllner. 1999–2000 Sanierung des gesamten Gebäudes. Fünfgeschossiger Bau über einem recht schmalen Eckgrundstück, seine architektonische Gestaltung orientiert sich an Formen der deutschen Renaissance und weist Bezüge zu Leipziger Bauten des 16. Jh. auf. Prägende Gestaltungselemente sind die beiden Erker, die die Gebäudeecke und die Front am Barfußgäßchen betonen. Sie dienen auch dem Ausgleich der geringen Gebäudetiefe. Beide Erker sind mit geschweiften Hauben bekrönt, wobei der Erker am Barfußgäßchen ein bemerkenswert bewegte Silhouette aufweist. Das Erdgeschoss trägt eine Sandsteinverkleidung und ist durch große Rundöffnungen gegliedert. Kräftig treten hier die geschweiften Konsolen hervor, über denen sich die Erker erheben. Der Eingang zum Restaurant, dessen Räumlichkeiten sich auf Erdgeschoss und erstes Obergeschoss verteilen, liegt in der Klostergasse, ein weiterer Eingang befindet sich in der äußeren östlichen Achse am Barfußgäßchen. An den verputzten Obergeschossen sind die Schmuck- und Gliederungselemente ebenfalls in Sandstein ausgeführt. Besonders ins Auge fallen die kräftigen Gurtgesimse. Bauplastischer Schmuck akzentuiert das Fassadenbild vorwiegend am Eckerker, hervorzuheben sind außerdem zwei Medaillons im Erdgeschoss am Barfußgäßchen, sie zeigen Bacchus und ein Bacchantin. Im Sinn der ursprünglichen Fassadengestaltung wurden bei der Sanierung 1999–2000 dekorative Putzmalereien in den Obergeschossen ergänzt. Auch in den Restauranträumen wurden die Erneuerungen mit Blick auf das historische Erscheinungsbild durchgeführt. Als architektonisch anspruchsvolles Zeugnis der Bauentwicklung Leipzigs im ausgehenden 19. Jh., insbesondere im Innenstadtbereich, erlangt das Objekt ortsentwicklungsgeschichtliche sowie baugeschichtliche und baukünstlerische Bedeutung. Es verweist auf die innerstädtischen Bauveränderungen in dieser Zeit, die zur Umgestaltung der Leipziger Altstadt zu einem modernen Geschäftszentrum führten. Als Ort einer traditionsreichen Gastwirtschaft mit zahlreichen Verbindungen zum gesellschaftlichen und kulturellen Leben in der Vergangenheit verkörpert es auch einen kulturgeschichtlichen Aussagewert. LfD/2016 | 09298212 |
| Weitere Bilder                          | Wohn- und Geschäftshaus in geschlossener Bebauung in Ecklage | Barfußgäßchen 11 (Karte)                 | 1904–1905 (Wohn- und Geschäftshaus)                                                                         | Putz-Sandstein-Fassade in vielfältigen Formen des ausklingenden Historismus mit Jugendstileinschlag, ortsentwicklungsgeschichtliche, baugeschichtliche und baukünstlerische Bedeutung Denkmaltext Im Juli 1904 ersteigerte der Maurermeister Moritz Lindner das mit über 48 Meter Frontlänge recht große Grundstück Barfußgäßchen 11. Zu diesem Zeitpunkt gehörten Lindner schon alle am verlängerten Barfußgäßchen links angrenzenden Grundstücke, die er, sämtlich neu bebaut, 1909 wieder verkaufte. Für das Gebäude Barfußgäßchen 11 fertigte der Architekt Arthur Hänsch aus Leipzig-Plagwitz vom August bis zum November 1904 die Entwürfe an. Noch 1904 erfolgte der Baubeginn, im Dezember 1904 die Grundbauabnahme und 1905 die Fertigstellung. 1995–1996 Sanierung mit Rekonstruktion der im II. Weltkrieg zerstörten Dachzone. Aufwändig gestalteter, viergeschossiger Eckbau über unregelmäßigem Grundriss, mit Putzfassaden und Natursteingliederungen. Die vergleichsweise lange Straßenfront mit zwei stumpfen Winkeln in drei Abschnitte unterteilt, dabei der mittlere, abgeschrägte Fassadenbereich zur auffälligen Hauptschauseite ausgebildet. Die Obergeschosse hier mit aufwändiger Loggienarchitektur, eingefasst durch Eckerker mit Türmchenabschluss. Über den seitlichen Fassadenabschnitten renaissancistische Schweifgiebel. Erd- und erstes Obergeschoss durch gestelzte Arkaden zu einer Art Sockelzone zusammengeschlossen, die der Ladennutzung dient. In den darüberliegenden Geschossen die hierdurch vorgegebenen Vertikalgliederung fortgesetzt, die dazwischen liegenden Fenster meist gekuppelt. Die Außenachse am Barfußgäßchen ebenfalls mit Loggien, diese allerdings als Öffnungen in der Fassadenflucht, darüber Dachtürmchen. Insgesamt lassen sich bei einem schon übersteigert zu nennenden Schmuckbedürfnis und einer fast zu großen Formenvielfalt Anklänge an maurische Architektur feststellen. Das betrifft insbesondere die Gestaltung der Hauptschauseite. Über den Geschäftslokalen im Erd- und ersten Obergeschoss ursprünglich Wohnungen. Dabei gewährleistet ein die innere Grundstücksecke einnehmender Hof die Belichtung und Belüftung der hinteren Räume. Das Gebäude dokumentiert die tiefgreifenden baulichen Veränderungen, die die Leipziger Altstadt um 1900 erfuhr und die zur Herausbildung eines modernen Geschäftszentrums führten, das noch heute den Charakter der Leipziger Innenstadt prägt, hierdurch erlangt das Objekt ortsentwicklungsgeschichtliche Aussagekraft. Als qualitätvolles Beispiel für den Wohn- und Geschäftshausbau des frühen 20. Jh. ist es baugeschichtlich und baukünstlerisch von Bedeutung. LfD/2013 | 09298208 |
| Weitere Bilder                          | Geschäftshaus in offener Bebauung | Barfußgäßchen 12 (Karte)                 | 1908–1909 (Geschäftshaus)                                                                                   | Sandstein-Putz-Fassade in barockisierenden Formen, dazu Einflüsse des Reformstils um 1910, ortsentwicklungsgeschichtliche, baugeschichtliche und baukünstlerisch Bedeutung Denkmaltext 1908–1909 nach Entwürfen des Architekten Wilhelm Becker errichtetes Geschäftshaus. Bauherren waren die Baumeister Johannes Wetzold und Hermann Beyer, die auch die Ausführung übernahmen. Der Ausführung war ein begrenzter Wettbewerb vorausgegangen, dem städtische Vorgaben zugrunde lagen, die darauf zielten, dass das neue Gebäude gestalterische Bezüge zur ehemaligen, am Ort vorhandenen Bebauung aufweisen sollte. An dem Bau waren beteiligt: Krüger und Deutschbein (Leipzig-Connewitz, Tischlerarbeiten), A. Berthold & Co. (Leipzig-Gohlis, Kunstschmiedearbeiten), Oskar Schindler (Leipzig-Plagwitz, Bildhauer- und Stuckarbeiten), Otto Schulz (Leipzig-Plagwitz, Kunststeinarbeiten) sowie F. John & Sohn (Marmorarbeiten). Wandverkleidungen lieferte die Fa. Villeroy & Boch (Mettlach). Freistehender, fünfgeschossiger Bau über trapezförmigen Grundriss, eingefasst von drei Straßen. Die Gebäudeecken im Nord- und Südwesten sind verbrochen, nach Osten ist eine dreiachsige Fassade ausgebildet, die den Blickpunkt über dem kleinen Platz bildet, der vor dem Gebäude an der Gabelung BarfußgäßchenI/Kleine Fleischergasse liegt. In der Mitte des Baues ein kleiner, heute überdachter Lichthof. Erd- und erstes Obergeschoss durch gestelzte Bögen zur Sockelzone zusammengefasst, die der Ladennutzung dient. Die Sockelzone trägt weitgehend eine Sandsteinverkleidung, während die Obergeschosse vorwiegend verputzt sind und hier Sandstein nur an den Schmuckelementen wie Giebeln, Erker und Fenstereinfassungen zum Einsatz kommt. Entsprechend den Vorgaben des Wettbewerbs lehnen sich die Schmuckformen an die Leipziger Barockbauten an. Der Fassadenschmuck, der neben den typischen barockisierenden Formen aus Blättern und Blüten, Drapperien und Kartuschen auch Einzelfiguren und Figurengruppen aufweist, dient der Akzentuierung und Rhythmisierung des Fassadenbildes. An drei Fronten sind prächtige Zwerchgiebel ausgebildet, wobei der Giebel über der dreiachsigen Ostfassade entsprechend deren platzbildprägender Funktion besonders in Erscheinung tritt. Ursprünglich diente das Gebäude als Kontorhaus für viele technische und kaufmännische sowie Rechtsanwaltbüros. Die moderne Gebäudeausstattung umfasste Personen- und Lastenaufzug, Zentralheizung sowie – in Leipzig zum ersten Mal – einen Paternoster. Das „Lipsia-Haus“ veranschaulicht die sich um 1900 vollziehende Umformung der Leipziger Innenstadt zum modernen Geschäftszentrum, hierdurch erlangt es ortsentwicklungsgeschichtliche Aussagekraft. Als qualitätvolles Beispiel für den Geschäftshausbau des frühen 20. Jh. ist es baugeschichtlich und baukünstlerisch von Bedeutung. LfD/2016 | 09298209 |
|                                         | Wohn- und Geschäftshaus in geschlossener Bebauung | Barfußgäßchen 13 (Karte)                 | 1904–1906 (Wohn- und Geschäftshaus)                                                                         | Putz-Stein-Fassade zwischen ausgehendem Historismus und Jugendstil, kleinteilige Gliederung im oberen Fassadenbereich, Mittenbetonung durch Erker und steiles Dachhaus, ortsentwicklungsgeschichtlich und baugeschichtlich von Bedeutung | 09298210 |
|                                         | Fassadenrest eines ehemaligen Kaufhauses (Anschriften: Brühl 1, 3 und Richard-Wagner-Straße 15) sowie Aluminiumfassade der DDR-Zeit und Gedenktafel für Richard Wagner | Brühl 1; 3 (Karte)                       | 1966–1968 (Fassadenteil), 1927 (Fassadenteil)                                                               | Fassadenrest eines ehemaligen Kaufhauses; geschwungene fensterlose Fassadengestaltung aus hyperbolische Paraboloidelementen, Entwurf: Harry Müller, baugeschichtliche und baukünstlerische sowie städtebauliche und personengeschichtliche Bedeutung Denkmaltext 1907/08 errichtete der bedeutende Leipziger Architekt Emil Franz Hänsel in exponierter Lage am Leipziger Brühl ein Kaufhaus mit rund 8000 Quadratmetern Verkaufsfläche und für die damalige Zeit bemerkenswerten Spezialabteilungen. Eigentümerin war die Dresdener Handelsgesellschaft Messow & Waldschmidt. 1913–1915 und 1927/28 erfolgten Erweiterungsbauten. Entstanden war ein großer Gebäudekomplex, der mit seinen an drei Straßen entlang laufenden, geschwungen Fassaden das Erscheinungsbild des Nordwestbereichs der Altstadt wesentlich mitprägte. Die Konstruktionsweise des Gebäudes als Stahlbetonskelettbau wurde auch am Rastersystem der Fassadengestaltung ablesbar. Für die Verkleidung der Außenflächen fand Naturstein Verwendung. Zum außerordentlich repräsentativen Aussehen des Bauwerkes trugen auch die mächtigen, über mehrere Geschosse reichenden Zwerchgiebel bei. Sie verliehen dem Gebäude einen ungewöhnlichen Akzent und förderten den Bekanntheitsgrad des Kaufhauses. Im erweiterten Zustand gehörte es zu den größten und attraktivsten Kaufhäusern in Mitteldeutschland (Nutzfläche ca. 16.500 Quadratmeter). Beim Luftangriff am 4. Dezember 1943 wurde das Gebäude stark beschädigt, dennoch konnte es 1947–1949 in den unteren drei Geschossen wieder für den Warenverkauf hergerichtet werden. Aufgrund von Bauschäden und den Planungen zum sozialistischen Wiederaufbaus im Leipziger Stadtzentrum, die unter anderem eine umfassende Neugestaltung des nördlichen Ringbereichs vorsahen, kam es 1965–1968 zum Umbau des Kaufhauses, der ihm ein zeitgemäßes Erscheinungsbild verleihen sollte. Die Planung erfolgte durch VEB Leipzig-Projekt (Architekten Günter Walter, Siegfried Kurth und Peter Dick). Im Jahr der Eröffnung 1968 galt das Haus als größtes Kaufhaus der DDR und setzte fortan bis zur politischen Wende 1989/90 Maßstäbe für sämtliche DDR-Handelsbetriebe. Durch die neue Aluminium-Vorhangfassade, deren Gestaltung auf Entwürfen des Leipziger Bildhauers Harry Müller basiert, wurde das Kaufhaus abermals zu einem der prägnantesten Bauwerke im Leipziger Stadtbild und zugleich ein bemerkenswertes Beispiel angewandter Kunst. Hergestellt ist die Fassade aus einzelnen, gezogenen Platten (in Form hyperbolischer Paraboloide). Der geschwungene Baukörper des Altbaues und die fensterlose, glänzende Verkleidung verbanden sich zu einer überzeugenden, modernen Gestalt, für den der Volksmund die liebevoll spottende Bezeichnung „Blechbüchse“ fand. Die Kaufhausnutzung bestand bis 2006, danach blieb das Gebäude weitgehend ungenutzt, sodass es schließlich zu einer Neubauplanung für ein Einkaufszentrum kam, das 2010–2012 errichtet wurde und den Namen „Höfe am Brühl“ erhielt. Die denkmalwerte Aluminiumfassade des „Kaufhauses am Brühl“ wurde demontiert und am Neubau wieder angebracht. Nach dem Fassadenabbau zeigte sich, dass die ursprüngliche Bausubstanz in beträchtlichem Umfang erhalten war, trotz Bürgerproteste konnte aber deren Abriss nicht verhindert werden. Als Kompromiss blieb lediglich ein 15 Meter breites Fassadenstück bewahrt, was allerdings von der Aluminuiumhülle wieder verdeckt ist. Mit der Weiterverwendung der Kaufhausfassade der 1960er Jahre blieb eine der interessantesten und originellsten Gestaltungen der DDR-Architektur im Geschäftsbau erhalten. Die Leipziger Fassadenlösung spielte seinerzeit für die Technologie der Vorhangfassade eine Vorreiterrolle. Hier wurden in der Kaufhausarchitektur der DDR erstmalig verformte eloxierte Leichtmetallbleche verwendet. Aluminium war fortan für die Fassadengestaltung im Kaufhausbau der DDR, der durchaus eine eigenständige Entwicklung aufweist, der meistverwendete Baustoff. Die Fassade des ehemaligen „Kaufhauses am Brühl“ ist somit eines der herausragenden Beispiele für diese Entwicklung, dem angesichts der großen Verluste, die gerade bei den Kaufhausbauten der DDR zu verzeichnen sind, nicht nur ein hoher Dokumentationswert, sondern auch ein Seltenheitswert für die Architekturgeschichte der DDR zukommt. Aus diesen Gründen hat das Objekt baugeschichtliche und baukünstlerische Bedeutung. Zudem gehört zu den marktesten, stadtbildprägenden Elementen der Leipziger Innenstadt, woraus auch ein städtebaulicher Wert resultiert. An der Brühlseite des Gebäudes ist eine Gedenktafel angebracht, die an das Geburtshaus Richard Wagners (Brühl 1/3) erinnert, das seinerzeit mit einer Reihe anderer alter Wohnbauten dem Kaufhausneubau von 1907/08 weichen musste. LfD/2017 | 09298214 |
|                                         | Wohn- und Geschäftshaus in geschlossener Bebauung in Ecklage | Brühl 4 (Karte)                          | 1899–1900 (Wohn- und Geschäftshaus)                                                                         | stattlicher Putzbau mit Sandsteingliederungen, Dekoration in Formen des Neubarock, einer der frühesten Leipziger Bauten in Hennebique-Bauweise, stadtbildprägende Wirkung, ortsentwicklungsgeschichtliche, baukünstlerische und baugeschichtliche Bedeutung Denkmaltext 1899–1900 von dem Leipziger Architekten und Bauunternehmer Max Pommer als Geschäftshaus mit zwei Wohnungen errichtet, Auftraggeber der Kaufmann sowie Stadt- und Geheimer Kommerzienrat Carl Robert Gruner. Für die Bauausführung verantwortliche Firmen waren: Baugeschäft Emil Sichler Fa. Friedrich Ullrich Nachf., Maurerarbeiten, Wangemann, Zimmerarbeiten, Ehmig, Meyer und Krehhan, Dachdeckerarbeiten, Steinhauerarbeiten, Damm und Liegert, Stuckarbeiten, Degner, Glaserarbeiten, Arnemann, Tischlerarbeiten, Richard Wettzel, Klempnerarbeiten, Fa. J. G. Schelter & Giesecke, Aufzugseinbau. Ab 1910 mehrfache Umbauten der Ladenzone. Emil Voigt leitender Architekt des Dachgeschoßausbaues 1912 unter dem neuen Besitzer Wilhelm Anacker. Kriegsbeschädigung des Hauses durch den Fliegerangriff am 4. Dezember 1943, Instandsetzung der Eisenkonstruktionen 1945/1946. Komplexe Instandsetzung 1961–1962, umfassende Sanierung und Wiederaufbau des im Krieg vollständig zerstörten Daches mit Rekonstruktion des Eckturmes 1992–1993. Die Ecklage des Gebäudes zur Hainstraße bedingte eine leichte Spitzwinkligkeit im Grundriss – sie wird durch den zweigeschossigen Eckerker etwas ausgeglichen. Der viergeschossige Bau ist in Hennebique-Bauweise – einer Betonkonstruktion mit Verschalungen – errichtet. Während die drei unteren Geschosse ausschließlich Läden und Geschäftsräumen vorbehalten waren, enthielten das dritte Ober- und das Dachgeschoß jeweils eine Wohnung. Für die Belüftung der hinteren Räume ist nur ein Lichtschacht vorhanden. Reicher Sandsteindekor gliedert die über einem Granitsockel aufsteigende Putzfassade. Kolossallisenen, eine reiche neubarocke Dekoration in drei Achsen, Mittel- und zwei seitliche Scheinerker sowie ein Turmaufbau mit Giebeln und Haube betonen die Gebäudeecke. Damit ist der herausgehobenen städtebaulichen Lage des Hauses am Eingang des Brühls und seiner Wirkung zum Richard-Wagner-Platz hin Rechnung getragen. Im Gegensatz zu der massiv erscheinenden Ecke sind die restlichen Fassadenabschnitte durch große Fenster in den drei unteren Geschossen weit geöffnet. An der Brühlfront ist die Mittelachse mit dem Haupteingang als Risalit ausgebildet, sie trägt reichen neubarocken Schmuck (u. a. zwei toskanische Säulen im ersten und eine Kartusche mit Merkurstab im dritten. Obergeschoß). Mit dieser Dekoration knüpft Pommer deutlich an die Leipziger Tradition der großartigen Handelshäuser des 18. Jahrhunderts an. Original erhalten sind Teile des Treppenhauses mit schmiedeeisernem Gitter, Wand- und Fußbodenfliesen sowie Wand- und Deckenstuck im Eingangsbereich. LfD/2010 | 09298215 |
| Weitere Bilder                          | Wohn- und Geschäftshaus in geschlossener Bebauung, mit kurzem Hofflügel | Brühl 14; 16 (Karte)                     | 1910–1911 (Geschäftshaus)                                                                                   | elegante, symmetrisch gegliederte Putzfassade in Formen des Jugendstils und der Reformarchitektur um 1910, zwei Läden, ortsentwicklungsgeschichtliche, baugeschichtliche und baukünstlerische Bedeutung Denkmaltext Im Februar 1910 beantragte der Architekt Walter Heßling im Auftrag des Geschäftsmanns (?) Friedrich Wilhelm Schraepler den Geschäftshausneubau. Baubeginn im Herbst 1910, Fertigstellung sieben Monate später im Frühjahr 1911. Der Baugrund kostet 197 000 Mark, der Bau selbst 114 00 Mark. 1994/95 Sanierung. Das viergeschossige Geschäftshaus mit ausgebautem Dach ist Bestandteil der Reihenbebauung des Brühl, wobei es sich bei einer vergleichsweise geringen Fassadenbreite doppelt so lang in die Tiefe erstreckt. Der längliche Hof mit einem kurzen Hofflügel auf der Ostseite gewährleistet die Belichtung der hinteren Räume. Mit einer auffälligen Fassadengestaltung wird die relativ geringe Fassadenbreite ausgeglichen. Über dem Erdgeschoss, den mittleren Eingang und zwei große Schaufenster mit dazugehörigen Ladeneingängen enthaltend, steigen das erste und zweite Obergeschoss mit zwei sehr breiten und hohen Fenstern und einem Mittelerker empor. Der Erker ist durch senkrechte Mauerstreifen und plastischen Schmuck in den Brüstungsfeldern betont, im dritten Obergeschoss endet er in einem Austritt, dessen Brüstung durch zwei Knabenplastiken mit Füllhörnern geschmückt ist. Ein mit Ziegeln eingedecktes Band trennt das dritte Obergeschoss von den unteren ab. Über dem mittleren Teil der Fassade erhebt sich ein steiler Giebel mit jugendstilig geschwungenem Umriss, zu dessen Seiten sich jeweils ein in das Dach einschneidendes Fenster öffnet. Die Fassade ist mit grauem Kunstkalksteinputz überzogen. Die Modelle zu den Bildhauerarbeiten lieferte der Bildhauer Felix Pfeifer. Die ursprüngliche Innendisposition: im Erdgeschoss beidseits des zur Treppe und zum Hof führenden Flurs je ein Laden, der links liegende mit einer Weinstube verbunden, im ersten und zweiten Obergeschoss je ein großer ungeteilter Geschäftsraum, im dritten und vierten Obergeschoss Wohnräume. Die technische Gebäudeausstattung mit Fahrstuhl, Entstäubungsanlage sowie Einrichtungen für Gas- und elektrische Beleuchtung war auf dem neusten Stand. Von der erhaltenen Ausstattung nennenswert nur das eiserne Treppenhausgeländer (sowie Handlauf) und zehn Keramikmedaillons im Durchgang mit an Gaffköpfe erinnernden Charakterköpfen. Das Gebäude ist ein Zeugnis für die sich um 1900 vollziehende Umformung der Leipziger Innenstadt zum modernen Geschäftszentrum, hierdurch erlangt es ortsentwicklungsgeschichtliche Aussagekraft. Als qualitätvolles Beispiel für den Wohn- und Geschäftshausbau des frühen 20. Jh. ist es baugeschichtlich und baukünstlerisch von Bedeutung. LfD/2013 | 09298217 |
|                                         | Handschwengelpumpe mit Brunnenschacht und Abdeckplatte | Brühl 18 (vor) (Karte)                   | vor 1890 (Handschwengelpumpe), 2012, Wiederaufstellung (Handschwengelpumpe)                                 | ortsgeschichtlich von Bedeutung | 09291088 |
| Weitere Bilder                          | Romanushaus: Stadtpalais in geschlossener Bebauung und Ecklage (Anschriften: Katharinenstraße 23 und Brühl 18), mit Hofbebauung | Brühl 18 (Karte)                         | 1701–1704 (Palais)                                                                                          | prachtvolles bürgerliches Palais, reich geschmückte Putzfassaden, Hauptfront zum Brühl mit dreiachsiger Vorlage, abgeschrägte Ecke mit Eckerker, rekonstruiertes Dachbelvedere, Leipzigs prominentester barocker Bürgerhausbau, Baumeister: Johann Gregor Fuchs, ortsgeschichtlich, baugeschichtlich und baukünstlerisch von Bedeutung | 09298219 |
| Weitere Bilder                          | Gloecks Haus: Geschäftshaus in geschlossener Bebauung in Ecklage | Brühl 52 (Karte)                         | 1909–1910 (Geschäftshaus)                                                                                   | straßenbildprägender Bau im Reformstil um 1910, Muschelkalksteinfassade, mit Ladenzone, Zeugnis der Geschichte Leipzigs als Zentrum des Pelzhandels, ortsentwicklungsgeschichtliche, baugeschichtliche, baukünstlerische und städtebauliche Bedeutung Denkmaltext März 1909 Bauantrag für Geschäftshausneubau durch Rauchwarenhändler Theodor Richard Gloeck, den Entwurf lieferte der Leipziger Architekt Paul Burghardt. 1910 Fertigstellung. Weil Theodor Richard Gloeck Jude war, wurde sein Besitz 1935 unter Zwangsverwaltung gestellt und 1938 zwangsversteigert. Die Dachzone mit dem Eckturm wurde 1943 zerstört. Ungeachtet der Einsprüche des Stadtplanungsamtes setzte der Leipziger Architekt O.M.Rothmann 1945 dem Bau ein leicht zurückgestuftes sechstes Obergeschoss auf. 1996 Sanierung und annähernde Rekonstruktion der ursprünglichen Dachform mit Eckturm. Fünfgeschossiger, straßenbildprägender Bau von monumentaler Wirkung. Die rasterartige Fassadengliederung lässt schon im Äußeren die Skelettbauweise des Gebäudes erkennen. Vier breite Achsen weisen nach der Nikolaistraße und drei nach dem Brühl. In Korrespondenz zum gegenüberliegenden Haus Brühl 54 wurde auch hier das städtebaulich bedeutsame Motiv des Eckturms angewandt. Dabei wölben sich ab erstem Obergeschoß die Eckachsen hervor, um oberhalb der Traufe in jeweils einem hohen Schweifgiebel ihren bekrönenden Abschluss zu finden. Zwischen den Giebeln erwächst ein mächtiger Rundturm mit Umgang. Das Erdgeschoss ist völlig mit Schaufenstern geöffnet. Kräftige Konsolgesimse rahmen die drei durch Kolossalpilaster zusammengefassten Hauptgeschosse. Besondere Betonung der Beletage-Fenster durch eingestellte Pfeiler und Segmentverdachungen. Reicher plastischer Schmuck, der unter anderem auf die Zweckbestimmung des Bauwerkes als Pelzhandelshaus verweist, konzentriert sich auf die Eckachsen, auf die Beletage und das Hauptportal mit seinen Atlanten. Die mit Muschelkalk verkleidete Stahl- bzw. Stahlbetonkonstruktion des Gebäudes erlaubte große Räume, die der Rauchwarenhändler Gloeck als Lager, Kontore und zu anderen Geschäftszwecken nutzte. Das Gebäude dokumentiert den um 1900 stattfindenden Umgestaltungsprozess der Leipziger Innenstadt zur modernen City, hierdurch erlangt es ortsentwicklungsgeschichtliche Aussagekraft. Außerdem verweist es auf die früheren Stellenwert Leipzigs als europäisches Zentrum des Pelzhandels. Als charakteristischer Vertreter des Geschäftshausbaues im frühen 20. Jh. mit hoher architektonischer Qualität ist es baugeschichtlich und baukünstlerisch von Bedeutung. Zudem gehört es zu den stadtbildprägenden Bauwerken der Leipziger Innenstadt und verkörpert damit auch einen städtebaulichen Wert. LfD/2013 | 09298220 |
| Weitere Bilder                          | Geschäftshaus in geschlossener Bebauung in Ecklage (Anschriften: Brühl 54 und Nikolaistraße 40) | Brühl 54 (Karte)                         | 1909–1910, unter Einbeziehung eines Baues von 1896 (Geschäftshaus)                                          | aufwändig gegliederte Kalksteinfassade im Reformstil um 1910, Eckbetonung durch Erker und Eckturm, Ladenzone, ortsentwicklungsgeschichtliche, baugeschichtliche, baukünstlerische und städtebauliche Bedeutung Denkmaltext 1909–1910 nach Plänen des Leipziger Architekten Wilhelm Becker errichtetes Pelzhandelsgeschäftshaus, Bauherren waren die Rauchwarenhändler Gebr. Felsenstein, in das Neubauprojekt wurde das 1896–1897 nach Entwurf Curt Nebels errichtete Geschäftshaus Nikolaistraße 40 einbezogen. Sanierung 2000/2001. Fünfgeschossiges Gebäude über annähernd quadratischem Grundriss,in der Südostecke kleiner Lichthof. Charakteristisch die strenge Rasteraufteilung der der mit Muschelkalkstein verkleideten Fassade, die auf die zeit- und arttypische Konstruktionsweise als Skelettbau verweist. Eine aufwändige Bauornamentik (Tiermotive, allegorische Darfstellungen, Putten und Masken) der Fa. Wilhelm und Bruno Wollstädter bereichert das Fassadenbild und trägt entscheidend zur noblen Gesamterscheinung des Gebäudes bei. Der herausgehobenen städtebaulichen Situation an der Einmündung der Nikolaistraße wird durch die Eckbetonung mit Erkern und Turmaufsatz mit Spitzhaube Rechnung getragen. In Innern historische Ausstattungs- und Schmuckelementem, darunter Stuckreliefs und Glasmalereien, die wie der Fassadendekor unter anderem auf die Zweckbestimmung des Gebäudes als Geschäftshaus des Pelzhandels verweisen. Das Gebäude ist ein markantes Zeugnis für den um 1900 stattfindenden Umgestaltungsprozess der Leipziger Innenstadt zur modernen City und hat damit ortsentwicklungsgeschichtliche Aussagekraft. Es dokumentiert auch den früheren Stellenwert Leipzigs als europäisches Zentrum des Pelzhandels. Als herausgehobenes Beispiel des Geschäftshausbaues im frühen 20. Jh. mit hoher gestalterischer Qualität ist es baugeschichtlich und baukünstlerisch von Bedeutung. Im Zusammenspiel mit dem gegenüberliegenden Haus Gloeck bildet es überdies eine prägnante Eingangssituation zur Nikolaistraße von städtebaulichem Wert. LfD/2013 | 09298229 |
| Weitere Bilder                          | Geschäftshaus (mit zwei Hausnummern) in geschlossener Bebauung | Brühl 56; 58 (Karte)                     | 1877 (Geschäftshaus)                                                                                        | Klinkerfassade mit Sandstein- und Klinkergliederung, ortsentwicklungsgeschichtlich und baugeschichtlich von Bedeutung Denkmaltext 1877 errichtete Mauermeister Otto Steib ein Wohngebäude mit Souterrain und Geschäftslokal für Rauchwaren, Auftraggeber war der Kaufmann J. F. Schulze. 1896–1898 erfolgte der Umbau zum reinen Geschäftsgebäude, Bauherr war wohl die Rauchwarenhandlung Th. Philippsberg (pp. Alfred Ludwig Mertens), die Entwürfe lieferte der Architekt Leopold Stentzler. Fünfgeschossiges Gebäude über leicht längsrechteckigem Grundriss, errichtet in Ziegelmauerwerk mit Eisenträgergerüst, Innenkonstruktion Eisenträger mit Eisenstützen. Die gelbe, symmetrische aufgeteilte Klinkerfassade mit Sandsteinelementen und Schmuckbändern in roten Klinkern ist in den Formen des Späthistorismus gestaltet. Erdgeschoss fungiert vorwiegend als Ladenzone, in der Mitte dreigeteiltes Schaufenster, flankiert durch den Hauseingang auf der einen und den Ladeneingang auf der anderen Seite. Die im Erdgeschoss angelegte Dreiteilung ist in den Obergeschossen, die durch ein Blendbogenrahmung zusammengefasst sind, weitergeführt. Über der Mitte steigt das Traufgesims als Betonung giebelartig auf. Die Sandsteinelemente, die die Blendbögen geschossweise unterteilen, zeigen zeittypische Diamantierungen. Ursprünglich steiles Satteldach durch Kriegseinwirkung 1943 zerstört, seitdem flaches Pultdach als Notdach. Das Gebäude ist ein Zeugnis für die Geschichte Leipzigs als Ort des europäischen Pelzhandels, dabei spielte vor allem der Brühl eine wichtige Rolle. Hieraus ergibt sich sein ortsentwicklungsgeschichtlicher Aussagewert. Als typischer Geschäftshausbau des ausgehenden 19. Jh. nach Plänen eines renommierten Leipziger Architekten ist es zudem baugeschichtlich von Belang. LfD/2013 | 09298221 |
|                                         | Geschäftshaus in geschlossener Bebauung | Brühl 62 (Karte)                         | 1892–1893 (Geschäftshaus)                                                                                   | späthistoristische Klinkerfassade mit Sandstein- und Klinkergliederung, mit Laden, ortsentwicklungsgeschichtliche und baugeschichtliche Bedeutung Denkmaltext Das Geschäftshaus wurde 1892–1893 nach Entwürfen des Leipziger Architekten Curt Nebel errichtet, Bauherr war die Rauchwarenhandlung Apfel (Leipzig-Mannheim-London), 1910 Erhöhung des Vordergebäudes, Pläne ebenfalls von Curt Nebel. Fünfgeschossiges Gebäude in Mauerwerk mit Eisenstützen und Betondecken. Die gelbe Klinkerfassade mit Sandsteinelementen und dunklen Klinkerbändern sowie eisernen Fensterstürzen ist stark geöffnet. Die Stützen und relativ schmalen Brüstungsstreifen zwischen den großen Fenstern der Obergeschosse ergeben ein typisches Rastersystem, wobei die etwas vorspringenden Stützen mit den Bogenabschlüsse der Fenster im dritten Obergeschoss auch als eine die Obergeschosse zusammenschließende Arkadenstellung erscheinen. Der späthistoristischen Gestaltungsweise entsprechen die Diamantierungen der Sandsteinelemente. Über der ursprünglichen Traufe erhebt sich deutlich abgesetzt das etwas jüngere vierte Obergeschoss. Das Erdgeschoss ist verputzt und enthält einen Laden sowie die Durchfahrt zum Hof. Die Hofbebauung des schmalen Grundstücks besteht aus einem Seitengebäude auf der Ostseite und einem Hinterhaus, beide viergeschossig, die wie das Vorderhaus einst ausschließlich den Geschäftszwecken der Rauchwarenhandlung dienten. Das Gebäude ist ein Zeugnis für die Geschichte Leipzigs als Ort des europäischen Pelzhandels, wobei vor allem der Brühl eine bedeutende Rolle spielte. Hieraus ergibt sich sein ortsentwicklungsgeschichtlicher Aussagewert. Als zeit- und ortstypischer Geschäftshausbau des ausgehenden 19. Jh. ist es zudem baugeschichtlich von Belang. LfD/2013 | 09298224 |
| Weitere Bilder                          | Fassade eines Geschäftshauses in geschlossener Bebauung | Brühl 64 (Karte)                         | 1892–1893 (Fassade), 1892–1893 (Geschäftshaus)                                                              | späthistoristische Klinkerfassade mit Sandstein- und Klinkergliederung, ortsentwicklungsgeschichtliche und baugeschichtliche Bedeutung Denkmaltext 1892–1893 Neubau eines viergeschossigen Geschäfts- und Lagergebäudes für Rauchwarenhandlung, Bauherr Kaufmann Adolph Schlesinger, Planung durch den Architekten Curt Nebel. 1910 Aufstockung des Vorderhauses, ebenfalls nach Entwurf von Curt Nebel. Die Hofbebauung bestand aus Seiten- und Hintergebäude, beide viergeschossig. 1994 Neubebauung des Grundstücks unter Erhalt der historischen Fassade. Gelbe, stark geöffnete Klinkerfassade mit Sandsteinelementen und dunklen Klinkerbändern, die gestalterisch mit dem ebenfalls von Curt Nebel entworfenem Nachbarhaus Brühl 62 korrespondiert. Ein Motiv, das hier besonders auffällt, ist das fünfteilige Arkadenfensters im dritten Obergeschoss. Charakteristisch für die späthistoristische Gestaltungsweise sind die Diamantierungen der Sandsteinelemente. Die ursprüngliche Traufe mit Zahnschnittfries markiert eine deutliche Trennung zum etwas jüngeren vierten Obergeschoss. Das Erdgeschoss fungiert heute als Einfahrt. Die Fassade ist ein Zeugnis für die um 1900 in der Leipziger Innenstadt vielfach neu entstehende Geschäftshausbebauung, die im Bereich Brühl vornehmlich dem Rauchwarenhandel diente. Damit verweist sie zum einen auf die Umformung der Innenstadt zum modernen Geschäftszentrum und zum anderen auf die Geschichte Leipzigs als Ort des europäischen Pelzhandels. Hieraus ergibt sich ihr ortsentwicklungsgeschichtlicher Aussagewert. Als zeit- und ortstypisches Beispiel der Geschäftshausarchitektur des ausgehenden 19. Jh. ist sie zudem baugeschichtlich von Belang. LfD/2013 | 09298225 |
| Weitere Bilder                          | Fassade eines Wohn- und Geschäftshauses in geschlossener Bebauung | Brühl 66 (Karte)                         | 1899–1900 (Fassade)                                                                                         | erbaut als Hotel, Klinkerfassade im neogotischen Stil, Sandsteingliederungen, ortsentwicklungsgeschichtlich und baugeschichtlich von Bedeutung Denkmaltext 1899–1900 im Auftrag von Friedrich Theodor Johann Martz Gebäude errichteter Neubau, bestehend aus Vorder- und Hintergebäude, verbunden durch ein in der Mitte liegendes Treppenhaus. Das fünfgeschossige Vordergebäude diente wie zuvor schon zu Restaurations- und Hotelzwecken, das viergeschossige Hintergebäude enthielt Lagerräume für Rauchwaren. Die Planung lag in den Händen des Architekten Curt Nebel. Das Vorderhaus später wohl ebenfalls vorrangig für den Rauchwarenhandel genutzt. 1994 Neubebauung des Grundstücks unter Beibehaltung der Vorderhausfassade. Die rote Klinkerfassade mit Sandsteinelementen ist in Formen der Neugotik und der deutschen Renaissance gestaltet. Die Mitte betont ein Kastenerker, der sich im dritten Obergeschoss stark verjüngt und mit den abgeschrägten Seiten auch seine Form ändert, sodass hier kleine Austritt entstehen. Im vierten Obergeschoss endet der Erker ebenfalls als Austritt. Dem Baustil entsprechend zeigen die Fensterrahmungen Stabwerk oder die Brüstungsfelder maßwerkähnliches Ornament. Das Erdgeschoss als Ladenzone gestaltet. Über dem ehemaligen Hauseingang Stein mit Königsberger Wappen. Der nach der Beschädigung im Zweiten Weltkrieg notdürftig gesicherte Dachbereich in moderner Form gehalten. Die Fassade ist ein Zeugnis für die Bebauung in der Leipziger Innenstadt, die im Zuge der sich um 1900 vollziehenden Umgestaltung zum modernen Geschäftszentrum neu entstand, damit verweist es auf einen bedeutenden Abschnitt der Ortsentwicklungsgeschichte. Als typisches Beispiel für die großstädtische Geschäftshausarchitektur des endenden 19. Jh. verkörpert sie auch einen baugeschichtlichen Aussagewert. LfD/2013 | 09298226 |
|                                         | Geschäftshaus in geschlossener Bebauung, mit Hofgebäuden | Brühl 68 (Karte)                         | 1913–1914 (Geschäftshaus)                                                                                   | reich gegliederte Putzfassade mit Kunststeinelementen, Hofgebäude Ziegelfassade, im Reformstil um 1910, Architekt: Johann Gustav Pflaume, ehemaliges Handelshaus für Rauchwaren Martin Lentschner, der Name »Judenherberge« erstmals 1673 nachweisbar, ortsentwicklungsgeschichtlich und baugeschichtlich von Bedeutung | 09298227 |
|                                         | Geschäftshaus in geschlossener Bebauung | Brühl 74 (Karte)                         | 1909–1910 (Geschäftshaus)                                                                                   | reich gegliederte Sandsteinfassade, im Reformstil um 1910, typisches Geschäftshaus eines Leipziger Rauchwarenhandelsunternehmens, baugeschichtlich und ortsentwicklungsgeschichtlich von Bedeutung Denkmaltext 1909–1910 im Auftrag der Gebrüder Assuschkewitz (Abraham und Sacharin/Sacharie) unter Leitung des Architekten Karl Feistel errichtetes Geschäftshaus, das dem Rauchwarenhandel diente. Ausführung durch die Baufirma H. Br. Oehlschlegel, der Einbau der eisernen Treppe durch Kunst- und Bauschlosserei Hermann Dittrich. Fünfgeschossiges, als Stahlbetonskelettbau ausgeführtes Geschäftshaus über längsrechtigem Grundriss „mit doppelten Boden- und Kellerräumen“ sowie kleinem Lichthof auf der Südwestseite. Die mit Sandstein verkleidete Fassade ist den Gestaltungsprinzipien des bald nach 1900 auftretenden Reformstils verpflichtet, der die bewusste Abkehr von historisierenden Formen suchte und auf Klarheit und Materialgerechtigkeit zielte. Auch der Zug zur Monumentalität, der hier ebenfalls erkennbar wird, gehört zu den Stilmerkmalen dieser einflussreichen Architekturströmung. Wie viele Leipziger Geschäftshausbauten folgt die Fassadengliederung dem Rasterprinzip: Vertikalgliederung durch bossierte, lisenenartige Bänder, die sowohl die Fassade außen als auch den sich vorwölbenden mittleren Abschnitt einfassen, zwischen diesen sind als horizontaler Ausgleich die streifenförmigen Brüstungen eingespannt. Diese zeigen qualitätvolle Bauornamentik mit figürlichen Motiven, die auf das Rauchwarengeschäft anspielen. Das Erdgeschoß ist weitgehend mit einem großen Schaufenster geöffnet, begleitet vom schmalen Eingang zum Treppenhaus. Auf dem Mittelteil der Brüstung im zweiten Obergeschoss ein Schriftband „Gebr. Assuschkewitz“ zwischen zwei Löwenköpfen. Eine Inschrift neben dem Schaufenster verzeichnet auch den Namen des Architekten. Das Dach wurde nach Zerstörung im Zweiten Weltkrieg stark vereinfachend erneuert. Auch im Innern (Hauseingang) figürlicher Reliefschmuck erhalten. Das Gebäude ist ein Dokument für die Geschichte Leipzigs als Zentrum des europäischen Pelzhandels, wobei vor allem der Brühl als vorrangiger Sitz der Rauchwarenhändler eine wichtige Rolle spielte. Hieraus ergibt sich sein ortsentwicklungsgeschichtlicher Aussagewert. Als architektonisch ansprechender und charakteristischer Geschäftshausbau im Reformstil um 1910 ist es zudem baugeschichtlich von Belang. LfD/2013 | 09298228 |
| Weitere Bilder                          | Brunnen | Burgplatz (Karte)                        | 1908 (Brunnen)                                                                                              | volkstümlich ausgestalteter Zierbrunnen aus Muschelkalkstein und Bronzeelementen, Aufstellung in Erinnerung an die Weihe des Neuen Rathauses am 7. Oktober 1905, Entwurf: Georg Wrba, ortsgeschichtliche und künstlerische Bedeutung Denkmaltext Der Entwurf für den Neubau des Rathauses schloss 1899 einen Zierbrunnen als städtebaulichen Akzent an der einspringenden Ecke am Burgplatz ein, der aus finanziellen Gründen nicht ausgeführt wurde. 1906 boten Leipziger Bürger die Finanzierung an. Die Kosten für Fundament und für Wasserzuführung wurden aus städtischen Stiftungsmitteln (Großmannstiftung, Natalie-Beuth-Stiftung, Grassistiftung) getragen. Der Auftrag für Entwurf und plastische Ausführung ging an den Bildhauer Georg Wrba (Dresden), der bereits unter Hugo Licht an der bauplastischen Gestaltung des Neuen Rathauses mitgewirkt hatte. Den Bronzeguss besorgte die Dresdener Fa. Milde & Co. Das Fundament wurde durch das Zementbaugeschäft Rudolph Wolle erstellt. Die Enthüllung des Brunnens erfolgte am 7. Oktober 1908 aus Anlass des dritten Jahrestages der Einweihung des Neuen Rathauses. 1980 wurde der Brunnen abgeschaltet, renoviert und 1991 wieder in Betrieb genommen. Im Zusammenhang mit dem Bau einer Tiefgarage unter dem Burgplatz erfolgte 1995–1999 die vorübergehende Demontage, verbunden mit einer grundlegenden denkmalpflegerischen Sanierung. Die Steinelemente bestehen aus Muschelkalk, der auch beim Bau des Neuen Rathauses Verwendung fand. Der plastische Zierrat (33 Plastiken nach 26 Modellen) und die Bekrönungsgruppe sind Bronzegüsse. Die Gesamthöhe des Brunnens umfasst 6,73 m. Das achteckige Brunnenbecken steht auf einstufigem Sockel. Die Beckenwandungen sind mit Spiegeln versehen. In der Beckenmitte erhebt sich auf dem massiven, quadratischen Brunnenstock, der sich im oberen Drittel zum Achteck verjüngt, eine balusterförmig geschweifte Säule. An drei Seiten des Brunnenstocks sind bronzene Tondi mit Reliefbildnissen im Halbprofil angebracht. Sie zeigen die Oberbürgermeister Bruno Tröndlin (Ostseite – umlaufend bezeichnet: DR. BRUNO TRÖDLIN) und Otto Georgi (Nordseite – umlaufend bezeichnet: DR. OTTO GEORGI) sowie den Stadtbaudirektor Hugo Licht (Südseite – umlaufend bezeichnet: DR. HUGO LICHT). Auf der Rückseite Medaillon mit der Inschrift: ZUR/ERINNERUNG/AN DIE/EINWEIHUNG DES/NEUEN RATHAUSES/AM/7TEN OKTOBER/1905. Der obere oktogonale Teil des Brunnenstocks ist von einem Bronzering umgeben, der aus ehemals 140 Wasserstrahlen aussendenden Figurenpaaren nach deutschen Märchen besteht: „Hans mein Igel“, „Däumeling“, „Hänsel und Gretel“, „Schneewittchen“, „Der goldene Rehbock“, „Swinigel und Hase“, „Die zwei Brüder“, „Des Teufels russiger Bruder“. Zwischen den Figuren sind Kartuschen aus Widderköpfen und verschiedenem Getier angeordnet. An dem mit dekorativem Zierrat (Eierstab, Schachbrettquaderung) geschmückten Säulenkapitell vier wassersprühende, bronzene Widderköpfe als Konsolen der quadratischen Deckplatte, welche die überlebensgroße Bronzefigur eines Flötespielers (2,28 m h) trägt. Dieser ist in vorwärtsbewegter Schrittstellung mit unbekleidetem, athletischem Oberkörper dargestellt. Sein Hemd ist herabgeglitten. Er trägt eine kniefreie Hose und feste Schuhe. Zu seinen Füßen spielen drei durch ein Band miteinander verbundene Kinder und zwei Hunde. Der Rathausbrunnen ist eine ansprechend gestaltete Brunnenanlage, die der Ansicht des Neuen Rathauses am Burgplatz einen zusätzlichen Akzent verleiht und der stadträumlichen Aufwertung dient. Mit den inhaltlichen Bezügen zu den am Beginn des 20. Jh. beliebten Motivschatz der Sagen und Märchen gibt er sich deutlich als Werk seiner Entstehungszeit zu erkennen. Georg Wrba, der zu den namhaften Bildhauern des 20. Jh. zählt und der insbesondere in der angewandten Bildhauerei tätig und erfahren war, sorgte für eine qualitätvolle Umsetzung der Bauaufgabe, wobei sich hier sicherlich auch seine zuvor erfolgte Beteiligung am Rathausbau förderlich auswirkte. Aufgrund seiner Entstehungsbedingungen und seiner künstlerischen Ausprägung erlangt das Objekt ortsgeschichtliche und künstlerische Bedeutung. LfD/2017 | 09298231 |
| Direkt Bild zu diesem Denkmal hochladen | Kellergewölbe der Pleißenburg und Verbindungsgang zum Neuen Rathaus und Reste der alten Festungsmauer im Bereich Burgplatz/Markgrafenstraße | Burgplatz (Karte)                        | 16. Jh. (Kelleranlagen)                                                                                     | ausgedehnte, gewölbte Kelleranlagen vorwiegend in Ziegelmauerwerk, teils auch Bruchstein, wichtige Zeugnisse zur Geschichte der Pleißenburg und Leipzigs als befestigte Stadt und Militärstandort, ortsgeschichtlich und landesgeschichtlich sowie baugeschichtlich von Bedeutung | 09292752 |
| Weitere Bilder                          | Stadthaus: Verwaltungsbau (Burgplatz 1, Martin-Luther-Ring 8, 8a, 10 und Markgrafenstraße 3), mit Verbindungsbrücke zum Neuen Rathaus über die Lotterstraße | Burgplatz 1 (Karte)                      | 1908–1912 (Verwaltungsgebäude), 1908–1912, Verbindungsbrücke zum Neuen Rathaus (Fußgängerbrücke)            | aufwändig gestalteter Gebäudekomplex mit Muschelkalksteinfassaden im Reformstil um 1910, akzentuierender bauplastischer Schmuck, Standesamt mit anspruchsvoller Innenausstattung, Architekt: Hugo Licht, ortsgeschichtliche, baugeschichtliche und baukünstlerische sowie städtebauliche Bedeutung | 09298232 |
| Weitere Bilder                          | Geschäftshaus in geschlossener Bebauung (Anschrift: Burgstraße 1, 3, 5) und Hinterhaus (Anschrift: Thomaskirchhof 10) | Burgstraße 1; 3; 5 (Karte)               | 1907–1910 (Geschäftshaus)                                                                                   | Natursteinfassade, bleiverglaste Treppenhausfenster, Gebäude mit Innenhof, Fassadengestaltung im Stil der deutschen Neorenaissance, straßenbildprägende Lage, Architekt: Peter Dybwad, ortsentwicklungsgeschichtlich, baugeschichtlich und baukünstlerisch von Bedeutung | 09298234 |
|                                         | Wohnhaus in halboffener Bebauung (Anschrift: Thomaskirchhof 12 und Burgstraße 2) | Burgstraße 2 (Karte)                     | 1841, im Kern älter (Wohnhaus)                                                                              | ehemals Homöopathische Centralapotheke, Wirkungsstätte von Willmar Schwabe, Putzfassade in schlichten klassizistische Formen, baugeschichtlich, ortsgeschichtlich, wissenschaftlich und personengeschichtlich von Bedeutung | 09298240 |
|                                         | Treppenturm und Portal in rückwärtiger Lage | Burgstraße 4 (Karte)                     | 1580 (Treppenturm)                                                                                          | Turm (des ehemaligen Hauses Goldene Fahne) einbezogen in einen DDR-Neubau, Putzfassade, Werksteine aus Rochlitzer Porphyrtuff, Portal an einer rückwärtigen Gasse, baugeschichtlich und ortsgeschichtlich von Bedeutung | 09298236 |
|                                         | Spolien und Stücke der ehemaligen Ausstattung eines Wohnhauses und einer Gaststätte | Burgstraße 19 (Karte)                    | Ende 19. Jh. (Lampe), 16. Jh. (Portal), Ende 19. Jh. (Bauplastik)                                           | spätmittelalterlicher Natursteinbogen und historistische Tür, Küfer-Figur an der Ecke, Ausleger an Burgstraße und Sporergäßchen, handwerklich-künstlerisch und ortsgeschichtlich von Bedeutung | 09303119 |
|                                         | Handschwengelpumpe mit Brunnenschacht und Abdeckplatte | Burgstraße 19 (vor) (Karte)              | vor 1890 (Handschwengelpumpe)                                                                               | vor dem Gasthof Thüringer Hof; Typ Gotik, ortsgeschichtlich von Bedeutung | 09292753 |
|                                         | Einzeldenkmal der Sachgesamtheit Promenadenring: Parkanlagen an Martin-Luther-Ring, Dittrichring und Goerdelerring (siehe Sachgesamtheitsliste – Obj. 09306630) | Dittrichring (Karte)                     | um 1905 (Parkanlage)                                                                                        | westlicher Abschnitt des Promenadenrings, Anlagen im heutigen Umfang und Art unter dem Gartendirektor Carl Hampel ausgeführt, ortsentwicklungsgeschichtliche, gartenkünstlerische und städtebauliche Bedeutung | 09298255 |
|                                         | Handschwengelpumpe mit Brunnenschacht und Abdeckplatte | Dittrichring (Karte)                     | vor 1891 (Handschwengelpumpe)                                                                               | in Ecklage Thomaskirchhof, am Fußweg der Grünanlage, gegenüber Hauptportal Thomaskirche, ortsgeschichtlich von Bedeutung | 09291023 |
|                                         | Brunnenplastik am Dittrichring | Dittrichring                             | 1986–1987 (Brunnen)                                                                                         | Brunnen „Kugelfolge – rhythmische Variationen“ vor dem Haus Gottschedstraße 2/Dittrichring 15; künstlerisch von Bedeutung | 09303094 |
| Direkt Bild zu diesem Denkmal hochladen | Sachgesamtheit Promenadenring, bestehend aus fünf Teilen: 1. Anlage am Müllerdenkmal (siehe Einzeldenkmalliste – Obj. 09293033), mit dem Einzeldenkmal: Müller-Denkmal (siehe Einzeldenkmalliste – Obj. 09290494), 2. Schwanenteich-Anlage (siehe Einzeldenkmalliste – Obj. 09290128), mit den Einzeldenkmalen: Denkmal für die Leipzig-Dresdner-Eisenbahn (siehe Einzeldenkmalliste – Obj. 09290141) und Richard-Wagner-Denkmal (siehe Einzeldenkmalliste – Obj. 09290142), 3. Lenné-Anlage (siehe Einzeldenkmalliste – Obj. 09292774), mit den Einzeldenkmalen: Schiller-Denkmal (siehe Einzeldenkmalliste – Obj. 09290579), Gellert-Denkmal (siehe Einzeldenkmalliste – Obj. 09290580), Koch-Denkmal (siehe Einzeldenkmalliste – Obj. 09290551), Schumann-Denkmal (siehe Einzeldenkmalliste – Obj. 09290552) und 4. westlicher Abschnitt des Promenadenrings, mit Anlagen an Martin-Luther-Ring, Dittrichring und Goerdelerring (siehe Einzeldenkmalliste – Obj. 09298255), mit den Einzeldenkmalen: Plato-Dolz-Denkmal (siehe Einzeldenkmalliste – Obj. 09290057), Altes Bach-Denkmal (siehe Einzeldenkmalliste – Obj. 09290058), Märchenbrunnen (siehe Einzeldenkmalliste – Obj. 09298253), Hahnemann-Denkmal (siehe Einzeldenkmalliste – Obj. 09290060) und 5. nördlicher Abschnitt des Promenadenrings (siehe Einzeldenkmalliste – Obj. 09262702) mit Anlage am Tröndlinring, sowie mit den Sachgesamtheitsteilen: weitere Promenadenausstattung (unter anderem die Replik des historischen Mendelssohn-Denkmals am Dittrichring nahe der Thomaskirche) | Dittrichring (Karte)                     | 18.-20. Jh. (Ringanlage)                                                                                    | ortsentwicklungsgeschichtliche, gartenkünstlerische und städtebauliche Bedeutung Denkmaltext Bereits im frühen 18. Jh. begann eine Begrünung der Befestigungsanlagen mit Alleen. Im Zuge der schrittweisen Schleifung der Stadtbefestigung wurden die mit den Alleen begonnenen Grünanlagen auf dem freiwerdenden Areal immer mehr ausgebaut, sodass schließlich eine das gesamte Altstadtgebiet fast vollständig umschließende Ringanlage entstand. Die Ringanlage wurde im Laufe der Zeit auch zu einem bevorzugten Ort für die Aufstellung von Denkmälern, auf die sich Grüngestaltung teils explizit bezieht. Von den Anfängen der Ringanlage als Promenade leitet sich der Name Promenadenring ab. Der Leipziger Promenadenring ist der älteste städtische Landschaftspark Deutschlands und zeichnet sich durch eine hohe Gestalt- und Aussagequalität aus. Er ist ein prägender Bestandteil der Leipziger Innenstadt und trägt entscheidend zu deren Unverwechselbarkeit bei. Unter diesen Aspekten erlangt die Ringanlage eine herausgehobene ortsentwicklungsgeschichtliche, gartenkünstlerische und städtebauliche Bedeutung. LfD/2017 | 09306630 |
| Weitere Bilder                          | Einzeldenkmal der Sachgesamtheit Promenadenring: Denkmal für Johann Sebastian Bach, mit Einfriedung (siehe Sachgesamtheitsliste – Obj. 09306630) | Dittrichring (Karte)                     | 1843 (Denkmal)                                                                                              | reich gestaltetes Sandsteinmonument mit Porträtbüste und Reliefs, zur Erinnerung an den Komponisten und Thomaskantor Johann Sebastian Bach (1685–1750), Initiator und Stifter des Bachdenkmals war der Komponist und Gewandhauskapellmeister Felix Mendelssohn Bartholdy, personengeschichtlich, musikgeschichtlich, kulturgeschichtlich und kunstgeschichtlich sowie künstlerisch von Bedeutung Denkmaltext Das im Dezember 1842 fertiggestellte und am 23. April 1843 eingeweihte Denkmal ist das welterste für den Leipziger Thomaskantor Johann Sebastian Bach. Das Denkmal entstand ausschließlich auf Anregung und Betreiben Felix Mendelssohn Bartholdys, der sich für die Wiederentdeckung und Pflege Bachscher Musik einsetzte. Zur Finanzierung des Denkmals veranstaltete Mendelssohn eigens Konzerte. Unterstützung seines Vorhabens erhielt er durch Robert Schumann. Bis ins Detail kümmerte sich Mendelssohn um die künstlerische Ausführung. Die Stadt übernahm lediglich die Vorbereitung des Denkmalplatzes, einschließlich der Fundamente. Den Entwurf für das Denkmal hatte Mendelssohn von seinem Malerfreund Eduard Bendemann in Dresden anfertigen lassen. Der Maler Julius Hübner und der Bildhauer Ernst Rietschel, die wie Bendemann Dresdener Kunstakademie lehrten, waren beratend beteiligt. Die künstlerisch-praktische Realisierung oblag dann allein Julius Hübner, an den sich Mendelssohn nach Eduard Bendemanns krankheitsbedingtem Ausscheiden gewandt hatte. Die Ausführung wurde auf Hübners Empfehlung dem Steinmetz Friedrich Moritz Hiller in Dresden-Antonstadt übertragen. Die figürlichen Darstellungen fertigte der Bildhauer Hermann Knaur in Leipzig, ein Schüler Ernst Rietschels. Bei der Büste des Komponisten hat sich Knaur offenbar an das 1746 von Elias Gottlob Haußmann gemalte Bachporträt gehalten (damals im Besitz der Thomasschule). Die Anregung zur Gittereinfassung des Denkmals kam von Stadtrat Fleischer, der seitens des Rates mit der Denkmalangelegenheit beauftragt war. Mendelssohn zahlte allein für das Gitter 115 Taler. Als Denkmalstandort hatte man einen Platz unweit der einstigen Wohn- und Wirkungsstätte des Komponisten gewählt. Er lag zunächst im „Garten hinter der Thomasschule“ und wurde später Teil der öffentlichen Promenadenanlage. Zusammen mit dem Denkmal für Johann Adam Hiller von 1832 bildete das Bachdenkmal vor der damals noch zugebauten Westseite der Thomaskirche eine Art Ehrenhain Leipziger Musikgeschichte, der später allerdings nur noch mittelbar, durch das Neue Bach-Denkmal auf dem Thomaskirchhof (1908), eine Ergänzung fand. Im Zusammenhang mit Umgestaltungsmaßnahmen im Bereich der Promenadenanlage wurde das Bachdenkmal im Jahre 1888 um ein weniges südwärts, an seine gegenwärtige Stelle versetzt und dabei um 180 Grad gedreht. Mit dem Abbruch der alten Thomasschule 1902 verlor das Denkmal einen seiner wesentlichen authentischen Bezugspunkte. 1994 Restaurierung der Gittereinfassung 1994, 2000 Erneuerung des Denkmalumfeldes. Die bis heute samt der ornamentalen schmiedeeisernen Gittereinfassung original erhaltene, etwa dreieinhalb Meter hohe Bildsäule aus Pirnaischem Sandstein ist eine detailreiche Kombination von Architekturgliedern mit Elementen dekorativer und figürlicher Bildnerei. Sie hat einen klaren dreiteiligen Aufbau: glatter achteckiger Sockel über zwei Stufen, darüber höherer, aus gebündelten und freistehenden Säulen gebildeter Mittelteil, als Abschluss reicher tabernakelartigen Aufsatzes mit markantem Kreuzdach und gotisierender Kreuzblume. In der heute nach Norden gewandten Hauptansicht zeigt der Aufsatz die etwas überlebensgroße, fast vollplastische Musikerbüste, bezeichnet: “J. S. Bach”. An den anderen Seiten des Aufsatzes sind Reliefs zu sehen, die in Figurenszenen mit langgewandeten weiblichen Flügelwesen (Genien) verschiedene Bereiche von Bachs Wirken darstellen: ausführender Künstler, insbesondere Organist (Ostseite), Komponist, insbesondere für Kirchenmusik (Südseite) und Lehrer und Kantor (Westseite). Der Denkmalstandort ist mit Kleinpflaster belegt und wird von einem Ziergitter umschlossen. Das Alte Bachdenkmal ist ein bedeutendes Zeugnis der Erinnerungskultur des 19. Jh. Seine Verbindung zwischen dem Thomaskantor Bach und dem Gewandhauskapellmeister Mendelssohn erhebt es zu einem Denkmalobjekt von Weltrang. Es verweist sowohl auf das Wirken Bachs in Leipzig als auch auf die herausragenden Verdienste Mendelssohns um die Neuentdeckung und Wiederaufführung der Bach-Werke, damit erlangt es große personengeschichtliche und musikgeschichtliche Bedeutung. Unter kunstgeschichtlichem und künstlerischem Aspekt ist es sowohl hinsichtlich der Entwicklung des Personendenkmals als auch der Tätigkeit der beteiligten Künstler von Belang. LfD/2016 (unter Verwendung eines Manuskripts von Stefan Voerkel) | 09290058 |
| Weitere Bilder                          | Einzeldenkmal der Sachgesamtheit Promenadenring: Brunnenanlage (siehe Sachgesamtheitsliste – Obj. 09306630) | Dittrichring (Karte)                     | 1906 (Brunnen)                                                                                              | in Form eines Wandbrunnens gestaltet, Naturstein und Bronzeelemente, dreiteiliger Aufbau, im Zentrum Grottennische mit Figurengruppe, seitlich der Grotte Wandstücke mit Sitzbänken, als bildkünstlerische Ausstattung integraler Bestandteil der Parkanlagen des Promenadenringes, künstlerisch und kunstgeschichtlich von Bedeutung Denkmaltext Der 1906 eingeweihte Brunnen wurde aus Mitteln des Städtischen Kunstfonds finanziert. Für die Gestaltung war der Leipziger Bildhauer Josef Mágr (1861–1924) verantwortlich. Der Bronzeguss erfolgte durch die Fa. Brückner und Noack aus, den Schlussstein führte Bildhauer Schliemann aus. Die Steinmetzarbeiten schuf die Fa. Riedel und Keller. 1907 fertigte Schlossermeister Hermann Pfeifer ein Schutz- und Ziergitter, gefordert von der Forst- und Anlagendeputation. 1923 Im Zweiten Weltkrieg wurden die Bronzeteile, die zuvor schon aus Schutzgründen museal eingelagert waren, als Metallspende eingeschmolzen. 1965 schufen die Leipziger Künstlerinnen Elfriede Ducke (1925–2015) und Hanna Studnitzka (1927–2006) die beiden Kinderfiguren mit der Ente und die beiden Reliefs neu in Anlehnung an das historische Original. 1996 Brunnenrekonstruktion im Zuge der Sanierung des Ringgrüns (ursprüngliche Gestaltung durch Gartenbaudirektor Carl Hampel). Der Brunnenanlage besteht aus einer rund 10 m breiten, auf einem zweistufigen Sockel stehenden Wandkonstruktion in Muschelkalkstein, in deren Mitte ist eine bogig überhöhte, grottenartige Quellnische (Höhe ca. 4 m) mit Brunnenbecken und Figurengruppe ausgebildet. An den seitlichen Wandstücken befinden sich Steinbänke, die zur Nische mit schmiedeeisernen Schutzgittern verwahrt sind. Die Architektur des Brunnens ist an die natürliche Böschung gelehnt und landschaftsgestalterisch in die Grünanlage des Promenadenringes integriert. Im halbrunden Brunnenbecken liegt ein Sockelstein, darauf die lebensgroßen Figuren von Gretel, die sich kniend einer Ente zuwendet, und Hänsel, der seiner Schwester an die Schulter fasst. Den Scheitelpunkt der Grotte bildet ein Schlussstein mit dem Relief der Hexe, darüber ein Rabe. Die Wandung der Grottennische schmücken Reliefs aus Tierköpfen und Fabelwesen. Über den Steinbänken der seitlichen Wände sind querrechteckige Bronzereliefs eingelassen: links die Auffindung des Knusperhäuschens durch die verirrten Kinder, rechts ihre Heimkehr zu den Eltern. Den oberen Rand der äußeren Pfeilern schmücken stilisierte Pfefferkuchen. Der Brunnen ist ein qualitätvolles Beispiel für die Ausgestaltung einer öffentlichen Grünzone mit bildkünstlerischen Elementen im Sinne eines Gesamtkunstwerkes. Die volkstümliche Gestaltung nimmt Bezug auf die um die Jahrhundertwende populäre Welt der Märchen und Sagen. Er ist weiterhin ein Zeugnis der Tätigkeit von Josef Mágr, der zu den wichtigsten Vertretern des Jugendstils in Leipzig gehörte und der hauptsächlich auf dem Gebiet der Bauplastik wirkte. Durch die Rekonstruktion in den 1960er Jahren steht er auch für das Werk der beiden Leipziger Künstlerinnen Elfriede Ducke und Hanna Studnitzka, die in der Leipziger Bildhauerkunst eine namhafte Rolle spielten. Aus diesen Gründen ist das Objekt ein Kulturdenkmal von künstlerischer und kunstgeschichtlicher Bedeutung. LfD/2017 | 09298253 |
| Weitere Bilder                          | Einzeldenkmal der Sachgesamtheit Promenadenring: Denkmal für Johann Christian Dolz und Karl Gottlieb Plato (siehe Sachgesamtheitsliste – Obj. 09306630) | Dittrichring (Karte)                     | bezeichnet 1892 (Denkmal)                                                                                   | zur Erinnerung an die ersten Direktoren der Ratsfreischule errichtet, Granit und Bronze, Teil der Gestaltung des Promenadenringes, ortsgeschichtlich, kulturgeschichtlich und personengeschichtlich sowie künstlerisch von Bedeutung Denkmaltext Das Plato-Dolz-Denkmal wurde 1892 aus Anlass des 100-jährigen Bestehens der Ratsfreischule Leipzig zu Ehren der ersten Direktoren der Ratsfreischule Karl Gottlieb Plato und Johann Christian Dolz aufgestellt. Die Ratsfreischule war die erste städtische, schulgeldfreie Volksschule in Leipzig. Hier wurden zunächst Kinder mittelloser Eltern unterrichtet. Die Initiative zur Schulgründung kam von Bürgermeister Carl Wilhelm Müller und Superintendent Johann Georg Rosenmüller. Die Aufstellung des Denkmals zum Jubiläum wurde von den ehemaligen Schülerinnen und Schülern finanziert. Für die Gestaltung waren der Bildhauer Hermann Knaur (1811–1872), einst selbst Schüler der Ratsfreischule, und der Architekt Georg Weidenbach verantwortlich. Da Knaur bereits 1872 verstarb, war die Ausführung des Denkmals offensichtlich schon länger geplant und in Vorbereitung. Das Denkmal hat die Form eines dreiseitigen Obelisken aus rotem Granit, der sich über einem Sockel erhebt. Auf einem bronzenen Zwischenstück sind Porträtmedaillons der Direktoren Plato und Dolz zu sehen bzw. die Inschrift zum Anlass der Denkmalsetzung zu lesen, umrankt von renaissancistischen Schmuckformen. Auch die kapitellartige Bekrönung des Denkmals besteht aus Bronze, neigt aber im Gegensatz zum Zwischenstück mehr dem Neobarock zu. Das Denkmal ist als Ausstattung in die Grüngestaltung des Promenadenrings einbezogen. Mit seiner Erinnerungsfunktion an die Geschichte der Ratsfreischule und ihrer ersten Direktoren verkörpert das Denkmal einen orts- und personengeschichtlichen Zeugniswert. Zudem dokumentiert es die Denkmalskultur im ausgehenden 19. Jahrhundert und verweist auf das Wirken des Bildhauers Hermann Knaur, der in der Bildhauerei und im Denkmalschaffen Leipzigs im 19. Jh. eine wichtige Rolle spielte. LfD/2017 | 09290057 |
| Weitere Bilder                          | Wohn- und Geschäftshaus in geschlossener Bebauung und Ecklage | Dittrichring 2 (Karte)                   | 1875–1876 (Wohn- und Geschäftshaus)                                                                         | historistischer Putzbau mit Stuck- und Sandsteindekorationen, markanter Eckturm zur Betonung der straßenbildprägenden Lage, Architekt: Arwed Roßbach, baugeschichtliche, baukünstlerische und ortsentwicklungsgeschichtliche Bedeutung Denkmaltext 11. Juni 1875 Bauantrag durch Bauunternehmer Franz Traugott Anton Schauer. Die Entwürfe zum Bauvorhaben lieferte der Architekt Arwed Rossbach (Fa. Bauer & Rossbach). 16. Okt. 1876 Revision des fertig gestellten Gebäudes. Umbaumaßnahmen in der nachfolgenden Zeit betrafen vorwiegend die Läden im Erdgeschoss. Zudem fanden in den Jahren der DDR gelegentlich Wohnungsteilungen statt. 1993 umfassende Sanierung, seitdem vorwiegend als Geschäftshaus genutzt. Viereinhalbgeschossiges Eckgebäude über Grundriss in Form eines Drachenvierecks, errichtet in Ziegelmauerwerk, verputzt, Teile der Fassadendekoration in Stuck und Sandstein hergestellt. Im Innern ein die Grundrissgestalt des Gebäudes aufnehmender Hof. Zwischen den stumpfwinklig zueinander stehenden Fassaden am Dittrichring und an der Schulstraße ist ein runder Eckturm eingefügt, der die städtebaulich herausgehobene Position des Gebäudes wirkungsvoll unterstreicht. Die Fassaden sind gleich gestaltet. Erdgeschoss und Entresol – durch rustizierte Pfeiler zusammengefasst – bilden die Sockelzone, die mit Schaufenstern und Haus- bzw. Ladeneingängen stark geöffnet erscheint. Über einem Stockwerkgesims erheben sich I. und II. Obergeschoss, die ebenfalls als Einheit aufgefasst sind. Eine Putznutung überzieht die Mittelzone. Deren rechteckigen Fenster mit fein profilierter Rahmung. Dazu als Betonung der Mitte an jeder Fassade ein über beide Geschosse reichender Erker, geschmückt sind diese u. a. mit renaissancistischen Grotesken, oben auf den Erkern Balkone für das III. Obergeschoss. Dieses ist mit Rundbogenfenstern und Pilastergliederung deutlich abgehoben, dazu trägt auch kräftiges Stockwerkgesims mit Zahnschnitt bei. Ein Kranzgesims auf Konsolen schließt die Fassaden nach oben ab. Das flach geneigte Dach ist – wie bei einem Teil der Nachbarhäuser – durch Attiken, hier mit Balustern, kaschiert. An dem Eckturm, der von einem Kuppeldach bekrönt wird, gewinnt der Dekor stark an Plastizität, zudem weist er deutlicher barockisierende Tendenzen auf als der übrige Fassadenschmuck. Das I. und II. Obergeschoss sind hier durch eine Säulenstellung zusammengefasst. Im I. Obergeschoss Fenstertüren mit Segmentverdachungen, die Fensterrahmungen des II. Obergeschosses mit Kartuschenschmuck. Auf dem von den Säulen getragenen Gebälkstück stehen im III. Obergeschoss Karyatiden, die gleichfalls ein Gebälk stützen, darüber gesprengter Giebel mit Kartusche und Datierung: 1875. Der Hauseingang am Dittrichring ordnet sich relativ unauffällig in die Ladenzone von Erdgeschoss und Entresol ein, das Haustor eisenbeschlagen und mit kunstvollen Gittern versehen. Der Hauseingang ist zugleich Durchgang zum Hof. Zum Gebäude gehören zwei Treppenhäuser, angeordnet auf der Hauptachse des Grundrisses. Hinter dem Eckturm liegt hofseitig das Haupttreppenhaus, im Winkel gegenüber eine Nebentreppe, wohl ursprünglich für den Dienstbotenverkehr. Die Obergeschosse enthielten ursprünglich je zwei Wohnungen, deren Haupträume waren zur Straße orientiert. Die hofseitigen Gebäudeteile nahmen die Schlaf- und Wirtschaftsräume auf. Zu einer der beiden Wohnungen gehörte der runde Salon im Eckturm. Während der Sanierung 1993 Wiederherstellung einer historischer Wand- und Deckengestaltungen im Durchgang aus der Zeit um 1895 (Rekonstruktion der Erstfassung auf Grund unzureichender Befunde nicht möglich): Pilastergliederung über Paneelen, Deckenfelder mit Stuckrosetten, Ausmalung in Rot- und Grüntönen, akzentuierend Grotesken. Im Treppenhaus Deckenspiegel mit Blumenstück in freier Malerei. In dem Laden- bzw. Geschäftsraum des Eckturms Bronzefigur „Römischer Bocciaspieler“, 1904, August Kraus (1868–1934, Berlin), Leihgabe des Museums der bildenden Künste Leipzig (ursprünglicher Standort vor der Ostfront des Museumsgebäudes am Augustusplatz, Aufstellung 1909). Das von Arwed Rossbach errichtete Miets- und Geschäftshaus ist eines der bemerkenswertesten Gebäude seiner Zeit und Art in der Leipziger Innenstadt, wobei insbesondere auf seine städtebauliche Präsenz zu verweisen ist. LfD/2013 | 09298241 |
| Weitere Bilder                          | Wohn- und Geschäftshaus in geschlossener Bebauung, ehemaliges Hotel | Dittrichring 4 (Karte)                   | 1875–1876 (Wohn- und Geschäftshaus)                                                                         | historistischer Putzbau in Formen der Neurenaissance, mit Sandstein- und Stuckelementen, Fassadendekoration weitgehend rekonstruiert, ortsentwicklungsgeschichtliche und baugeschichtliche Bedeutung Denkmaltext 2. Juni 1875 Bauantrag durch den Architekten Ottomar Jummel im eigenen Auftrag (oder Auftraggeber Dr. A. Trietzschler, 1. Juli 1875 wiederholt), 29. Juli 1876 Baurevisionsprotokoll. 1883 Umbau von Erd- und Zwischengeschoss zur Gewinnung von Nebenräumen, Ausführung Maurermeister H. Br. Oehlschlegel. Ab 1905 (?) Hotel „Reichshof“. 1932 Eigentum des „Kreisverbandes Leipzig der Schreber- und Gartenvereine e. V.“ 1938 erfolgte auf Grund umfangreicher Schäden eine stark reduzierende Fassadensanierung, Auftraggeber „Stadtgruppe Leipzig der Kleingärtner e. V.“, Bauleitung Architekt Alfred Uttecht (Leipzig). Beim Bombenangriff 4. Dez. 1943 Gebäude schwer beschädigt. In der DDR-Zeit „Zentralhaus für Kulturarbeit Leipzig“. 2004 Fassadenerneuerung. Viereinhalbgeschossiger Bau in Ziegelbauweise mit Putzfassade, dazu Schmuck- und Gliederungselemente in Stuck und Sandstein (in der ursprünglichen Fassung weitgehend verloren), flaches Satteldach. Im Hof befand sich einst ein Saal, der 1943 ausbrannte und infolgedessen beseitigt wurde. Vorderhaus und Saal waren durch einen schmalen Zwischenbau verbunden. Das Erdgeschoss ursprünglich in der Mitte mit drei gleich großen Schaufenstern geöffnet, die rundbogig geschlossenen Hauseingänge seitlich. Schon 1883 Veränderung der Eingangssituation, seitdem besteht der Mitteleingang. Gliederung und Dekoration der Fassade waren einst auffällig plastisch gehalten, die neu geschaffene historisierende Fassadengestaltung weniger kraftvoll in den Einzelformen. Zwischen Erdgeschoss und Entresol breiter Gesimsstreifen. Erstes und zweites Obergeschoss, die sich über einem kräftigen Gesims mit Zahnschnitt erheben, durch Kolossalpilaster miteinander verbunden. Die Seitenachsen treten entschieden hervor und öffnen sich mit Balkontüren. Mit dem Stockwerkgesims in den Rücklagen des Mittelbereiches entsteht ein gewisser Ausgleich zur Vertikalität der Pilastergliederung. Die Pilaster tragen ein gebälkartiges, wiederum deutlich plastisches Gesims, das die Trennlinie zum dritten Obergeschoss bildet. Dieses weist in den äußeren Achsen ebenfalls Balkontüren auf, die einst von Hermenpilastern gerahmt und gleich den anderen Balkontüren mit aufwändigen Gittern geschützt waren. Die übrigen Fenster des dritten Obergeschosses mit Rundbogenabschlüssen, ursprünglich durch Festons bereichert. Über dem Kranzgesims, das mit seinen seitlichen Vorsprüngen dem Fassadenprofil folgt, ursprünglich flaches Satteldach, das heute durch einen entstellenden Dachausbau ersetzt ist. Erdgeschoss, Hofbauten und Kellerräume dienten anfänglich einem Restaurantbetrieb. Im Entresol wohnte der Restaurantbetreiber. Die Obergeschosse enthielten wahrscheinlich jeweils zwei Wohnungen. Die spätere Nutzung als Hotel und dann als Bürohaus hat einige Veränderungen im Inneren mit sich gebracht. Heute enthält das Gebäude wieder Wohnungen und Geschäftsräume. Trotz der wechselvollen Geschichte des Bauwerkes sind im Inneren einige Ausstattungselemente aus den Anfangszeiten erhalten: Stuckdekor und Schmuckfliesen im Eingangsbereich, Dekorationsmalerei im Eingangsbereich und im Treppenhaus, Holztreppe, Wohnungseingangstüren. LfD/2013 | 09298242 |
| Weitere Bilder                          | Wohn- und Geschäftshaus in geschlossener Bebauung mit Seitenflügel, Pflaster und Hinterhaus | Dittrichring 6 (Karte)                   | 1875–1876 (Wohn- und Geschäftshaus)                                                                         | reicher Putzbau des Historismus in renaissancistischen Formen, Sandstein- und Stuckelemente, baukünstlerische, baugeschichtliche und städtebauliche Bedeutung Denkmaltext Der prächtige Wohn- und Geschäftshausbau entstand 1875/1876 durch Maurermeister Carl Julius Richter im Eigenauftrag nebst nördlichem Seitenflügel und Hintergebäude, bereits 1878 erfolgten Umbauten im Hofgebäude mit Stall und Wagenremise. 1948 Ladenumbau zur Messegaststätte Curt Pfeiffer und 1987/1988 Fassadeninstandsetzung. Gemäß den Intentionen einer Ringcity wendet sich die reich stuckierte und mit Sandsteingliederungselementen durchsetzte viergeschossige Fassade dem Grünzug des Promenadenringes zu. Diamantierte, bis ins Entresol reichende Pilaster rahmen beispielsweise den repräsentativen Hauseingang, ein reich dekorierter Erker reicht über die beiden mittleren Geschosse. Stuckierungen in renaissancistischer Manier erzeugen eine vornehme Wirkung, so u. a. die auffälligen Blütengehänge mit Tierköpfen im 3. Obergeschoss und die Traufzone mit Kymation- und Blattwerkfries mit Konsolen. 2008–2009 umfassende Sanierung mit Balkonanbau am Hintergebäude und modernem Dachgeschossaufbau. Erhalten u. a. Wohnungseingangstüren mit Supraporten und das Treppenhaus mit Schablonenmalerei. Baukünstlerisch, baugeschichtlich und städtebaulich überaus bedeutsamer Wohn- und Geschäftshausbau im Stadtzentrum. LfD/2012 | 09298243 |
| Weitere Bilder                          | Wohn- und Geschäftshaus in geschlossener Bebauung und Ecklage | Dittrichring 8 (Karte)                   | 1875–1876 (Wohn- und Geschäftshaus)                                                                         | reich gestalteter, historistischer Putzbau in neorenaissancistischer Gestaltung, mit Sandstein- und Stuckgliederungen, baugeschichtliche, ortsentwicklungsgeschichtliche und städtebauliche Bedeutung Denkmaltext Am 27. Januar 1875 stellte der Besitzer und Privatmann Friedrich August Muldhof den Antrag zur Errichtung eines Wohnhauses. Die Planung erfolgte durch Arwed Rossbach. An der Bauausführung 1875/76 war vermutlich die Firma des Maurermeisters G. A. Oehler beteiligt. Nachträgliche Bauveränderungen betrafen vor allem den Einbau einer neuen Treppenanlage ins erste Obergeschoss (1888) und mehrfache Umbauten der Ladenzone. Das viereinhalbgeschossige Eckhaus hat einen winkligen Grundriss mit abgeschrägter Ecke. Seine Fassaden zum Dittrichring und zum Thomaskirchhof gleichen sich in der Gestaltung. Durch die Pfeiler der Ladenzone im Erdgeschoss und die Rundbogenöffnungen des Entresols entsteht eine Arkatur, die den unteren Bereich des Gebäudes optisch zusammenschließt. Die für Wohnzwecke eingerichteten Obergeschosse sind mit unterschiedlichem Aufwand ausgeschmückt. Rundbogenfenster und rustizierte Pilaster sowie ein Stockwerkgesims heben das erste Obergeschoss besonders hervor. In den darüber liegenden Geschossen beschränkt sich der Fassadenschmuck im Wesentlichen auf die Fensterrahmungen, die sich hauptsächlich durch ihre Verdachungen unterscheiden, in den Dreiecksgiebeln der Fenster im zweiten Obergeschoss befinden sich zehn Merkurköpfe. Als oberen Abschluss tragen die Fassaden ein kräftiges Konsolgesims. Der Eckerker auf voluminösen Konsolen bildet den Hauptakzent des Gebäudeäußeren. Er ist mit Pilaster- und Säulenstellungen reich gegliedert und gibt damit die feine Durchbildung des renaissancistischen Fassadenschmuckes besonders zu erkennen. Das Mansarddach weist über den Fensterachsen angeordnete, bogig geschlossene Gaupen auf. Über dem Erker erhebt sich ein kleines Dachhaus. Das Innere zeigt eine weitgehend regelmäßige Raumaufteilung. Ursprünglich befand sich in den Obergeschossen nur jeweils eine große Wohnung. An dem Mittelkorridor, der dem Winkelgrundriss des Gebäudes folgt, lagen straßenseitig die repräsentativen und hofseitig die untergeordneten Wohnräume. Das elegante Treppenhaus über ovalem Grundriss ist im Winkel der Hofseite angeordnet und über eine ungewöhnlich lange, 1888 von G. A. Oehler eingebaute Treppenstiege zu erreichen. Im Hauseingang reiche Stuckgliederung. Die farbigen Bleiglasfenster im Treppenhaus entstanden wohl um 1910. Städtebaulich bildet das Gebäude mit Dittrichring 2-6 ein prachtvolles Ensemble zur Ringpromenade. LfD/2013 | 09298244 |
| Weitere Bilder                          | Wohn- und Geschäftshaus in geschlossener Bebauung | Dittrichring 10 (Karte)                  | 1903–1904 (Wohn- und Geschäftshaus)                                                                         | prachtvoller Jugendstilbau mit Naturstein-Putz-Fassade, ortsentwicklungsgeschichtliche, baugeschichtliche und baukünstlerische Bedeutung Denkmaltext 1903/04 nach Plänen der Architektengemeinschaft Paul Möbius und Arthur Starke für den Baumeister Otto Hauschild errichtet. In den 1920er Jahren wohl geringfügige Veränderungen an den Wohnungen. 1998/99 Sanierung. Viergeschossiges Gebäude mit ausgebautem Dachgeschoss. Ziegelmauerwerk, Sockel Rosengranit, Fassade teils verputzt, teils mit Sandstein verkleidet. Souterrain und Erdgeschoss bilden eine hohe, rustizierte Sockelzone, die im I. Obergeschoss teilweise wieder aufgenommen wird. Die drei Hauptgeschosse erheben sich über einem breiten Simsband. Sie sind symmetrisch gegliedert und zeigen den für Paul Möbius typischen, eigenwilligen Jugendstildekor. Zwischen der Mittelachse und den Außenachsen wölben sich zwei halbrunde Erker vor, die in Balkonen enden. Für den Rhythmus der Fassade gleichermaßen wichtig sind die Bogenrahmungen, die in der Mittel- und in den Außenachsen die Fenster aller drei Geschosse umgreifen. Die Dekoration, die die Fassadenglieder fast vollständig überzieht, besteht vorwiegend aus Linienornamenten. Es kommen aber auch organisch wirkende Formen vor, die sich aus Pflanzen abzuleiten scheinen, insbesondere auf den Brüstungsfeldern im III. Obergeschoss. Über dem Traufgesims, das kastenartig vorspringt, lagert ein breiter, dreiachsiger Dachaufbau, auffällig sind hier die geschwungenen Rahmungen der seitlichen Balkontüren. Rechts und links des Dachaufbaus je eine stehende Gaupe (heute mit Blechverkleidung). Im oberen Bereich des steilen Satteldachs ragen vier schlanke Schornsteine in die Höhe. Der Hauszugang liegt seitlich und fungiert auch als Hofdurchfahrt. Im hofseitig angeordneten, heraustretenden Treppentrakt ist eine Rundtreppe eingebaut, sie stellt für den Leipziger Wohnungsbau ein seltenes Element dar, kommt aber bei Bauten von Möbius wiederholt vor. Das Treppenauge nimmt den auf die Bauzeit des Gebäudes zurückgehende Fahrstuhl auf (hergestellt von der Fa. A. Kühnscherf jr. [Dresden-Friedrichstadt], 1999 restauriert und modernen Sicherheitsstandards angepasst). Hofdurchfahrt, Treppenhaus und Wohnungen (die Hauptetagen nahmen ehemals je eine große Wohnung auf) enthalten eine Vielzahl an historischen Ausstattungselementen, die wiederum den eigenständigen Gestaltungswillen von Paul Möbius erkennen lassen. Dazu gehören Stuck in der Durchfahrt und im Treppenhaus, Treppenhausfenster mit Bleiverglasungen, Wohnungseingangstüren sowie Flügeltüren und Stuckdecken der Wohnungen. Im Sinne eines Gesamtkunstwerkes treten auch an diesen Bestandteilen des Gebäudes die am Außenbau verwendeten, der Linie bzw. den organischen Formen zugeneigten Schmuckmotive auf. Dittrichring 10 ist unter den repräsentativen, großbürgerlicher Häusern im nordwestlichen Abschnitt des Dittrichrings der originellste Bau. Außerdem ist es das einzige von Paul Möbius errichtete Gebäude im Altstadtbereich. LfD/2013 | 09298245 |
|                                         | Wohnhaus (mit Kirchgemeindesaal) in geschlossener Bebauung | Dittrichring 12 (Karte)                  | 1902–1904 (Gemeindehaus)                                                                                    | als Pfarrerwohnung errichteter stattlicher Putzbau mit Sandsteingliederungen in gotisierenden und renaissancistischen Formen, ortsentwicklungsgeschichtliche, baugeschichtliche, baukünstlerische und kirchengeschichtliche Bedeutung Denkmaltext 1902 Bauantrag durch den Vorstand der Thomaskirchgemeinde zum Bau eines Diakonenhauses, Planung durch die Architekten Weidenbach & Tschammer, Bauausführung 1903/04. Ausführende Firma: Baugeschäft Oehlschlegel & Elmert mit Bauführer Clemens Musch. Pläne für den Wiederaufbau des Daches nach Kriegszerstörung 1955 von Richard Edler, die Ausführung 1957–1960 durch Fa. Peuser sowie Baugeschäft Zimmermann & Kuhn. Viergeschossiges Gebäude über Rechteckgrundriss, hofseitig Vorsprünge durch einen größeren Saal und das Treppenhaus, Ziegelmauerwerk, Fassade verputzt mit Sandsteinelementen, die in gotisierenden und renaissancistischen Formen gestaltet sind. Das Erdgeschoss hat einen halbhohen Bossensockel. Auf der Südseite befindet sich eine Tordurchfahrt mit dem Hauseingang, hervorgehoben durch ein reiches Portalgewände in Bogenform. Die zwei großen Spitzbogenöffnungen auf der Nordseite des Erdgeschosses gehören zum Gemeindesaal. In den Obergeschossen ist der asymmetrisch angeordnete Erker das prägende Gestaltungselement, durch seine breite Kastenform tritt er im ersten und zweiten Obergeschoss stark in Erscheinung, darüber verliert er mit geringerer Ausladung und schrägen Seiten an Massigkeit. Der Erker endet im Dachgeschoss und ist mit geschweifter Haube abgeschlossen, überfangen von einem großen Zwerchgiebel. Erker und Eingangsportal sind mit bildhauerischem Schmuck in guter Qualität versehen. Zeittypische florale Formen umschließen im zweiten Erkergeschoss eine Spruchkartusche: (Ihr / als die lebendigen Steine / bauet euch / zum geistlichen Hause / 1. Pet. 2,5). Am Portal erscheinen auf Kämpferhöhe zwei Engelsfiguren mit Getreidegarben, sie knien auf Konsolen, die mit „Drolerien“ verziert sind (links bezwingt ein bärtiger Mann einen Löwen [Samson?] / rechts der Kampf zwischen Adler und Schlange). In der Archivolte breitet sich üppiges Rankenwerk aus. Über der zweiflügligen schweren Kassettentür ein Oberlicht mit schmiedeeisernem Gitter. Mehr als die Hälfte der Grundfläche im Erdgeschoß nimmt der Gemeindesaal ein, zudem war hier die Wohnung des Diakons eingerichtet. Die Obergeschosse enthielten jeweils eine große Wohnung repräsentativen Zuschnitts. Erstmals in Leipzig wurde nach anfänglichen Bedenken von Seiten des Baupolizei-Amtes dann doch eine freitragende Geschoßtreppe aus Granit genehmigt. Das eiserne Geländer mit einigen dekorativen Feldern (Weinlaub und Trauben), die Gebäudeausstattung weitgehend erhalten. LfD/2013 | 09298246 |
| Weitere Bilder                          | Wohn- und Geschäftshaus in geschlossener Bebauung | Dittrichring 14 (Karte)                  | bezeichnet 1905 (Wohn- und Geschäftshaus)                                                                   | Fassadengestaltung im Sinne der versachlichten Architektur nach 1900, auch Jugendstileinflüsse und historisierende Nachklänge, prägendes Element durch Loggien verbundener Doppelerker, zurückhaltende Dekorationen, ortsentwicklungsgeschichtliche, baugeschichtliche und baukünstlerische Bedeutung Denkmaltext Das Miets- und Geschäftshaus wurde 1905/06 nach Plänen des Architekturbüros Schmidt & Johlige errichtet, Mitinhaber des Büros August Hermann Schmidt arbeitete hier im eigenen Auftrag. Ausführung der Erd- und Maurerarbeiten durch den Plagwitzer Baumeister Eduard Steyer und Polier Otto Pertermann aus Kleinzschocher, Einbau eines Personenaufzuges 1906 durch J. G. Schelter & Giesecke aus Plagwitz (nicht mehr vorhanden), die Blitzableiteranlage durch R. Thümmel. Sanierung 2009. Viergeschossiges Gebäude über rechteckigem Grundriss mit seitlichem Treppenhausvorsprung zum Hof, errichtet in Ziegelmauerwerk. Die Fassade ist oberhalb des Granitsockels vollständig mit Sandstein verblendet und weitgehend symmetrisch gegliedert. Sie zeigt im Erdgeschoss eine Bossierung, in den Stockwerken eine zarte Nutung. Zwei Erker, die durch Säulenloggien verbunden sind, verleihen der Fassade in den oberen Geschossen eine starke Plastizität. Die Erker reichen bis in den ausgebauten Dachbereich hinein und enden in geschweiften Hauben. Schlichte Gesimsbänder trennen die Obergeschosse voneinander, sie erzielen einen optischen Ausgleich zur Vertikalität der vorspringenden Fassadenteile. Die Fenster der Obergeschosse schließen im Rundbogen, der mit einer rechteckigen Rahmung umschlossen ist. Auch die Dachgeschossfenster sind teilweise rundbogig gestaltet. Auffällig ist der sparsame Einsatz von bauplastischem Schmuck, der sich auf wenige Elemente wie den Schlussstein des Hauseinganges (bezeichnet 1905), die Kapitelle der Loggiensäulen und die Auflagesteine der Fensterstürze und -bögen konzentriert. Bemerkenswert sind die reichen Ziergitter an den Loggien und dem Dachgeschossbalkon. Ursprünglich enthielt jedes Geschoss nur eine großzügige Wohnung, deren Räume um einen in der Mitte gelegenen Flur gruppiert waren. Die auf der Straßenseite gelegenen Haupträume bildeten eine Zimmerflucht. Repräsentativer Eingangsbereich mit Treppe und Wandverkleidung aus Marmor. Im Treppenhaus bauzeitliche Stahlbetontreppe mit Eisengeländer, die Wände mit Schablonenmalerei geschmückt. Die Räume des Erdgeschosses mit Stuckdecken ausgestattet. Der zeitgleich mit dem Hauptgebäude entstandene, eingeschossige Seitenflügel im Hof wahrscheinlich im Zuge der Sanierung 2009 abgebrochen. LfD/2012 | 09298247 |
|                                         | Wohn- und Geschäftshaus | Dittrichring 16 (Karte)                  | 1904–1905 (Wohnhaus)                                                                                        | | 09298248 |
| Weitere Bilder                          | Wohn- und Geschäftshaus (mit zwei Hausnummern) in offener Bebauung in Ecklage | Dittrichring 18; 20 (Karte)              | bezeichnet 1908 (Wohn- und Geschäftshaus)                                                                   | imposanter, städtebaulich prägender Putzbau über U-förmigem Grundriss, barockisierende Gestaltung in Anlehnung an lokale Bautraditionen, auch Einflüsse des Jugendstils und der Reformarchitektur, Architekt: Georg Wünschmann, ortsentwicklungsgeschichtliche, baugeschichtliche und baukünstlerische Bedeutung Denkmaltext 1908 beantragte der Architekt Georg Wünschmann im eigenen Auftrag die Errichtung eines aus vier Häusern bestehenden dreiteiligen Baublocks, der Wohn- und Geschäftszwecken dienen sollte, Bauausführung 1908/09 u. a. durch Fa. Höltzsch & Sohn (Ausschachtungsarbeiten) und Fa. Ohme & Bechert (Maurerarbeiten), Bauleitung u. a. Bruno Perl. Zum Versetzen der Werksteine und Transport der Baumaterialien dienten, wie bereits an Stadthaus und Handelshof praktiziert, fahrbare Kranmaste. Einbau der Aufzüge durch Fa. Unruh & Liebig 1909. In den Neubau gingen die Grundstücke Kleine Fleischergasse 21-31, Abbruch 1906, auf. 1925 Garagebau im Hof. 1932 Einbau eines 200 Plätze umfassenden Vortragssaales im Untergeschoss für die Fa. Gebr. Grotrian-Steinweg Flügel Ltd London, Niederlassung Leipzig (1945 durch Architekt Alfred Große umgebaut). 1943 Kriegsschäden, ab 1959 Wiederaufbau (Beginn mit Ostflügel). Stete Veränderungen und kleinere Umbauten jeweils auf Anforderung durch Mieter. Nach 1993 Sanierung und Umbau, danach überwiegend Büronutzung. Fünfgeschossiger, freistehender und von Straßen (Dittrichring, Große und Kleine Fleischergasse sowie Matthäikirchhof) umschlossener Gebäudekomplex über U-förmigem Grundriss, Ziegelmauerwerk mit verputzten Fassaden und Natursteinelementen, zweigeschossige Kelleranlagen. Der Außenbau stark durchgliedert. Ursprünglich war die Durchgliederung noch ausgeprägter, heute zeigen bestimmte Bereiche des Gebäudes infolge Zerstörung und Wiederaufbau eine reduzierte, mehr vereinheitlichende Gestaltung. Besonders der Verlust der malerischen Dachlandschaft fällt hierbei ins Gewicht. In der ursprünglichen Form erweckte der Komplex den Eindruck, er bestehe aus einer Vielzahl von Einzelhäusern. Der Entwurf des Bauwerkes in prachtvollem Neubarock entstand offensichtlich unter Bezug auf die großen barocken Kaufmannshöfe der Leipziger Innenstadt. Sowohl die Fassaden als auch das Mansarddach in seiner alten Form lassen dies erkennen. Im Detail (Dekoration) kommen auch die zeittypischen Einflüsse des Jugendstils und des Neuklassizismus zum Tragen. Das als Ladenzone ausgebildete Erdgeschoss ist weitgehend mit rundbogigen Schaufenstern geöffnet. Über den Bogenöffnungen sind schwere Schlusssteine angedeutet. Die Mauerflächen des Erdgeschosses und des ersten Obergeschosses tragen eine Quadrierung. In den übrigen Geschossen ist die Quaderung akzentuierend, vor allem als Eckstreifen, eingesetzt. Mehrgeschossige Erker als traditionsreiches Element der Leipziger Baukunst sind in großer Zahl über die Fassaden verteilt, an den Ecken vermitteln sie zwischen den Fronten. An der zur Hauptschauseite ausgebildeten Fassade am Dittrichring tritt ein dreiachsiger Mittelerker hervor, der auf vier mit Köpfen verzierten Konsolsteinen fußt. Ursprünglich erhob sich darüber ein dreiachsiges Dachhaus mit hohem, reich geschmücktem Dreieckgiebel. Flankiert wurde es von zwei großen Figuren. Heute ist das Dachhaus durch einen fünfachsigen, zweigeschossigen Dachausbau ersetzt. Dessen Giebelbekrönung erinnert noch an den historischen Zustand, sie wirkt dabei allerdings wie ein Versatzstück. Gänzlich entfielen beim Wiederaufbau die anderen Dachaufbauten, mit denen beispielsweise die Eckerker ihren betonenden oberen Abschluss fanden. Gleichsam als Entsprechung zum großen Erker am Dittrichring hat die Hoffront an der kleinen Fleischergasse einen ebenfalls dreiachsigen Erker. Er ruht auf vier Säulen dorischer Ordnung und endet im dritten Obergeschoss. Die eingezogenen Erker, die sowohl am Dittrichring als auch in der Großen Fleischergasse vor die Fassadenabschnitte seitlich der Mitte treten, sind ganz deutlich barocken Vorbildern entlehnt. Einige Achsen der Obergeschosse tragen Balkone, die ehemals verschiedentlich mit Loggien verbunden waren. Der bauplastische Schmuck des Äußeren konzentriert sich überwiegend auf die Erker. Bauzeitlich einige Hauseingangstüren und schmiedeeiserne Oberlichtgitter. Ursprünglich war das erste Obergeschoss mit Praxisräumen einer Privatklinik ausgestattet, in den übrigen Obergeschossen befanden sich Wohnungen. Die Läden waren u. a. an Lüttichs Weinstuben (ab 1926), das Postamt 13 (ab 1938), die Konsumverkaufsstelle „Möbelhaus“ (um 1965) vermietet. 1955 Bauantrag für einen Kleinkalibergewehr-Schießstand im II. Untergeschoss für die Ausbildung von Angehörigen der Kampfgruppen. Im Inneren mussten die historischen Strukturen und Ausstattungselemente weitgehend einer modernen Gestaltung weichen. Reste der historischen Innengestaltung sind in den vier Treppenhäusern erhalten, die zum ursprünglichen Gebäudebestand gehören. Dabei handelt es sich um Bleiglasfenster, Türrahmungen, Treppengeländer und -pfosten sowie Türen. Im westlichen Treppenhauszugang am Dittrichring Ausmalungsreste an Wänden und Kassettendecke. LfD/2013 | 09298249 |
| Weitere Bilder                          | Verwaltungsgebäude (Anschrift: Dittrichring 22/24) mit nördlichem Anbau (Anschrift: Goerdelerring 20) | Dittrichring 22; 24 (Karte)              | 1912–1913 (Geschäftshaus)                                                                                   | repräsentatives Bürogebäude der ehemaligen Leipziger Feuerversicherungs-Aktiengesellschaft, im Reformstil der Zeit um 1910, Architekten: Weidenbach & Tschammer, Fassade in Zusammenarbeit mit Hugo Licht (und dessen Mitarbeiter Karl Poser), später Bezirksverwaltung Leipzig des Ministeriums für Staatssicherheit der DDR (Runde Ecke), unter diesem Aspekt auch der Straßenraum vor dem Gebäude mit charakteristischen Ausstattungselementen von Denkmalwert (siehe Objekt 09299189), nördlich angebauter Verwaltungsbau von 1957 mit großem Saal, baugeschichtlich, baukünstlerisch, ortsentwicklungsgeschichtlich und zeitgeschichtlich von Bedeutung | 09298250 |
| Direkt Bild zu diesem Denkmal hochladen | Pflasterung der Straße und des Fußweges, drei Peitschenleuchten sowie Mast mit Überwachungskamera | Dittrichring 22; 24 (vor) (Karte)        | um 1955 (Pflaster), um 1980 (Sicherungs- und Signalanlagen)                                                 | vor dem Eingang der ehemaligen Bezirksbehörde Leipzig des Ministeriums für Staatssicherheit der DDR, Straßenbelag Schlackesteine, teils Asphaltdecke, Fußweg Granitplatten, teils mit Mosaikpflaster eingefasst, Peitschenleuchten mit Betonmasten, zeitgeschichtlich von Bedeutung | 09299189 |
| Weitere Bilder                          | Lautsprechersäule | Dittrichring 22; 24 (vor) (Karte)        | um 1980 (Information/Kommunikation)                                                                         | an der Gedenkstätte Museum in der „Runden Ecke“. ehemals Teil der Beschallungsanlage des Stadtfunks Leipzig, Zeugnis der städtischen Kommunikation und bedeutendes Dokument der Ereignisse am 9. Oktober 1989, ortsgeschichtliche, technikgeschichtliche und zeitgeschichtliche Bedeutung | 08967704 |
| Weitere Bilder                          | Einzeldenkmal der Sachgesamtheit Promenadenring: Parkanlage (siehe Sachgesamtheitsliste – Obj. 09306630) | Georgiring (Karte)                       | 1784 (Parkanlage)                                                                                           | Teil des ab 1784 unter Carl Friedrich Dauthe gestalteten nordöstlichen Teils des Promenadenringes, zwischen Goethestraße und Georgiring, Opernhaus und Willy-Brandt-Platz, ortsentwicklungsgeschichtliche, gartenkünstlerische und städtebauliche Bedeutung | 09290128 |
| Weitere Bilder                          | Einzeldenkmal der Sachgesamtheit Promenadenring: Denkmal für Richard Wagner (siehe Sachgesamtheitsliste – Obj. 09306630) | Georgiring (Karte)                       | 1983 (Denkmal)                                                                                              | zur Erinnerung an den in Leipzig geborenen Komponisten Richard Wagner (1813–1883), 1982 als Nachguss einer Büste Max Klingers ausgeführt und 1983 aufgestellt, personengeschichtlich und künstlerisch von Bedeutung | 09290142 |
| Direkt Bild zu diesem Denkmal hochladen | Einzeldenkmal der Sachgesamtheit Promenadenring: Parkanlagen an Martin-Luther-Ring, Dittrichring und Goerdelerring (siehe Sachgesamtheitsliste – Obj. 09306630) | Goerdelerring                            | um 1905 (Parkanlage)                                                                                        | westlicher Abschnitt des Promenadenrings, Anlagen im heutigen Umfang und Art unter dem Gartendirektor Carl Hampel ausgeführt, ortsentwicklungsgeschichtliche, gartenkünstlerische und städtebauliche Bedeutung | 09298255 |
| Weitere Bilder                          | Einzeldenkmal der Sachgesamtheit Promenadenring: Denkmal für Richard Wagner (siehe Sachgesamtheitsliste – Obj. 09306630) | Goerdelerring (Karte)                    | 1904–1911, Modellentwurf (Denkmal)                                                                          | zur Erinnerung an den in Leipzig geborenen Komponisten Richard Wagner (1813–1883), unvollendetes Denkmal nach Entwurf des Künstlers Max Klinger, Sockel aus Laaser Marmor mit Reliefs in antikisierender Auffassung mit Darstellung der Musik, Dichtung und Schauspielkunst auf der Vorderseite, seitlich Darstellungen von Parsifal, Kundry, Siegfried, Mime und einem Drachen, 2010 Versetzung an den ursprünglich vorgesehenen Standort, zuvor im Klingerhain der Parkanlage Palmengarten, 2013 durch den Bildhauer Stephan Balkenhol modern ergänzt – Wagner-Figur mit übergroßem Schatten, ortsgeschichtlich, personengeschichtlich, kunstgeschichtlich und künstlerisch von Bedeutung | 09298201 |
| Direkt Bild zu diesem Denkmal hochladen | Verwaltungsgebäude (Anschrift: Dittrichring 22/24) mit nördlichem Anbau (Anschrift: Goerdelerring 20) | Goerdelerring 20 (Karte)                 | 1912–1913 (Geschäftshaus)                                                                                   | repräsentatives Bürogebäude der ehemaligen Leipziger Feuerversicherungs-Aktiengesellschaft, im Reformstil der Zeit um 1910, Architekten: Weidenbach & Tschammer, Fassade in Zusammenarbeit mit Hugo Licht (und dessen Mitarbeiter Karl Poser), später Bezirksverwaltung Leipzig des Ministeriums für Staatssicherheit der DDR (Runde Ecke), unter diesem Aspekt auch der Straßenraum vor dem Gebäude mit charakteristischen Ausstattungselementen von Denkmalwert (siehe Objekt 09299189), nördlich angebauter Verwaltungsbau von 1957 mit großem Saal, baugeschichtlich, baukünstlerisch, ortsentwicklungsgeschichtlich und zeitgeschichtlich von Bedeutung | 09298250 |
| Weitere Bilder                          | Giebelrelief | Goethestraße (Karte)                     | 1864–1868 (Relief)                                                                                          | stadtgeschichtlich einzigartiges Zeugnis, letzter erhaltener Rest des 1943 zerstörten Neuen Theaters am Augustusplatz, ortsgeschichtlich, kunstgeschichtliche und künstlerisch von Bedeutung | 09298449 |
| Weitere Bilder                          | Einzeldenkmal der Sachgesamtheit Promenadenring: Denkmal der Leipzig-Dresdner Eisenbahn (siehe Sachgesamtheitsliste – Obj. 09306630) | Goethestraße (Karte)                     | 1878 (Denkmal)                                                                                              | Obelisk aus Porphyrtuff für die Leipzig-Dresdner Eisenbahn, am Sockel Bronzetafeln mit Inschriften, wahrscheinlich 2016 ca. 30 Meter nach Norden versetzt, verkehrshistorische und stadtgeschichtliche Bedeutung | 09290141 |
| Direkt Bild zu diesem Denkmal hochladen | Einzeldenkmal der Sachgesamtheit Promenadenring: Parkanlage (siehe Sachgesamtheitsliste – Obj. 09306630) | Goethestraße (Karte)                     | 1784 (Parkanlage)                                                                                           | Teil des ab 1784 unter Carl Friedrich Dauthe gestalteten nordöstlichen Teils des Promenadenringes, zwischen Goethestraße und Georgiring, Opernhaus und Willy-Brandt-Platz, ortsentwicklungsgeschichtliche, gartenkünstlerische und städtebauliche Bedeutung | 09290128 |
| Direkt Bild zu diesem Denkmal hochladen | Einzeldenkmal der Sachgesamtheit Promenadenring: Denkmal der Leipzig-Dresdner Eisenbahn (siehe Sachgesamtheitsliste – Obj. 09306630) | Goethestraße (Karte)                     | 1878 (Denkmal)                                                                                              | Obelisk aus Porphyrtuff, am Sockel Bronzetafeln mit Inschriften, wahrscheinlich 2016 ca. 30 Meter nach Norden versetzt, verkehrshistorische und stadtgeschichtliche Bedeutung | 09290141 |
| Weitere Bilder                          | Fassade und Mansarddachzone eines ehemaligen Kaufhauses in geschlossener Bebauung und Ecklage | Goethestraße 1 (Karte)                   | 1911 (Fassade)                                                                                              | ortsbildprägendes Gebäude am Augustusplatz, Muschelkalksteinfassade im Reformstil um 1910, ortsentwicklungsgeschichtlich und baugeschichtlich von Bedeutung | 09298256 |
| Weitere Bilder                          | Bank- und Geschäftshaus in geschlossener Bebauung, mit Passage, Schlagwerkaufsatz sowie Personenaufzug im Innern | Goethestraße 2 (Karte)                   | 1927–1928, bezeichnet 1928 (Geschäftshaus)                                                                  | Hochhaus als Stahlbetonbau mit Kalksteinverkleidung, als Bekrönung Schlagwerkaufsatz mit drei Glocken und zwei Glockenmännern, historischer Aufzug mit Gleitfangvorrichtung (Pressluft), ab 2010 in der ehemaligen, repräsentativ ausgestalteten Schalterhalle der Bank das Ägyptische Museum der Universität Leipzig, einziges privates Bank-Hochhaus der 1920er Jahre in Deutschland, Architekt: German Bestelmeyer (München), ortsbildprägende Lage am Augustusplatz, baugeschichtliche, baukünstlerische, ortsentwicklungsgeschichtliche und städtebauliche Bedeutung | 09298257 |
| Weitere Bilder                          | Geschäftshaus in geschlossener Bebauung | Goethestraße 3; 5 (Karte)                | 1910–1911 (Geschäftshaus)                                                                                   | repräsentative, kräftig gegliederte Natursteinfassade im Reformstil um 1910, im Innern aufwändig gestaltet Kuppelhalle, Architekt: Martin Dülfer, baugeschichtlich, baukünstlerisch und ortsentwicklungsgeschichtlich von Bedeutung Denkmaltext Das Gebäude der Dresdner Bank wurde 1910/11 auf mehreren Hausgrundstücken errichtet, die ehemals der Leipziger Universität gehörten und zunächst von der Bank gepachtet wurden (Hausnamen „Melone“ und „Schwarzes Brett“). Die Planung des Neubaus lag in den Händen des Architekten Martin Dülfer (1859–1942), der seit 1906 als Professor an der Technischen Hochschule Dresden lehrte. Die Bauausführung erfolgte durch die Firma Eduard Steyer in Leipzig-Plagwitz. Mit der Bauleitung waren mehrere Personen betraut, darunter Baurat Sachse vom Sächsischen Landbauamt und Architekt Reichelt von der Dresdner Bank. 1938 verkaufte die Universität das Grundstück an die „Sächsische Bank AG“ Dresden. 1944 erhielt der Bau einen Bombentreffer, der besonders den Dachbereich beschädigte. Nach 1945 wurde das nun in „Franz-Mehring-Haus“ umbenannte Gebäude vorrangig von der Universität genutzt, außerdem eröffnete im Erdgeschoss eine der größten Buchhandlungen der DDR. 1993 erwarb die Dresdner Bank das Anwesen vom Freistaat Sachsen und ließ das Bankgebäude 1995/96 umfassend sanieren. Das als Stahlbetonskelettkonstruktion errichtete Bankhaus ist ein breitgelagerter Bau über querrechteckigem Grundriss mit polygonaler Erweiterung auf der Rückseite (Westseite). Seine elfachsige Fassade ist mit Naturstein verblendet und aufwändig gegliedert. Im Erdgeschoss, das regelmäßige Bodenöffnungen aufweist, besteht die Verblendung aus Beuchaer Granit. Durch die Rustika des Erdgeschosses wird die ihm zugewiesene Sockelfunktion besonders unterstrichen. Die Obergeschosse sind mit Postaer Sandstein verkleidet. Mit einer monumentalen plastischen Gliederung aus ionischen Kolossalsäulen treten das erste und zweite Obergeschoss nachdrücklich als Hauptgeschosse hervor. Mit der Verwendung vollplastischer Säulen erzielte der Architekt nicht nur allgemein eine wirkungsvolle Fassadengestaltung, nach der die Einordnung des Gebäudes an dem großstädtischen Hauptplatz verlangte, sondern charakterisierte es auch speziell ikonologisch als Bauwerk seiner Art. Kolossalsäulen sind gängige Formen der Bankenarchitektur des 19. und frühen 20. Jh. Die zurückliegenden Wandflächen in den Hauptgeschossen zeigen einen feingliedrigen Schmuck, der sich als Nachklang von Dülfers Jugendstilschaffen offenbart. Über einem kräftigen, oberhalb der Säulen verkröpften Gesims erhebt sich das attikaartig aufgefasste vierte Obergeschoss. In seinem Zwerchgiebel setzt sich die Mittenbetonung des Gebäudes, die bereits in den Bay Windows der drei mittleren Achsen der Hauptgeschosse angelegt ist, in eleganter Weise fort. Die Voluten und die Mittelfenstergestaltung des Zwerchgiebels verweisen in ihren barockisierenden Formen wohl auf den Genius Loci der Leipziger Architektur des 17./18. Jh. Zu seiten des Zwerchgiebels, jeweils oberhalb der Säulen, erscheinen Puttenpaare mit verschiedenen Attributen. Zweireihige Gaupen (unten stehend, darüber in Fledermausform) lockern die Platzansicht des Satteldaches auf. Der bekrönende, kupferverkleidete Dachreiter trägt zur Mittenbetonung des Gebäudes bei. Auch er ist an seinen Ecken von Putten bevölkert und wird von Lüftungshauben über den Brandgiebeln gleichsam eskortiert. In der Innengestaltung setzt sich der hohe architektonische Anspruch des Gebäudes adäquat fort. Herzstück ist die transparent gestaltete Kassenhalle (Kuppelhalle), die mit ihren zackigen Einzelformen schon auf den Art déco der 1920er Jahre vorauszuweisen scheint. Die vorwiegend weiß abgefärbten Architekturglieder verbinden sich mit dem ebenfalls hellen Steinfußboden und akzentuierenden Natursteinverkleidungen zu einem harmonischen und gediegenen Gesamtbild. Besonders kunstvoll erscheint das aus einem vielfältigem Rippenwerk bestehende Glasdach, das die Kassenhalle durch einen auf Dachhöhe nochmals überdeckten Lichthof belichtet. Auf der polygonal geschlossenen Westseite der Halle, in der Gebäudehauptachse, öffnet sich der Abgang zum Tresorraum. Die reiche Steinrahmung mit figürlichem Schmuck verleiht diesem ein fast sakrales Gepräge. Die um die Halle liegenden Bereiche waren ursprünglich durch zwischen den Pfeilern angebrachte Tresen zur Kassenhalle, die dem Besucherverkehr diente, abgetrennt. Ansonsten hielt das Gebäude ein Vielzahl von Räumen bereit, die im alltäglichen Bankgeschäft benötigt wurden (Besprechungen, Bürodienst usw.) Das Gebäude der Dresdner Bank ist eines der wichtigsten und anspruchsvollsten Gebäude seiner Art in Leipzig. Es verweist auf den schon im 19. Jh. neu einsetzenden Aufschwung der Messestadt zu einem der Hauptplätze für Industrie, Handel und Gewerbe in Deutschland, an dem auch das Bankenwesen entscheidend beteiligt war. Aufgrund seiner architektonischen Ausprägung, die auf einen der wichtigsten deutschen Architekten des frühen 20. Jh. zurückgeht, ist der Bau nicht nur ein Zeugnis für die örtlichen Bauentwicklung seiner Zeit, sondern kann allgemein Stand und Tendenzen im Geschäfts- und Verwaltungsbau, insbesondere des Bankensektors, veranschaulichen. Gemeinsam mit den Nachbargebäuden (Goethestraße 1 und 2) bildet das Bankhaus eine signifikante Baugruppe, die von der historischen Bebauung am Augustusplatzes erhalten blieb und von seinem einstigem Glanz als einem der großartigsten Großstadtplätze kündet. Unter diesen Aspekten erlangt das Objekt baugeschichtliche, baukünstlerische und ortsentwicklungsgeschichtliche Bedeutung. LfD/2017 | 09298258 |
| Weitere Bilder                          | Ehemaliger Messepalast in offener Bebauung (Anschrift: Grimmaische Straße 1, 3, 5, 7, Naschmarkt 1, 3, Reichsstraße 1, 3, 5, 7, 9 und Salzgäßchen 6), heute Hotel | Grimmaische Straße 1; 3; 5; 7 (Karte)    | 1908–1909 (Messehaus)                                                                                       | einer der frühesten Messepaläste der Stadt, mit Innenhof, Durchfahrten und Läden, straßenbildprägender Bau im Reformstil um 1910, Fassaden teils verputzt, teils mit Natursteinverkleidung, Natursteingliederungen, Architekten: Weidenbach & Tschammer, baugeschichtlich, ortsentwicklungsgeschichtlich und städtebaulich von Bedeutung | 09298261 |
| Weitere Bilder                          | Ehemaliges Messehaus in geschlossener Bebauung, mit Passage und historischer Gaststätte Auerbachs Keller und deren Ausstattung (u. a. zwei Figurengruppen am Eingang: Faust/Mephisto und Studenten) sowie barockes Deckenfresko in einem Laden am Ausgang zum Neumarkt (Anschriften: Grimmaische Straße 2, 4 und Neumarkt 14) | Grimmaische Straße 2; 4 (Karte)          | 1912-1914 (Messehaus), um 1720 (Malerei)                                                                    | Stahlbetonbau über L-förmigem Grundriss, Sandsteinfassaden im Reformstil um 1910/15, Architekt: Theodor Kösser, ortsgeschichtliche und ortsentwicklungsgeschichtliche, baugeschichtliche, künstlerische, kulturgeschichtliche sowie städtebauliche Bedeutung Denkmaltext Das Messehaus „Mädlerpassage“ entstand 1912–1914 im Auftrag des Koffer- und Taschenfabrikanten Moritz Mädler. Die Pläne erarbeitete der namhafte Leipziger Architekt Theodor Kösser. Auf dem Grundstück befand sich zuvor das traditionsreiche Bürger- und Handelshaus „Auerbachs Hof“. Aufgrund der literarischen Bedeutung des Gasthauses „Auerbachs Keller“ wurden Teile des Vorgängers in den Neubau einbezogen. Der Messehauskomplex erstreckt sich über winkligem Grundriss zwischen der Grimmaischen Straße und dem Neumarkt. Er enthält eine Passage, die das großflächige Gebäude erschließt und die anliegenden Straßen miteinander verbindet sowie Raum für Läden und Restaurants bereithält. Kösser folgte mit seiner Passage einerseits der im 19. und frühen 20. Jahrhundert für den gehobenen Einzelhandel bevorzugten Bauform, suchte damit aber anderseits im modernen Sinne an die lokale Tradition der Leipziger Durchgangshöfe, unter denen „Auerbachs Hof“ eine prominente Stellung einnahm, anzuknüpfen. Der hohe Anspruch, von dem sich Bauherr und Architekt bei ihrem Messehausprojekt leiten ließen, drückt sich auch in der auf Monumentalität ausgerichteten Architektursprache aus, in der barockisierende, wiederum dem genius loci verpflichtete Elemente mit Motiven der zeitgenössischen Stilkunst vereint sind. Kolossale Halbsäulen fassen die Hauptfront an der Grimmaischen Straße zusammen. Auf ihnen stehen Atlanten, die die schwere Steinbrüstung des etwas zurückgesetzten, fünften Geschosses tragen. In der Mitte der symmetrisch angelegten Fassade öffnet sich – an einen Triumphbogen erinnernd – der bis in den ersten Stock hinaufreichende Passageneingang. Auch dieser ist mit Figuren (beidseits ein Frauenpaar) geschmückt. Die fünf Dachgaupen, die den Dachbereich prägen, sind eine weitere Reminiszenz an die Tradition der Leipziger Bürgerhausarchitektur des Barock. Die Fassade zum Neumarkt stellt sich etwas zurückhaltender und weniger monumental dar. Hier sind das erste und zweite Obergeschoss durch Lisenen zusammengefasst. Die Vertikalgliederung setzt sich im dritten Obergeschoss durch Kapitellpfleiler fort, die ein kräftiges Gesims tragen. Darüber springt das vierte Obergeschoss für einen fassadenbreiten Austritt etwas zurück. Den Dachbereich akzentuiert ein Zwerchhaus mit Segmentgiebel. Der Bauschmuck an der Neumarktfassade besteht aus Masken und Büsten sowie zeittypischen stilisierten Schmuckformen. In der Passage ist die Skelettkonstruktion des Baues deutlich erkennbar, Kösser setzte sie wirkungsvoll als Gestaltungsmittel ein. Ein entscheidendes Charakteristikum des Bautyps Passage ist die Ausformung des Inneren mit Mitteln der Außenarchitektur. Der Durchgang ist gleichsam von Fassaden gesäumt, damit gibt er zu erkennen, dass er im Grunde genommen nichts anderes als eine überdachte Geschäftsstraße ist. So werden die die Außenbaugestaltung widerspiegelnde Kolossalgliederung der Wände, die aufwendig hergestellten und mit Figurengruppen des Leipziger Bildhauers Mathieu Molitor (Faustszene) geschmückten Treppenabgänge zur Gaststätte „Auerbachs Keller“, die prächtigen Portalrahmungen der Messehausaufgänge usw. erklärlich. In der Mitte des Gebäudes münden die beiden Passagenarme in die mit einem besonders eleganten Glasdach überkuppelte Rotunde. Die wahrhaft majestätische Erscheinung der.Rotunde entspricht der zentralen Funktion, den sie im Gebäudekomplex als Sammlungs- und Verteilungspunkt einnimmt. Schon unter Kösser war ein dritter zur Petersstraße gerichteter Passagenarm geplant. Seinerzeit bestanden jedoch Schwierigkeiten im Grundstückserwerb. Erst nach dem II. Weltkrieg konnte mit dem Bau des ehemaligen Messehauses am Markt (in den 1990er Jahren durch einen Neubau ersetzt) die Anbindung der Petersstraße erreicht werden. Die für den Messegebrauch eingerichteten oberen Etagen des Gebäudes waren zweckentsprechend nüchtern angelegt. Der Standbau verlangte nach größtmöglicher Variabilität. Das Messehaus „Mädlerpassage“ gehört zu den Gebäuden der Leipziger Innenstadt, die den II. Weltkrieg weitgehend unbeschadet überstanden haben. Von eigenständigem Denkmalwert ist die historische Gaststätte „Auerbachs Keller“, die sich unter dem Gebäude befindet und zu der – wie oben genannt – der figurengeschmückte Zugang von der Passage aus erfolgt. Die Gasträume – unterteilt in zwei Bereiche – umfassen vier Weinstuben (Fasskeller, Lutherstübchen, Goethezimmer und Alt-Leipzig) und den Großen Keller, der erst 1912 zusammen mit dem Messehausneubau entstand. Auch die erstgenannten Räumlichkeiten sind nicht in ihrer ursprünglichen Form erhalten, sondern wurden im Zuge des Messehausbaues weitgehend erneuert. Die Eröffnung der Gaststätte erfolgte am 22. Februar 1913. Die Ausgestaltung der Räumlichkeiten nimmt Bezug auf die Geschichte des Hausgrundstücks, wobei die weltbekannte Verbindung der Gaststätte mit Johann Wolfgang v. Goethe und seinem Drama „Faust“ den Themenschwerpunkt bildet. Zu den Ausstattungselementen gehören verschiedene Gemälde und Wandbilder. In einem Laden am Ausgang zum Neumarkt ist ein barockes Deckengemälde erhalten, das aus den abgebrochenen Baulichkeiten von „Auerbachs Keller“ hierher übertragen wurde. Es handelt sich um ein Werk des Gothaer Hofmalers Johann Heinrich Ritter, entstanden um 1720. Die „Mädlerpassage“ ist das prominenteste Beispiel der Leipziger Messehausarchitektur, die ein eigenständiger Beitrag Leipziger zur jüngeren Architekturentwicklung darstellt. Sie gehört damit zu den herausragenden Zeugnissen der für Leipzigs Entwicklung unschätzbar wichtigen Messegeschichte. Sie veranschaulicht die am Ausgang des 19. Jahrhunderts in Leipzig eingeführte, neuartige Handelsform der Mustermesse, die der Stadt ihre Bedeutung als Welthandelsplatz für weitere hundert Jahre sicherte. Sie dokumentiert den um 1900 stattfindenden Umgestaltungsprozess der Leipziger Innenstadt zur modernen City, hierdurch erlangt sie ortsentwicklungsgeschichtliche Aussagekraft. Als Werk eines für Leipzig wichtigen Architekten und durch seine hohe architektonische Qualität hat sie große baugeschichtliche und baukünstlerische Bedeutung. Zudem gehört sie zu den stadtbildprägenden Bauwerken der Leipziger Innenstadt und verkörpert damit auch einen städtebaulichen Wert. Durch die vielfältigen historischen Bezügen von „Auerbachs Hof“ bzw. „Auerbachs Keller“ hat das Objekt des Weiteren ortsgeschichtliche und kulturgeschichtliche Bedeutung. LfD/2017 | 09298264 |
| Direkt Bild zu diesem Denkmal hochladen | Messepalast Monopol (ehem.): Fassade eines ehemaligen Geschäftshauses in geschlossener Bebauung | Grimmaische Straße 6 (Karte)             | 1877 dat. (Fassade)                                                                                         | reich gegliederte Natursteinfassade in späthistoristischen Formen, in den 1920er Jahren aufgestockt, ortsentwicklungsgeschichtliche und baugeschichtliche Bedeutung | 09298268 |
| Weitere Bilder                          | Fassade eines ehemaligen Messepalastes in Ecklage (Neumarkt 2 und Grimmaische Straße 6, 8) | Grimmaische Straße 6; 8 (Karte)          | 1912–1914 (Fassade)                                                                                         | Muschelkalksteinfassaden im Reformstil um 1910/15, entschieden horizontale Gliederung durch Gesimse, Betonung des ersten Obergeschosses durch reichen Bauschmuck (Reliefs und allegorische Figuren), zur Grimmaischen Straße kräftige Vorlage und hoher Schweifgiebel, Architekt: Emil Franz Hänsel, ortsentwicklungsgeschichtlich, baugeschichtlich und baukünstlerisch von Bedeutung | 09298277 |
| Weitere Bilder                          | Geschäftshaus in geschlossener Bebauung in Ecklage (Anschrift: Reichsstraße 2), ursprünglich Messepalast, mit Erweiterungsbau (Anschrift: Grimmaische Straße 9/11) | Grimmaische Straße 9; 11 (Karte)         | 1896 (Geschäftshaus), 1905, Erweiterung Grimmaische Straße 9/11 (Geschäftshaus)                             | Putzbau in neubarocken Formen, Putz- und Stuckgliederungen, Eckbetonung durch turmartigen Risalit mit Kuppeldach und Laterne, erstes Privat-Messkaufhaus Leipzigs (gegr. 1898), Architekt: Albert Bohm, Berlin, Erweiterungsbau in der Grimmaischen Straße als Steinfassade in Jugendstilformen, Mittenbetonung durch Erker und Ziergiebel mit Laterne, ortsentwicklungsgeschichtlich, baugeschichtlich und baukünstlerisch von Bedeutung | 09298267 |
| Direkt Bild zu diesem Denkmal hochladen | Ehemaliges Messehaus in geschlossener Bebauung, mit Hofgebäuden | Grimmaische Straße 10 (Karte)            | 1928–1929 (Messehaus)                                                                                       | Fassadengestaltung im Stil des Neuen Bauens, Steinverblendung, horizontale Lichtbänder, seitliche Akzentuierung durch seitliche Lichtwand, Architekt: Curt Schiemichen, ortsentwicklungsgeschichtlich, baugeschichtlich und baukünstlerisch von Bedeutung | 09298271 |
| Weitere Bilder                          | Lichthof eines ehemaligen Messepalastes | Grimmaische Straße 13; 15 (Karte)        | 1904–1906 (Passage), 1909, Hofüberdachung (Passage)                                                         | historischer Innenhof des Hansahaus mit prächtigen Portalen und Oberlichtkonstruktion, seit 1909 mit dem Passagensystem von Specks Hof verbunden, nach Abbruch 1993 in einem Neubau unter Verwendung historischer Teile rekonstruiert, Kachelverkleidung in Weiß mit grüner Bänderung, an den ehemaligen Treppenhauszugängen und -fenstern akzentuierender Schmuck in Naturstein, ortsentwicklungsgeschichtliche Bedeutung | 09298269 |
| Weitere Bilder                          | Erker an einem Wohnhaus (Anschrift: Grimmaische Straße 17 und Nikolaistraße 1) | Grimmaische Straße 17 (Karte)            | 1983–1986 (Erker)                                                                                           | Kopie eines zweigeschossigen, reich gestalteten Runderkers in Renaissanceformen, ursprünglich am ehemaligen Fürstenhaus, Rochlitzer Porphyrtuff, geschichtlich von Bedeutung als Zeugnis der Erbepflege in der DDR Denkmaltext Mit der Anfertigung einer Kopie des Fürstenhauserkers und seiner Anbringung an einem hervorzuhebenden innerstädtischen Wohnungsbauvorhaben in der Zeit von 1976 bis 1986 sollte an eines der bekanntesten Renaissancehäuser der Messestadt erinnert werden. Jenes war im Jahr 1558 von Steinmetz und Ratsmauerer Paul Wiedemann für den Leipziger Ratsherrn Dr. Georg Roth als Wohn- und Handelshaus errichtet. Seit dem Jahr 1612, als vier Söhne des Herzogs Friedrich Wilhelm von Altenburg während des Studiums an der Universität hier wohnten, trug das Haus den Namen „Fürstenhaus“. Erkerteile des kriegszerstörten Gebäudes wurden in der Moritzbastei eingelagert und dienten – neben historischen Fotos aus dem Stadtgeschichtlichen Museum – dem Dresdner Bildhauer Werner Hempel und dessen Sohn als Vorlage für die anzufertigenden Kopie. Unterstützung leistete der VEB Denkmalpflege Leipzig, das Material ist Rochlitzer Porphyrtuff, der von den VEB Vereinigte Natursteinwerke Zöblitz geliefert wurde. Das Fürstenhaus lag dem heutigen Standort des Erkers gegenüber, das künstlerische Vorbild für den Runderker findet sich am Johann-Friedrich-Bau des Torgauer Schlosses Hartenfels. Somit besitzt der Erker eine stadtbildgestaltende, künstlerische und baugeschichtliche Bedeutung, nachdrücklich auch als Dokument der Pflege des historischen Erbes und als Ausdruck gestiegenen Interesses an stadthistorischen und denkmalpflegerischen Belangen in der DDR. | 09303664 |
| Direkt Bild zu diesem Denkmal hochladen | Bürogebäude in Ecklage, ehemalige Apotheke (Anschrift: Grimmaische Straße 19 und Nikolaistraße 2), mit Wandbild im Innern und mit älterem Hauszeichen | Grimmaische Straße 19 (Karte)            | 1976–1983 (Bürogebäude), 1978–1983 (Wand- und Deckenbild)                                                   | Glas-Metall-Rasterfassade als Vorhangfassade, im Stil der Moderne, ehemals Bezirksapotheke mit Wandbild »Flora in der Waage«, barockes Hauszeichen eines goldenen Löwen, baugeschichtliche und ortsentwicklungsgeschichtliche Bedeutung, sozialgeschichtlicher Wert | 09302373 |
|                                         | Geschäftshaus in geschlossener Bebauung (Anschrift: Grimmaische Straße 21 und Nikolaikirchhof 5) | Grimmaische Straße 21 (Karte)            | 1907–1908 (Geschäftshaus)                                                                                   | Fassaden im Reformstil um 1910, mit Jugendstilnachklängen, Steinverkleidung mit akzentuierendem Bildhauerschmuck, Lisenengliederung, zur Grimmaischen Straße reichere Ausgestaltung, Bay Windows, Ladenzone und Dachbereiche rekonstruiert, ortsentwicklungsgeschichtlich und baugeschichtlich von Bedeutung | 09298272 |
| Direkt Bild zu diesem Denkmal hochladen | Wohnhaus in halboffener Bebauung in Ecklage (Richard-Wagner-Platz 1 und Große Fleischergasse 2), mit Hinterhaus | Große Fleischergasse 2 (Karte)           | 1826–1832 (Wohnhaus)                                                                                        | ehemaliger Gasthof, platzbildprägende Putzfassade in klassizistischen Formen, Architekt: Albert Geutebrück, ortsgeschichtlich, baugeschichtlich, kunstgeschichtlich und kulturgeschichtlich von Bedeutung Denkmaltext Das repräsentative ehemalige Gasthofgebäude entstand 1826–1832 durch Umbau mehrerer an dieser Stelle vorhandener Bauten, die Planung geht auf Albert Geutebrück zurück, der hier sein erstes Leipziger Bauprojekt ausführte. Besitzer war Johann Heinrich Sander. Der Name Blumenberg leitet sich von den Besitzern des 16. Jahrhunderts her. Im Zweiten Weltkrieg wurde das Gebäude, besonders auf seiner Westseite, beschädigt. Der Bau besteht aus dem langgestreckten Hauptteil am Platz, einem rechtwinklig anschließenden, nach Südwest gelegenen Gebäudeteil und einem sehr kurzen Flügel, der – stumpfwinklig abgeknickt – seine Fassade zur Einmündung Große Fleischergasse, Brühl und Hainstraße richtet. In der Fassadengestaltung sind die drei Gebäudeteile vereinigt, dabei ist die 17achsige Platzfront deutlich als Hauptschauseite ausgeprägt. Die Putzfassade mit Sandsteingliederungen zeigt eine typische, fein ausgewogene Gestaltung des Klassizismus. Das Erdgeschoss ist mit einer Putzquaderung überzogen. Der Schmuck der Obergeschosse konzentriert sich vor allem auf die Fenster, wobei der Schmuckaufwand nach oben hin abnimmt. Zeigen die Fenster des ersten Obergeschosses an ihren Verdachungen Konsolen und Akroterien, so weisen die Verdachungen des zweiten Obergeschosses nur Akroterien auf und die Fenster des dritten Obergeschosses haben schließlich gänzlich einfache Rahmungen. Die Platzfront wird in der Mitte durch eine Vorlage mit Kolossalpilastern betont, die einen flachen Dreieckgiebel tragen. In der Mitte der Vorlage öffnet sich eine große Hofeinfahrt. Auch die Fassade des südwestlichen Gebäudeteils hat eine Vorlage mit Dreigiebel, hier fehlt allerdings die Pilastergliederung, dagegen sind die Fenster in der Vorlage gekuppelt. An der Fassade des kurzen Flügels im Nordwesten sind die Fenster durch ihre Verdachungen kaum merklich ebenfalls zu Zweier- und Dreiergruppen zusammengeschlossen. Das schmale Hofgebäude mit massivem Erdgeschoss und drei Obergeschossen in Fachwerkbauweise stammt ebenfalls von Geutebrück (errichtet 1831). Eine Gedenktafel erinnert an das Wirken Caroline Neubers, die 1727 das sächsische Hofprivileg erhielt, in Leipzig ein fest stehendes Theater im Haus Großer Blumberg zu errichten. Das Objekt ist ein Zeugnis der baulichen Entwicklung Leipzigs in der ersten Hälfte des 19. Jahrhunderts, es ist eines der wichtigsten Beispiele für den Baustil des Klassizismus am Ort. Zudem dokumentiert es das Schaffen Albert Geutebrücks, der seinerzeit der führende Baumeister in Leipzig war. Ferner wahrt es die Erinnerung an Caroline Neuber, die als herausragende Wegbereiterin der deutschen Schauspielkunst gilt. Aus diesen Gründen erlangt das Objekt ortsgeschichtliche, baugeschichtliche, kunstgeschichtliche sowie kulturgeschichtliche Bedeutung. LfD/2016 | 09298279 |
| Direkt Bild zu diesem Denkmal hochladen | Ehemaliges Hotel, heute Geschäftshaus in halboffener Bebauung, mit Hofbebauung | Große Fleischergasse 4 (Karte)           | 1912–1913 (Hotel)                                                                                           | schlichte Putzfassade im Reformstil um 1910, Betonung der Mitte durch erkerartigen Vorsprung, zweigeschossiger Vorbau wohl jünger, ortsentwicklungsgeschichtliche und baugeschichtliche Bedeutung | 09298281 |
| Weitere Bilder                          | Ehemaliges Messehaus, mit Hofbebauung um mehrere Lichthöfe und rückwärtigem Gebäude an der Großen Fleischergasse, heute Geschäftshaus (Anschriften: Hainstraße 17, 17a, 17b, 19, 19a und Große Fleischergasse 11, 13) | Große Fleischergasse 11; 13 (Karte)      | 1913–1914 (Messehaus)                                                                                       | ausgedehnter Gebäudekomplex zwischen Hainstraße und Großer Fleischergasse, Kalksteinfassade zur Hainstraße, Putzfassade zur Großen Fleischergasse, ortstypisches Messehaus, markante Reformstil-Architektur, Anklänge an den Neoklassizismus, bemerkenswerte Passagen- und Lichthofgestaltung mit Zierfliesenverkleidung, ortsentwicklungsgeschichtlich, kulturgeschichtlich sowie baukünstlerisch und baugeschichtlich von Bedeutung Denkmaltext Das ehemalige Messehaus „Jägerhof“ wurde in mehreren Bauabschnitten von 1912–1915 und 1919–1920 errichtet. Der Fabrikbesitzer und Kommerzienrat Carl Hermann Jaeger hatte die entsprechenden Baugrundstücke in der Hainstraße und Großen Fleischergasse erworben und zum Zweck der Ausführung die Lederhof-Bau-G. m. b. H. gegründet. Der Name „Lederhof“ stammt von dem Haus Hainstraße 17 her (ab 1850 gebräuchlich). Projektant des Bauvorhabens war der Leipziger Architekt Alfred Müller. Der erste Bauabschnitt umfasste Hainstraße 17, wenig später folgte der Gebäudeteil auf dem Grundstück Hainstraße 19, dessen Vorgängerbau „Zum goldenen Hahn“ hieß. Durch den I. Weltkrieg kam es zu einer Bauunterbrechung, sodass der dritte Bauabschnitt in der Großen Fleischergasse 11/13 erst in den Jahren 1919–1920 ausgeführt wurde. Mit der Vereinigung der Grundstücke erhielt der Messehauskomplex auch die Bezeichnung „Jägerhof“, zuvor trug der Neubau den Namen „Lederhof-Passage“. Während der Messen hatten im „Jägerhof“ die Hersteller der Büroartikelbranche ihr Domizil, auch Sondermessen für Kino, Photo, Optik und Feinmechanik fanden hier statt. Bereits 1915 war in dem Messehausneubau das Lichtspieltheater „U. T. Hainstraße“ eröffnet worden. Bis heute hat sich – mit kurzen Unterbrechungen – am Ort ein Kinobetrieb erhalten. Im II. Weltkrieg wurde der Gebäudekomplex beschädigt und nach Kriegsende provisorisch instand gesetzt. Eine durchgehende Sanierung erfolgte 1997–1998, seitdem dient der „Jägerhof“ als Geschäfts- und Bürogebäude. Der über drei unregelmäßigen Grundstücken errichtete Gebäudekomplex erstreckt sich zwischen der Westseite der Hainstraße und der Ostseite der Großen Fleischergasse, er setzt sich aus den straßenseitigen Kopfbauten und mehreren Hofgebäuden zusammen, die sich um verschiedene Lichthöfe gruppieren. Drei dieser Höfe sind miteinander verbunden und bilden in der Ost-West-Achse eine Passage zwischen den anliegenden Straßen, die auch der Erschließung der Hofflügel dient. Die Gebäude des „Jägerhofes“ sind vier- und fünfgeschossig, teils tritt ein Entresol oder ein Dachgeschoss hinzu. Die mit Muschelkalkstein verblendete Hainstraßenfront ist als Hauptschauseite konzipiert. Sie ist symmetrisch gegliedert und zeigt eine monumental wirkende Architektur, hervorgerufen durch die kräftig bossierten Vorlagen und die deutlich vortretenden Brüstungen des ersten Obergeschosses und des Dachgeschosses. Auch der Bildhauerschmuck, insbesondere die das Gesims unterhalb des Dachgeschosses stützenden Atlantenfiguren, trägt zum imposanten Gesamtbild der Fassade bei. Zeit- und stiltypisch sind weiterhin die auf der Brüstung des ersten Obergeschosses lagernden Putten sowie der stilisierte Blatt- und Blütenschmuck, bereichert durch Masken. Die Mittelachse mit Eingang der Passage ist durch ein leichtes Vorwölben der Obergeschossbrüstung dezent hervorgehoben. Das Erdgeschoss fungiert als Ladenzone. An der Fassade zur Großen Fleischergasse ist entsprechend ihrer Nachrangigkeit der Schmuckaufwand etwas zurückgenommen, auch die jüngere Bauzeit drückt sich in der schlichteren Formgebung aus. Die Fassade trägt einen zeittypischen Edelputz. Auffällig ist die horizontale Zonierung: Erdgeschoss mit teils geöffneter, teils als Blenden ausgeführter Bogengliederung und erstes Obergeschoss, beide explizit auf der Südseite durch vier antikisierende Halbsäulen optisch verbunden, bilden die untere Zone. Mit Gesimsen abgesetzt, erheben sich darüber das zweite und dritte Obergeschoss, die durch mittig eingetiefte Pilaster zu einer zweiten Zone zusammengefasst sind. Als dritte Zone schließt der zurücktretende und teilweise als Geschoss ausgebaute Dachbereich Fassade und Gebäude nach oben hin ab. Die Gaupen des Oberdachs weisen interessante parabelförmige Giebel auf. Der Eingang zur Passage ist durch einen kleinen Erker im ersten Obergeschoss betont. Hinter der geschlossenen Wand mit den Halbsäulen in der unteren Zone befand sich einst der große Kinosaal. Die zur Passage verbundenen und in unterschiedlicher Höhe überdachten Lichthöfe sind mit Fliesen verkleidet, wobei der von der Hainstraße aus gesehen erste und größte Lichthof eine besonders elegante Gestaltung aufweist. Hierzu tragen Farbfliesen bei, die innerhalb der weiß gehaltenen Architektur bestimmte Linien betonen, zudem setzen Schmuckelemente wie Puttenreliefs, Masken, Kapitelle und Konsolsteine geschmackvolle Akzente. Auch ein Wandbrunnen ist vorhanden. Auf die Geschichte des Grundstücks verweist das hier erhaltene Hauszeichen des Vorgängerbaus „Zum goldenen Hahn“. Die anderen beiden zur Passage gehörenden Hofe sind etwas einfacher gehalten. Um den hinteren, zur Großen Fleischergasse gelegenen Lichthof gruppieren sich die Räumlichkeiten des Kinobetriebs, der heute in erweiterter Form vier Säle umfasst. Seit seiner Sanierung zählt der Jägerhof wieder zu den schönsten und anspruchsvollsten Beispielen der Messehausarchitektur der Leipziger Innenstadt und veranschaulicht, wie diese sich um 1900 zum modernen Geschäftszentrum entwickelte, das insbesondere als Messestandort herausragende Bedeutung erlangte. Typologisch verweist der Jägerhof auf die Einführung der Mustermesse, wodurch sich Leipzig den Rang als einer der ersten Handelsplätze in Deutschland und darüber hinaus nachhaltig sicherte. Unter diesen Aspekte verkörpert das Objekt Aussagewerte zur Ortsentwicklungsgeschichte sowie Baukunst und Bauentwicklung seiner Entstehungszeit. Als traditionsreicher, heute noch existierender Kinostandort ist es zudem ein kulturgeschichtliches Zeugnis des Filmtheaters. LfD/2016 | 09298283 |
|                                         | Geschäftshaus in geschlossener Bebauung, mit Hofgebäuden | Große Fleischergasse 19 (Karte)          | 1899–1900 (Geschäftshaus)                                                                                   | reich gegliederte Klinkerfassade, drei Dachhäuschen, Anklänge der Neorenaissance und des Jugendstils, baugeschichtlich und ortsentwicklungsgeschichtlich von Bedeutung | 09299169 |
| Weitere Bilder                          | Wohn- und Handelshaus in geschlossener Bebauung, mit Hofbauten und Rückgebäude an der Kleinen Fleischergasse sowie Erker des Vorgängerbaus (Anschrift: Hainstraße 1 und Markt 8 sowie Kleine Fleischergasse 2) | Hainstraße 1 (Karte)                     | 1747–1750, Hofgebäude (Kaufmannshaus), 1523 (Erker)                                                         | ausgedehnte Hausanlage in Form eines Durchhauses, ehemals Haus zur Goldenen Schlange, Vorderhaus mit repräsentativer Putzfassade in historistischen Formen, hofseitig hierher versetzter Erker des Vorgängerbaus in gotischen und Renaissanceformen, Hofbauten und Rückgebäude an der Kleinen Fleischergasse in einheitlicher barocker Gestaltung, Baumeister: George Werner, Inneres weitgehend entkernt, ortsgeschichtliche, baugeschichtliche und baukünstlerische Bedeutung | 09298286 |
|                                         | Fassaden und Dach eines Wohn- und Geschäftshauses in geschlossener Bebauung in Ecklage (Anschrift: Hainstraße 2, 2a und Markt 7) | Hainstraße 2; 2a (Karte)                 | um 1890, im Kern älter (Fassade)                                                                            | Putzfassaden in späthistoristischen, überwiegend neubarocken Formen mit Bezug zur lokalen Bautradition, Putz- und Steingliederungen, belebte Dachlandschaft mit Zwerchhäusern und Gaupen, ortsentwicklungsgeschichtliche und baugeschichtliche Bedeutung | 09298289 |
| Weitere Bilder                          | Wohn- und Handelshaus in geschlossener Bebauung | Hainstraße 3 (Karte)                     | 1662 (Kaufmannshaus)                                                                                        | Putzbau in Formen der Spätrenaissance und des Frühbarock, ortstypischer, reich geschmückter Kastenerker, hofseitig Treppenturm und Durchgang zu Barthels Hof, ortsgeschichtliche, baugeschichtliche und baukünstlerische Bedeutung Denkmaltext 1662 durch den Maurermeister Christian Richter errichtete, vierseitige Hausanlage, von der infolge der Kriegszerstörungen 1943 bis auf Reste im südlichen Seitengebäude nur das Vorderhaus erhalten ist. Dieses war 1845 durch Maurermeister Friedrich Lüders aufgestockt worden. Ab 1872 weitere Umbaumaßnahmen, insbesondere des Erdgeschosses. Mit der Sanierung 1993–1997 annähernde Rekonstruktion des barocken Zustandes, dabei Abbruch des 1845 errichteten dritten und vierten Obergeschosses und Wiederherstellung der ursprünglichen Dachform mit Zwerchgiebel. Dreigeschossiger Putzbau mit symmetrischer Fassadenteilung, in der Mitte ein für den Leipziger Bürgerhausbau typischer Kastenerker in Holzkonstruktion, geschmückt mit Reliefplatten in Kalkstuck (Putten, Füllhörner, Festons), darüber der nach Richters Zeichnung rekonstruierte, ebenso reich geschmückte Zwerchgiebel mit Säulengliederung und Volutenrahmung. Die Obergeschossfenster mit geohrten Fenstergewänden in Rochlitzer Porphyrtuff. Erdgeschossläden mit Rundbogen- und Segmentbogenöffnung im wiederhergestellten Zustand von 1662. Das in Sandstein ausgeführte Neorenaissanceportal des Hofdurchgangs vom Umbau 1872. Hofseitiger Treppenturm mit geschweifter Haube. Im Innern verschiedene historische Ausstattungselemente wie Porphyrtuffkonsolen, Holzdecken, Türen und Wandverkleidungen. Webers Hof gehört zu den bedeutendsten Neubauten Leipzigs nach dem Dreißigjährigen Krieg. Seine Architektur ist durch den Übergang von der Spätrenaissance zum Barock gekennzeichnet, wobei hier verschiedene für die weitere Entwicklung des Leipziger Bürgerhausbaus wichtige Elemente auftauchen und angelegt sind. Aus dieser herausragenden Position in der lokalen Bautradition leitet sich ein überdurchschnittlicher ortsgeschichtlicher, baugeschichtlicher und baukünstlerische Denkmalwert ab. LfD/2013 | 09298290 |
|                                         | Wohnhaus in geschlossener Bebauung, mit Hofgebäuden | Hainstraße 4 (Karte)                     | um 1662 (Wohnhaus)                                                                                          | Putzfassade, eines der ältesten Häuser in der Hainstraße mit selten in Leipzig anzutreffender Ausstattung, baugeschichtliche, ortsentwicklungsgeschichtliche und künstlerische Bedeutung | 09298291 |
|                                         | Fassade eines Geschäftshauses (siehe auch Kleine Fleischergasse 8) | Hainstraße 5 (Karte)                     | 1905–1907 (Fassade)                                                                                         | stark geöffnete, repräsentative Fassade mit Sandsteinverkleidung, späthistoristische Formen mit Anklängen des Neubarocks und Zopfstils, auch Einflüsse des Jugendstils, Erdgeschoss Ladenzone, Mittenbetonung durch kupferverkleideten Erker, darüber Zwerchgiebel, Gebäude im II. Weltkrieg bis auf Erdgeschoss ausgebrannt, Neubau mit Fassadenrekonstruktion in den 1990er Jahren, an den seitlichen Pfeilern des Erdgeschosses Bildnismedaillons Friedrich Schillers und seiner Frau Charlotte, baugeschichtliche und ortsentwicklungsgeschichtliche Bedeutung | 09298303 |
| Direkt Bild zu diesem Denkmal hochladen | Reste eines Wohnhauses (Giebelmauern, Keller, bemalte Holzbalkendecken) | Hainstraße 6 (Karte)                     | 16. Jh. (Gebäudeteil)                                                                                       | ehemaliges Bürgerhaus 1994 weitgehend abgebrochen, Reste in den Neubau mit rekonstruierter Fassade einbezogen, baugeschichtliche Bedeutung | 09298292 |
| Weitere Bilder                          | Wohnhaus in geschlossener Bebauung | Hainstraße 8 (Karte)                     | um 1550 (Wohnhaus)                                                                                          | im Kern ein Renaissancebau, barocke Veränderungen, Putzfassade mit Gliederungselementen in Naturstein, reicher hölzerner Kastenerker, ortsgeschichtliche, baugeschichtliche und baukünstlerische Bedeutung Denkmaltext Mitte 16. Jh. als viergeschossiges Gebäude mit hohem Satteldach errichtet, Bauherr Rats- und Handelsherr Antonius Lotter. 1703 Anbringung des hölzernen Erkers durch Zimmermeister Johann Christian Schmidt und Maurermeister Paul Valentin, 1711 Erhöhung des Gebäudes und des Erker sowie Aufbau eines Dacherkers mit Sommeraltan, der bald mit einem Schweifgiebel überbaut wurde. Ab 1862 verschiedene Erdgeschossumbauten. 1999 Sanierung. Der hochaufragende Putzbau gehört zu den wenigen erhaltenen Leipziger Bürgerhäusern der Renaissancezeit. Abgesehen von den barocken Veränderungen zeigt die Fassade noch wesentliche Gestaltungselemente des 16. Jh. Es ist davon auszugehen, dass das ursprüngliche Fassadenbild eher schlicht war, geprägt vor allem durch die Fenstergewände in Rochlitzer Porphyrtuff mit gekreuzten Stabprofilen. Bei der Aufstockung im 18. Jh. hat man sich interessanterweise an die vorhandenen Formen gehalten, mit dem Erker erhielt das Haus allerdings eine repräsentative, dem Zeitgeschmack entsprechende Zutat. Der kastenförmige, zunächst zweigeschossige Holzerker ist reich mit Stuckornamenten (fleischige Akanthusranken und Blütengehänge sowie Löwenkopf und Hund) ausgeschmückt und gehört zu den schönsten Beispielen seiner Art in Leipzig, die ohnehin nur noch in sehr beschränkter Anzahl erhalten ist. Das Dachhaus mit geschweiftem Giebel schließt die Fassade harmonisch nach oben ab. Im Innern sind eine Reihe historischer Ausstattungselemente erhalten, von denen besonders die gekehlten, farbig gefassten Holzbalkendecken hervorzuheben sind. Die alten Hofgebäude (zwei Seiten- und ein Hintergebäude), in unterschiedlichen Zeiten errichtet, sind abgebrochen und durch eine neue Hofbebauung ersetzt. Als mittlerweile seltenes Zeugnis der Leipziger Bauentwicklung im 16. Jh., besonders den Bürgerhausbau betreffend, eignet dem Gebäude ein hoher orts- und baugeschichtlicher Aussagewert. Baukünstlerische Bedeutung erlangt das Objekt insbesondere durch die erhaltenen Ausstattungsdetails, die Art und Qualität der Raumgestaltung in der frühen Neuzeit dokumentieren, und durch den Erker, der in seiner Pracht auf die Blüte der lokalen Bau- und Zimmermannskunst im 18. Jh. verweist. LfD/2013 | 09298293 |
| Weitere Bilder                          | Wohn- und Geschäftshaus in geschlossener Bebauung, mit Hofgebäuden und Apotheke (mit originaler Apothekenausstattung) | Hainstraße 9 (Karte)                     | bezeichnet 1909 (Wohn- und Geschäftshaus)                                                                   | Sandsteinfassade im Reformstil um 1910 mit Anspielungen auf die lokale Bautradition, ortsentwicklungsgeschichtliche, baugeschichtliche und baukünstlerische Bedeutung Denkmaltext 1906 Baugesuch des Apotheker R. Lux Neubau des Vorderhauses und Umbau der Hintergebäude. Die Pläne stammten vom Leipziger Architekten Carl A. Müller. Nach etlichen Beanstandungen vor allem der Vorderfassade gab der Gutachter Baurat Scharenberg endlich seine Genehmigung, sodass 1908/09 die Bauausführung erfolgte. Fünfgeschossiger Bau auf relativ schmalem und nicht sehr tiefem Grundstück. Zwei Hofgebäude umschließen den südseitlichen Innenhof. An der Straßenfront Erd- und erstes Obergeschoss in einer für den Leipziger Geschäftshausbau typischen Weise zur Sockelzone zusammengefasst, das vierte Obergeschoß dagegen in einem die gesamte Fassade überspannenden Giebel über dem Hauptgesims angeordnet – womit wahrscheinlich geschickt die Vorschriften über die Traufhöhe umgangen werden konnten. Die zweiachsige Sockelzone mit rustizierter Bogenrahmung, in den Hauptgeschossen darüber Betonung der Mitte durch Erker, der auf ein prägendes Element der lokalen Bautradition verweist. Der Erker wird von einer kupfergetriebenen Adlerkonsole getragen. Der bauplastische Schmuck zeigt teilweise auf das Apothekenwesen bezogene Motive (Kolben mit Flamme, Waage und Mörser), dazu Reliefs mit Kinderdarstellungen sowie verschiedene Girlanden u. ä., die wiederum entfernt an die ältere Leipziger Baukunst erinnern. Auf den Brüstungen des zweiten Obergeschosses ovale Felder mit den Datierungen des Vorgängerbaues 1709 und des Neubaues 1909. In der Apotheke neubiedermeierliche Ausstattung erhalten. Die Fassaden zum kleinen Innenhof mit weißglasierten Verblendziegeln, an der Hoffront des Vorderhauses das Hauszeichen des Vorgängers. Das Gebäude ist ein Zeugnis für die sich um 1900 vollziehende Umformung der Leipziger Innenstadt zum modernen Geschäftszentrum, hierdurch erlangt es ortsentwicklungsgeschichtliche Aussagekraft. Als qualitätvolles Beispiel für den Wohn- und Geschäftshausbau des frühen 20. Jahrhundert ist es baugeschichtlich und baukünstlerisch von Bedeutung, wobei hierbei besonders die Bezüge zur älteren Leipziger Baugeschichte von Interesse sind. Seltenheitswert hat die im historischen Bestand erhaltene Apothekenausstattung. LfD/2013 | 09298294 |
| Weitere Bilder                          | Wohn- und Geschäftshaus in geschlossener Bebauung | Hainstraße 10 (Karte)                    | 1906–1907 (Wohn- und Geschäftshaus)                                                                         | symmetrische Putzfassade im Sinne der Reformarchitektur um 1910, mit Anspielungen auf die lokale Bautradition, Kastenerker und Schaufenstervorbauten mit Kupferbeschlag, ortsentwicklungsgeschichtliche und baugeschichtliche Bedeutung | 09298295 |
| Weitere Bilder                          | Wohn- und Geschäftshaus in geschlossener Bebauung, mit Hofgebäuden | Hainstraße 11 (Karte)                    | 1909–1910 (Wohn- und Geschäftshaus)                                                                         | vornehme Kalksteinfassade im Reformstil um 1910/15, akzentuierender Dekor, Mittenbetonung durch Runderker, großes Dachhaus, ortsentwicklungsgeschichtliche, baugeschichtliche und baukünstlerische Bedeutung | 09298296 |
| Weitere Bilder                          | Wohnhaus in geschlossener Bebauung, mit Seitenflügel und Hinterhaus | Hainstraße 13 (Karte)                    | 1744–1746 (Wohnhaus)                                                                                        | Barockbau mit späterem Ladeneinbau, Putzfassade mit Erker, Baumeister: George Werner, ortsentwicklungsgeschichtlich, baugeschichtlich und kunstgeschichtlich von Bedeutung Denkmaltext 1744–1746 durch den Maurermeister George Werner errichtetes Bürgerhaus, Besitzer war der Kaufmann Johann Christian Töpfer, Besitzer einer „Glantz-Leinewand-Fabrique“. Teilsanierung 1997/98 (Dachbereich). Das schmale viergeschossige Vordergebäude zeigt eine einfache Fassadengestaltung, deren Hauptschmuck ein dreigeschossiger Holzerker ist. Die Seiten des Erkers sind leicht eingezogen, was dem typischen Leipziger Bauelement ein gewisse Eleganz verleiht. Zur repräsentativen Wirkung, die dem Gebäude trotz seiner Schmalheit eignet, trägt auch das hohe Mansarddach mit in drei Reihen übereinanderstehenden Gaupen bei. Die Einfassung der seitlichen Fassadenabschnitte durch sogenannte Lisenenrahmungen ist ein besonderes Stilmerkmal der Entstehungszeit. Das Erdgeschoss ist durch einen Ladeneinbau aus der Zeit um 1900 verändert, über der Schaufensterzone entstand dabei ein Zwischengeschoss, wie es an vielen der Leipziger Geschäftshäuser zu finden ist. Zur Hausanlage gehören ein Seitenflügel und ein Hintergebäude sowie ein kleiner Hofraum. Das Objekt ist ein Zeugnis der Leipziger Bauentwicklung im 18. Jh., die eine reiche Baukultur der Bürgerhausarchitektur hervorbrachte. Es dokumentiert zudem das Schaffen George Werners, der einer der stilbildenden Baumeister dieser Zeit in Leipzig war. Aus diesen Gründen erlangt das Haus Hainstraße 13 ortsentwicklungsgeschichtliche, baugeschichtliche und kunstgeschichtliche Bedeutung. LfD/2016 | 09298298 |
| Weitere Bilder                          | Wohn- und Geschäftshaus in geschlossener Bebauung | Hainstraße 14 (Karte)                    | um 1840 (Wohn- und Geschäftshaus)                                                                           | symmetrische Putzfassade in klassizistisch- biedermeierlichen Formen, Obergeschosse mit pilasterartiger Gliederung, kräftiges Traufgesims mit Konsolen, Erdgeschoss und Entresol später wohl verändert, heute Ladenzone mit Durchgang, Architekt: Albert Geutebrück, ortsentwicklungsgeschichtlich und baugeschichtlich sowie baukünstlerisch von Bedeutung | 09298299 |
| Weitere Bilder                          | Wohnhaus in geschlossener Bebauung, mit Seitenflügel und Hinterhaus | Hainstraße 15 (Karte)                    | 1663–1695 (Wohnhaus)                                                                                        | Barockbau mit späterem Ladeneinbau, Putzfassade mit Kastenerker, ortsentwicklungsgeschichtlich und baugeschichtlich von Bedeutung Denkmaltext Das Bürgerhaus wurde 1693–1695 für den Goldschmied Christian Müller errichtet, Entwurf und Ausführung durch den Maurermeister Wolfgang Bachmann. Im 19. und 20. Jahrhundert verschiedene Umbauten, u. a. 1863 Ausbau des Dachgeschosses. 1997/98 Sanierung. Die Hausanlage auf kleinem Grundstück besteht aus dem schmalen viergeschossigen Vorderhaus, einem Seitenflügel und dem Hinterhaus sowie einem engen Hof. Die Gebäude sind teils massiv, teils in Fachwerk ausgeführt. In die Entstehungszeit passt die seitliche Einrahmung der zweiachsigen Fassade mit genuteten Eckstreifen, dagegen wirken der hölzerne Kastenerker und insbesondere die renaissancistischen Fenstergewände des dritten Obergeschosses merkwürdig altertümlich. Die vollständige Öffnung des Erdgeschosses als Laden geht auf die Veränderungen des frühen 20. Jahrhunderts zurück. Der viergeschossige Seitenflügel verbindet das Vorderhaus mit dem dreigeschossigen Hinterhaus und enthält hauptsächlich die Treppe. Im Innern haben sich verschiedene Ausstattungsdetails und Raumfassungen erhalten, die bei der letzten Sanierung restauratorisch behandelt und wiederhergestellt wurden. Zu erwähnen ist die Stuckdecke im straßenseitigen Hauptraum des ersten Obergeschosses mit Profilrahmungen aus Blättern und Blüten, die auf die Bauzeit Ende des 17. Jahrhunderts zurückgeht. Weiterhin zählen hierzu barocke Sockelmalereien im Erker und an den Alkoventüren des ersten und zweiten Obergeschosses sowie eine klassizistische Raumfassung im Hauptraum des dritten Obergeschosses, die eine Tapete oder textile Wandbespannung imitiert. Das Objekt gehört zu den ältesten erhaltenen Beispielen der Bürgerhausarchitektur in Leipzig. Es ist ein Zeugnis der Bauentwicklung Leipzigs nach dem Dreißigjährigen Krieg, die zu einer neuen, sich insbesondere im 18. Jahrhundert entfaltenden Blüte im städtischen Baugeschehen führte. Aus diesen Gründen erlangt die Hausanlage Hainstraße 15 ortsentwicklungsgeschichtliche und baugeschichtliche Bedeutung. LfD/2016 | 09298300 |
| Weitere Bilder                          | Ehemaliges Hotel (mit zwei Hausnummern) in geschlossener Bebauung, später Verwaltungsbau der Leipziger Messe, mit Hofbebauung | Hainstraße 16; 18 (Karte)                | 1847–1848 (Hotel), 1891–1892 umgebaut (Hotel)                                                               | historistische Putzfassade in renaissancistischen und barockisierenden Formen, im Innern opulent ausgestaltete Festsäle, herausragende künstlerische, architektonische und geschichtliche Bedeutung Denkmaltext Die heutigen Baulichkeiten auf dem Grundstück Hainstraße 16/18 entstanden nach einem Brand 1846. Seit 1828 führte der hier befindliche Gasthof den Namen „Hotel de Pologne“ in Erinnerung an den Aufenthalt des polnischen Königs Stanislaw I. Leszczynski im Jahre 1706. Als das neu errichtete Gebäude 1848 wieder eröffnet wurde, war es damals das größte Hotel Leipzigs (130 Zimmer). 1891/92 erfuhr das Gebäude einen tiefgehenden Umbau durch den namhaften Leipziger Architekten Arwed Roßbach. Durch die im Stil des Historismus erfolgte Neugestaltung ist das Gebäude heute noch wesentlich geprägt, wenngleich mit der Umnutzung als Messehaus nach dem I. Weltkrieg und dann als Messeamt in DDR-Zeiten abermals Veränderungen einhergingen. 1907 wurde im Hotel de Pologne der „Verband deutscher kaufmännischer Genossenschaften e. V.“ (heutige EDEKA) gegründet. 2012/2013 Sanierung und Einrichtung als Büro- und Geschäftshaus. Einen herausragenden architektonischen Wert hat das Gebäude vor allem durch seine zwei Festsäle, die eine üppige neubarocke Ausstattung zeigen. In ihre größtenteils farbig gefassten Stuckdekorationen sind Deckenbilder und Supraporten eingebunden. Spiegel vergrößern die Räume optisch. Die Säle stehen für kulturelle Nutzung zur Verfügung. Das Gebäude ist eines der bedeutendsten Zeugnisses der Raumkunst des ausgehenden 19. Jahrhunderts, für dessen Form und Reichtum sich heute deutschlandweit nur noch wenig Vergleichbares finden lässt. Die Verbindung des „Hotels de Pologne“ mit der Gründung der EDEKA, die heute den größten Verbund des deutschen Einzelhandels darstellt, impliziert einerseits, dass es sich hier um ein Baudenkmal handelt, das das nationale kulturelle Erbe mit prägt. Andererseits ist es ebenso wertvoll als Dokument der Baukunst. Die Üppigkeit und der Prunk des gesellschaftlichen Lebens in der Belle Époque, wie sie beispielsweise auf Bildern Adolph von Menzels dargestellt sind, wird hier durch einen mittlerweile selten gewordenen realen Ort veranschaulicht. LfD/2013 | 09298301 |
| Weitere Bilder                          | Ehemaliges Messehaus, mit Hofbebauung um mehrere Lichthöfe und rückwärtigem Gebäude an der Großen Fleischergasse, heute Geschäftshaus (Anschriften: Hainstraße 17, 17a, 17b, 19, 19a und Große Fleischergasse 11, 13) | Hainstraße 17; 17a; 17b; 19; 19a (Karte) | 1913–1914 (Messehaus)                                                                                       | ausgedehnter Gebäudekomplex zwischen Hainstraße und Großer Fleischergasse, Kalksteinfassade zur Hainstraße, Putzfassade zur Großen Fleischergasse, ortstypisches Messehaus, markante Reformstil-Architektur, Anklänge an den Neoklassizismus, bemerkenswerte Passagen- und Lichthofgestaltung mit Zierfliesenverkleidung, ortsentwicklungsgeschichtlich, kulturgeschichtlich sowie baukünstlerisch und baugeschichtlich von Bedeutung Denkmaltext Das ehemalige Messehaus „Jägerhof“ wurde in mehreren Bauabschnitten von 1912–1915 und 1919–1920 errichtet. Der Fabrikbesitzer und Kommerzienrat Carl Hermann Jaeger hatte die entsprechenden Baugrundstücke in der Hainstraße und Großen Fleischergasse erworben und zum Zweck der Ausführung die Lederhof-Bau-G. m. b. H. gegründet. Der Name „Lederhof“ stammt von dem Haus Hainstraße 17 her (ab 1850 gebräuchlich). Projektant des Bauvorhabens war der Leipziger Architekt Alfred Müller. Der erste Bauabschnitt umfasste Hainstraße 17, wenig später folgte der Gebäudeteil auf dem Grundstück Hainstraße 19, dessen Vorgängerbau „Zum goldenen Hahn“ hieß. Durch den I. Weltkrieg kam es zu einer Bauunterbrechung, sodass der dritte Bauabschnitt in der Großen Fleischergasse 11/13 erst in den Jahren 1919–1920 ausgeführt wurde. Mit der Vereinigung der Grundstücke erhielt der Messehauskomplex auch die Bezeichnung „Jägerhof“, zuvor trug der Neubau den Namen „Lederhof-Passage“. Während der Messen hatten im „Jägerhof“ die Hersteller der Büroartikelbranche ihr Domizil, auch Sondermessen für Kino, Photo, Optik und Feinmechanik fanden hier statt. Bereits 1915 war in dem Messehausneubau das Lichtspieltheater „U. T. Hainstraße“ eröffnet worden. Bis heute hat sich – mit kurzen Unterbrechungen – am Ort ein Kinobetrieb erhalten. Im II. Weltkrieg wurde der Gebäudekomplex beschädigt und nach Kriegsende provisorisch instand gesetzt. Eine durchgehende Sanierung erfolgte 1997–1998, seitdem dient der „Jägerhof“ als Geschäfts- und Bürogebäude. Der über drei unregelmäßigen Grundstücken errichtete Gebäudekomplex erstreckt sich zwischen der Westseite der Hainstraße und der Ostseite der Großen Fleischergasse, er setzt sich aus den straßenseitigen Kopfbauten und mehreren Hofgebäuden zusammen, die sich um verschiedene Lichthöfe gruppieren. Drei dieser Höfe sind miteinander verbunden und bilden in der Ost-West-Achse eine Passage zwischen den anliegenden Straßen, die auch der Erschließung der Hofflügel dient. Die Gebäude des „Jägerhofes“ sind vier- und fünfgeschossig, teils tritt ein Entresol oder ein Dachgeschoss hinzu. Die mit Muschelkalkstein verblendete Hainstraßenfront ist als Hauptschauseite konzipiert. Sie ist symmetrisch gegliedert und zeigt eine monumental wirkende Architektur, hervorgerufen durch die kräftig bossierten Vorlagen und die deutlich vortretenden Brüstungen des ersten Obergeschosses und des Dachgeschosses. Auch der Bildhauerschmuck, insbesondere die das Gesims unterhalb des Dachgeschosses stützenden Atlantenfiguren, trägt zum imposanten Gesamtbild der Fassade bei. Zeit- und stiltypisch sind weiterhin die auf der Brüstung des ersten Obergeschosses lagernden Putten sowie der stilisierte Blatt- und Blütenschmuck, bereichert durch Masken. Die Mittelachse mit Eingang der Passage ist durch ein leichtes Vorwölben der Obergeschossbrüstung dezent hervorgehoben. Das Erdgeschoss fungiert als Ladenzone. An der Fassade zur Großen Fleischergasse ist entsprechend ihrer Nachrangigkeit der Schmuckaufwand etwas zurückgenommen, auch die jüngere Bauzeit drückt sich in der schlichteren Formgebung aus. Die Fassade trägt einen zeittypischen Edelputz. Auffällig ist die horizontale Zonierung: Erdgeschoss mit teils geöffneter, teils als Blenden ausgeführter Bogengliederung und erstes Obergeschoss, beide explizit auf der Südseite durch vier antikisierende Halbsäulen optisch verbunden, bilden die untere Zone. Mit Gesimsen abgesetzt, erheben sich darüber das zweite und dritte Obergeschoss, die durch mittig eingetiefte Pilaster zu einer zweiten Zone zusammengefasst sind. Als dritte Zone schließt der zurücktretende und teilweise als Geschoss ausgebaute Dachbereich Fassade und Gebäude nach oben hin ab. Die Gaupen des Oberdachs weisen interessante parabelförmige Giebel auf. Der Eingang zur Passage ist durch einen kleinen Erker im ersten Obergeschoss betont. Hinter der geschlossenen Wand mit den Halbsäulen in der unteren Zone befand sich einst der große Kinosaal. Die zur Passage verbundenen und in unterschiedlicher Höhe überdachten Lichthöfe sind mit Fliesen verkleidet, wobei der von der Hainstraße aus gesehen erste und größte Lichthof eine besonders elegante Gestaltung aufweist. Hierzu tragen Farbfliesen bei, die innerhalb der weiß gehaltenen Architektur bestimmte Linien betonen, zudem setzen Schmuckelemente wie Puttenreliefs, Masken, Kapitelle und Konsolsteine geschmackvolle Akzente. Auch ein Wandbrunnen ist vorhanden. Auf die Geschichte des Grundstücks verweist das hier erhaltene Hauszeichen des Vorgängerbaus „Zum goldenen Hahn“. Die anderen beiden zur Passage gehörenden Hofe sind etwas einfacher gehalten. Um den hinteren, zur Großen Fleischergasse gelegenen Lichthof gruppieren sich die Räumlichkeiten des Kinobetriebs, der heute in erweiterter Form vier Säle umfasst. Seit seiner Sanierung zählt der Jägerhof wieder zu den schönsten und anspruchsvollsten Beispielen der Messehausarchitektur der Leipziger Innenstadt und veranschaulicht, wie diese sich um 1900 zum modernen Geschäftszentrum entwickelte, das insbesondere als Messestandort herausragende Bedeutung erlangte. Typologisch verweist der Jägerhof auf die Einführung der Mustermesse, wodurch sich Leipzig den Rang als einer der ersten Handelsplätze in Deutschland und darüber hinaus nachhaltig sicherte. Unter diesen Aspekte verkörpert das Objekt Aussagewerte zur Ortsentwicklungsgeschichte sowie Baukunst und Bauentwicklung seiner Entstehungszeit. Als traditionsreicher, heute noch existierender Kinostandort ist es zudem ein kulturgeschichtliches Zeugnis des Filmtheaters. LfD/2016 | 09298283 |
| Weitere Bilder                          | Geschäftshaus (mit drei Hausnummern) in geschlossener Bebauung, mit Hofgebäuden | Hainstraße 20; 22; 24 (Karte)            | bezeichnet 1911–1912 (Geschäftshaus)                                                                        | ansprechende Putzfassade im Reformstil um 1910 mit barockisierenden Tendenzen in Anspielungen auf die lokale Bautradition, ortsentwicklungsgeschichtliche und baugeschichtliche Bedeutung Denkmaltext Das viergeschossige Gebäude wurde 1911/12 durch Baumeister Franz Roch, der zugleich Bauherr war, als reines Geschäftshaus errichtet. Vorher befanden sich an diesem im nördlichen Bereich der Hainstraße nahe der Einmündung in den Brühl gelegenen Standort drei schmale Handwerkerhäuser, wodurch sich die drei Hausnummern und wohl auch der etwas unregelmäßige Zuschnitt des Grundstücks erklären. Der Baubestand des Geschäftshauses setzt sich aus dem Vorderhaus, einem kleinen Hofraum und einem schmalen Hofflügel zusammen. Der Hofflügel steht leicht abgewinkelt zum Vorderhaus und ist mit diesem durch einen Zwischenbau auf der Südseite verbunden. In der Ecke zwischen Vorderhaus und Verbindungsbau liegt das Treppenhaus. Die ehemalige Dreiteilung des Grundstücks könnte für Roch bei der Fassadengestaltung eine Rolle gespielt haben, da er die Front in dreimal drei Fensterachsen aufteilte. Ansonsten ist der Bau hinsichtlich der funktionalen Organisation wie auch der Fassadenlösung ein typischer Vertreter Leipziger Geschäftshausarchitektur seiner Entstehungszeit. Charakteristisch ist die natursteinverkleidete Front mit sparsamer, aber edler Ornamentierung. Dahinter verbirgt sich ein Stahlbe- tonskelettbau. Die Zusammenfassung der Obergeschosse durch Kolossalpilaster sind an den meisten Bauten der Jahre um 1910 zu finden, auch das erkerartige Hervortreten der Fenster, hier am Mittelrisalit, ist ein häufiges Motiv. Interessant und bemerkenswert ist die bereits seit den 1880er Jahren zu beobachtende Tendenz, bei Neubauten auch die lokalen Traditionen zu berücksichtigen. An diesem Bau lässt sich ein Bezug zur bedeutenden Leipziger Barockbaukunst feststellen, dieser äußert sich beispielsweise in der Aus- bildung eines Mansarddaches mit Gaupen und Schweifgiebel. Die Giebelgestaltung erinnert an die Aufbauten des nicht weit entfernten Romanushauses. Auch die Rahmungen der oberen Fenster im Mittelrisalit haben offenbar barocke Vorbilder. Das Erdgeschoss erfuhr bereits in den 1920er Jahren Umbauten. Die jetzige gesichtslose Fassung der Ladenzone geht auf Umbauten in DDR-Zeiten zurück. Allerdings ist eine historische Ladenausstattung erhalten. Ansonsten konzentriert sich die Ausschmückung des Inneren, das für eine leicht veränderbare Aufteilung der Geschäftsräume konzipiert war, auf den Flurbereich und das dreiläufige Treppenhaus. Entsprechend den Architekturtendenzen der Entstehungszeit gestaltete man diese zurückhaltend aus. Die Schmuckelemente sind die kassettierte Stuckdecke im Hauseingang, die Türen und die farbigen Bleiglasfenster. Das Gebäude Hainstraße 20/22/24 ist Zeugnis der Leipziger Geschäftshausarchitektur um 1910, die zum einen die Umgestaltung des Leipziger Stadtzentrums zur City im ausgehenden 19. und frühen 20. Jahrhundert veranschaulicht und zum anderen als wichtiger Beitrag zur Architekturentwicklung dieser Zeit zu werten ist. Aus diesen Gründen eignet dem Objekt ortsentwicklungsgeschichtliche und baugeschichtliche Bedeutung. LfD/2016 | 09298302 |
| Direkt Bild zu diesem Denkmal hochladen | Bankgebäude in offener Bebauung (Anschrift: Martin-Luther-Ring 2, Hugo-Licht-Straße 1, 3 und Markgrafenstraße 1) | Hugo-Licht-Straße 1; 3 (Karte)           | 1898–1901 (Bankgebäude)                                                                                     | ausgedehntes Gebäude über dreieckigem Grundriss, reiche Natursteinfassade in kräftigen Formen der Neurenaissance, an den Risaliten und zur Betonung der Eingangszone Säulen- und Pilastergliederung Eingangsgestaltung, Publikumsräume im Innern mit repräsentativer Ausgestaltung, exponierte, stadtbildprägende Lage, Architekt: Arwed Roßbach, ortsentwicklungsgeschichtlich sowie baugeschichtlich und baukünstlerisch von Bedeutung | 09298334 |
| Weitere Bilder                          | Rathaus (Anschriften: Martin-Luther-Ring 4/6, Lotterstraße 1 und Hugo-Licht-Straße 2), mit Resten der Pleißenburg und Ratskeller | Hugo-Licht-Straße 2 (Karte)              | 1899–1905 (Rathaus), 1986 (Paternoster)                                                                     | mehrflügliger, aufwändig gegliederter Verwaltungsbau mit Turm und drei Innenhöfen, errichtet unter Einbeziehung von Resten der ehemaligen Pleißenburg, mit originaler Ausstattung, unter anderem Paternoster, repräsentative Muschelkalksteinfassade, großartiger Historismusbau mit Jugendstilprägung, Architekt: Hugo Licht, weit ausstrahlender städtebaulicher Akzent am Rand des Altstadtkerns, ortsgeschichtlich, baugeschichtlich und baukünstlerisch sowie städtebaulich von Bedeutung | 09304939 |
| Weitere Bilder                          | Wohnhaus als Vierflügelbau (Anschriften: Katharinenstraße 2/4, Reichsstraße 11/13 und Salzgäßchen 3) und Leuchtreklame der Milchbar Pinguin (Pinguin-Ausleger und Schriftzug) sowie Brunnen im Innenhof | Katharinenstraße 2; 4 (Karte)            | 1962–1964 (Wohnblock), vermutl. 1964 (Werbung), 1964 (Brunnen)                                              | baugeschichtliche, künstlerische und städtebauliche Bedeutung, Wohnhaus im Stil der Nachkriegsmoderne, Fassade mit Sandsteinplatten und Keramikflächen gestaltet, die Leuchtreklame besitzt Seltenheitswert, Zeugnis der DDR-Werbegeschichte | 09261917 |
| Weitere Bilder                          | Wohnhaus in geschlossener Bebauung | Katharinenstraße 3a (Karte)              | 1708–1710 (Wohnhaus)                                                                                        | barockes Bürgerhaus, einst im Besitz des Ratszimmermeisters Johann Christian Schmidt, reiche Putzfassade, Erker und Dekor weitgehend rekonstruiert, ortsgeschichtliche und baugeschichtliche Bedeutung | 09298305 |
| Weitere Bilder                          | Handschwengelpumpe mit Brunnenschacht und Abdeckplatte | Katharinenstraße 9 (vor) (Karte)         | nach 1850 (Handschwengelpumpe)                                                                              | Typ Delphin, ortsgeschichtlich von Bedeutung | 09294778 |
| Weitere Bilder                          | Wohn- und Handelshaus in geschlossener Bebauung, mit drei Hofflügeln sowie Relief | Katharinenstraße 11 (Karte)              | 16. Jh. (Handelshaus), 1535 (Relief)                                                                        | im Kern Gebäude des 16. Jahrhunderts, geprägt durch barocken Umbau, reiche Putzfassade in barocken Formen, Putz- und Steingliederungen, aufwändig geschmückter Kastenerker, im Innern verschiedene historische Ausstattungselemente, von den Hofgebäude nördliches Seitengebäude und Quergebäude im historischen Bestand erhalten, südliches Seitengebäude in den 1980er Jahren rekonstruiert, Baumeister des barocken Umbaus: Johann Gregor Fuchs, im Hof sog. Spottrelief von 1535 mit Papst, Kaiser und Luther, ortsgeschichtliche, baugeschichtliche und baukünstlerische Bedeutung | 09298306 |
|                                         | Wohn- und Geschäftshaus in geschlossener Bebauung, mit Hofgebäuden | Katharinenstraße 13 (Karte)              | 1895–1896, bezeichnet 1896 (Wohn- und Geschäftshaus)                                                        | reiche Naturstein-Putz-Fassade in neugotischen und renaissancistischen Formen, Mittenbetonung durch flache Vorlage mit Erker und gestuftem Zwerchgiebel, Architekt: Curt Nebel, Durchgang zur Hainstraße, ortsentwicklungsgeschichtlich und baugeschichtlich von Bedeutung | 09298307 |
|                                         | Geschäftshaus in geschlossener Bebauung, mit Hofgebäuden | Katharinenstraße 15 (Karte)              | 1911–1912, bezeichnet 1912 (Geschäftshaus)                                                                  | Stahlbetonbau mit Kalksteinfassade im Reformstil um 1910/15, barockisierende und Zopfstil-Reminiszenzen, ersten Obergeschoss mit Bay Windows, ortsentwicklungsgeschichtliche und baugeschichtliche Bedeutung | 09298308 |
| Weitere Bilder                          | Geschäftshaus in geschlossener Bebauung, mit Hofbebauung | Katharinenstraße 17 (Karte)              | 1910–1911 (Geschäftshaus)                                                                                   | Stahlbetonskelettbau mit reich gegliederter Sandsteinfassade im Reformstil um 1910/15, Betonung der Mitte durch erkerartig vorgewölbte Achsen und großes Zwerchhaus, Hofumbauung mit weißer Kachelverkleidung und gerundeten Ecken, Durchgang zur Hainstraße 14, Architekt: Max Fricke, ortsentwicklungsgeschichtliche und baugeschichtliche Bedeutung | 09298311 |
| Weitere Bilder                          | Wohn- und Handelshaus in geschlossener Bebauung, mit vier Hofgebäuden | Katharinenstraße 19 (Karte)              | 1748–1749, im Kern älter (Handelshaus)                                                                      | ursprünglich ausgedehnte Hausanlage mit zwei Höfen, Vorderhaus mit reicher Putzfassade in Rokokoformen, Naturstein- und Putzgliederungen, Mittenbetonung durch flache, aufwändig geschmückte Vorlage, von der Bebauung des ersten Hofes südliches Seitengebäude und Quergebäude sowie Reste des nördlichen Seitengebäudes erhalten, im zweiten Hof nur noch das südliche Seitengebäude existent, im Innern verschiedene historische Ausstattungsdetails, Baumeister: George Werner, ortsgeschichtliche, baugeschichtliche und baukünstlerische Bedeutung | 09298309 |
| Weitere Bilder                          | Wohn- und Handelshaus in geschlossener Bebauung, mit Hofgebäuden | Katharinenstraße 21 (Karte)              | 1750–1752 (Handelshaus), um 1780 (Malerei)                                                                  | vierteilige Hausanlage, Putzfassaden in Rokokoformen, Baumeister: Friedrich Seltendorff, ortsgeschichtliche, baugeschichtliche und baukünstlerische Bedeutung Denkmaltext Das ehemalige Wohn- und Handelshaus wurde 1750–1752 durch den Maurermeister Johann Friedrich Seltendorff (um 1700–1778) und den Zimmermeister Johann Gottlob Rühl für den Kaufmann Gottlieb Benedikt Zehmisch (1716–1789) errichtet, wobei ältere Teile in den Bau einbezogen wurden. Zehmisch war ein Pelzwarenhändler und bedeutender Kunstmäzen für Leipzig, er war insbesondere ein Förderer des Leipziger Musik- und Theaterlebens. Um 1780 stattete der Leipziger Künstler und Akademiedirektor Adam Friedrich Oeser den Salon im ersten Obergeschoss mit einem Deckengemälde aus. Im 19. Jahrhundert fanden verschiedene Bauveränderungen statt, ohne den Bestand des 18. Jahrhunderts nachhaltig zu beeinträchtigen. Einschneidend dagegen war der Einsturz des Hinterquergebäudes Anfang der 1980er Jahre. 1997/98 erfolgte eine grundlegende Sanierung und Rekonstruktion der gesamten Hausanlage, dazu gehörten auch der Wiederaufbau des Hinterquergebäudes sowie die Errichtung eines neuen Dachstuhls. Die vierflügelige Hausanlage über regelmäßigem Grundriss besteht aus dem fünfgeschossigen Vorderhaus und drei viergeschossigen Hofgebäuden, davon das Hinterquergebäude weitgehend neu errichtet. Die Gebäude umschließen einen kleinen Innenhof. Von dem Vorgängerbau, der vermutlich aus dem späten 16. Jahrhunderts stammte, sind Keller- und teilweise Erdgeschossgewölbe sowie die Giebelwände bis zum Dachfirst in das Vorderhaus einbezogen worden. Die Schmuckfassade zur Katharinenstraße zeigt eine flache Gliederung mit Lisenenrahmung, die – wie auch das durch ein Gesims abgetrennte fünfte Obergeschoss mit Segmentbogenfenstern – auf Einflüsse der Dresdner Rokokoarchitektur (Johann Christoph Knöffel) hinweisen. Mit der reichen Auszierung der Brüstungsfelder mit Rocaillen steht der Bau dagegen auch in der Tradition der schmuckfreudigen Leipziger Baukunst. Von besonderem Wert ist der Bestand an Ausstattungselementen das Inneren, der in dieser Weise in keinem anderen Leipziger Bürgerhaus erhalten blieb. Dazu gehören Türen, Gitter, Wandverkleidungen und insbesondere das Deckengemälde von Oeser. Dieses zeigt zwei weibliche Figurenpaare und Putten vor einem Wolkenhimmel. Die im klassizistischen Stil ausgeführte Malerei soll allegorisch die Freundschaft darstellen. Die Hausanlage Katharinenstraße 21 ist eines der bedeutendsten Leipziger Bürgerhäuser des 18. Jahrhunderts, es gehört zu den wenigen erhaltenen Beispielen, die die örtliche Bauentwicklung um 1750 dokumentieren. Es zeigt die Eigenständigkeit und qualitätive Höhe der Leipziger Baukunst in dieser Zeit. Hierbei ist darauf hinzuweisen, dass das Haus Katharinenstraße 21 mit den beiden Nachbargebäuden Nummer 19 und 23, als im Zusammenhang erhaltener Teil der einstigen Prachtbebauung der Katharinenstraße, im gesamten Innenstadtbereich am besten den früheren Glanz des barocken Leipzig erahnen lässt. Zugleich dokumentiert es das Schaffen von Johann Friedrich Seltendorff, der der wichtigste Vertreter des Rokoko in Leipzig war. Außer diesem Gebäude ist von ihm nur noch das Gohliser Schlösschen als Bauwerk erhalten. Gleichermaßen hoch ist der Zeugniswert des Objekts durch das Deckengemälde Oesers, von dessen Schaffen im Bereich der Wand- und Deckenmalerei außer diesem Beispiel ebenfalls nur noch die Ausmalung im Festsaal des Gohliser Schlösschen überkommen ist. Überdies verkörpert das Haus einen Erinnerungswert an seinen Bauherrn Zehmisch, der in der Leipziger Kulturgeschichte eine führende Rolle einnahm. Unter diesen Aspekten eignet dem Objekt eine hohe ortsgeschichtliche, baugeschichtliche und baukünstlerische Bedeutung. LfD/2017 | 09298310 |
| Weitere Bilder                          | Stadtpalais in geschlossener Bebauung und Ecklage (Anschriften: Katharinenstraße 23 und Brühl 18), mit Hofbebauung | Katharinenstraße 23 (Karte)              | 1701–1704 (Palais)                                                                                          | prachtvolles bürgerliches Palais, reich geschmückte Putzfassaden, Hauptfront zum Brühl mit dreiachsiger Vorlage, abgeschrägte Ecke mit Eckerker, rekonstruiertes Dachbelvedere, Leipzigs prominentester barocker Bürgerhausbau, Baumeister: Johann Gregor Fuchs, ortsgeschichtlich, baugeschichtlich und baukünstlerisch von Bedeutung | 09298219 |
| Weitere Bilder                          | Lipsiabrunnen | Kleine Fleischergasse (Karte)            | 1913 (Brunnen)                                                                                              | mehrteilige Brunnenanlage aus rotem Granit, figürlicher und Maskenschmuck, ortsgeschichtlich und künstlerisch von Bedeutung | 09298417 |
|                                         | Wohn- und Handelshaus in geschlossener Bebauung, mit Hofbauten und Rückgebäude an der Kleinen Fleischergasse sowie Erker des Vorgängerbaus (Anschrift: Hainstraße 1 und Markt 8 sowie Kleine Fleischergasse 2) | Kleine Fleischergasse 2 (Karte)          | 1747–1750, Hofgebäude (Kaufmannshaus), 1523 (Erker)                                                         | ausgedehnte Hausanlage in Form eines Durchhauses, ehemals Haus zur Goldenen Schlange, Vorderhaus mit repräsentativer Putzfassade in historistischen Formen, hofseitig hierher versetzter Erker des Vorgängerbaus in gotischen und Renaissanceformen, Hofbauten und Rückgebäude an der Kleinen Fleischergasse in einheitlicher barocker Gestaltung, Baumeister: George Werner, Inneres weitgehend entkernt, ortsgeschichtliche, baugeschichtliche und baukünstlerische Bedeutung | 09298286 |
| Weitere Bilder                          | Gasthaus in geschlossener Bebauung, mit Relief und Hofgebäuden | Kleine Fleischergasse 4 (Karte)          | um 1570 (Gasthaus), 1719 (Relief)                                                                           | seit 1694 bzw. 1711 Kaffeehaus, Putzfassade mit Natursteingliederungen, Fenstergewände größtenteils in Renaissanceformen, Mittenbetonung durch flache Vorlage, in der Mittelachse reichgeschmückter Eingang mit Relief eines kaffeetrinkenden Türken sowie barocke Fensterverdachungen, wichtiger Ort des kulturellen Lebens der Stadt, u. a. Stammlokal Robert Schumanns, baugeschichtlich, ortsgeschichtlich und kulturgeschichtlich von Bedeutung | 09298312 |
| Direkt Bild zu diesem Denkmal hochladen | Hauszeichen | Kleine Fleischergasse 6 (Karte)          | um 1800 (Hauszeichen)                                                                                       | Reliefplatte mit einer Schiffsdarstellung, an einem Neubau aus DDR-Zeiten, ursprünglich an dem Haus Große Fleischergasse 12, erster Versammlungsort der Loge „Minerva zu den drei Palmen“, ortsgeschichtlich und kulturgeschichtlich von Bedeutung | 09298313 |
| Weitere Bilder                          | Geschäftshaus in geschlossener Bebauung, mit Hofgebäuden um zwei Lichthöfe | Kleine Fleischergasse 8 (Karte)          | 1905–1907, im Kern älter (Geschäftshaus)                                                                    | Passage zur Hainstraße, Putzfassade mit Porphyrtuff-Gliederungen, in neubarocken Formen als Reminiszenz an die barocke Bürgerhausarchitektur Leipzigs, Mittenbetonung durch Vorlage und reichen Zwerchgiebel, ursprünglich Teil einer umfangreichen, seit 1796 verbundenen Hausanlage zwischen Hainstraße und Kleiner Fleischergasse (siehe auch Hainstraße 5/7), ortsentwicklungsgeschichtlich und baugeschichtlich von Bedeutung | 09298304 |
|                                         | Vorder- und Rückfront eines ehemaligen Wohn- und Geschäftshauses | Klostergasse 3 (Karte)                   | 1863–1864 (Fassade)                                                                                         | reiche historistische Putzfassade in Formen der Neurenaissance, Putz- und Steingliederungen, Rückfront ursprünglich ebenfalls als Fassade wirksam und ähnlich aufwändig gegliedert wie die heutige Vorderfront, einst Firmensitz der Leipziger Bank, ortsgeschichtlich und baugeschichtlich von Bedeutung | 09298314 |
| Weitere Bilder                          | Wohn- und Handelshaus als Vierflügelanlage, in geschlossener Bebauung | Klostergasse 5 (Karte)                   | 1753–1755 (Kaufmannshaus)                                                                                   | palaisartige Hausanlage, breitgelagerte Hauptfassade mit Putz- und Steingliederungen in Rokokoformen, rhythmisierende Unterteilung der Front durch dreiachsige Vorlage in der Mitte und zweiachsige Vorlagen an den Seiten, Innenfassaden des quergerichteten Hofes und die einst frei sichtbare Rückfront ebenfalls architektonisch gestaltet, eines der wichtigsten Beispiele des Rokokostils in Leipzig, Baumeister: George Werner, ortsgeschichtliche, baugeschichtliche und baukünstlerische Bedeutung | 09298315 |
| Weitere Bilder                          | Wohn- und Geschäftshaus in geschlossener Bebauung in Ecklage, mit zwei Seitenflügeln sowie Rückgebäude an der Klostergasse und dazugehörigem Durchgangshof (Anschrift: Markt 10 und Klostergasse 16) | Klostergasse 16 (Karte)                  | 1845–1846 (Geschäftshaus), 1509–1510 Dendro (Nebengebäude), 1885, Hintergebäude Klostergasse (Nebengebäude) | Hauptgebäude mit reich dekorierte Putzfassade in historistischen Formen Schinkelscher Prägung, nördlicher Seitenflügel im Kern Anfang 16. Jh. (später die Gebäude Barfußgäßchen 3, 5, 7 hiervon ausgegliedert), Hoffront mit Fenstergewänden in Renaissanceformen, rückwärtiges Gebäude an der Klostergasse mit Putzfassade in historistischen Formen, Sandsteingliederungen, ortsentwicklungsgeschichtlich, baugeschichtlich und baukünstlerisch von Bedeutung | 09298317 |
|                                         | Wohn- und Gasthaus in Ecklage und in geschlossener Bebauung (Anschrift: Barfußgäßchen 9 und Klostergasse 18) | Klostergasse 18 (Karte)                  | 1887–1888 (Wohn- und Geschäftshaus)                                                                         | Putz-Sandstein-Fassade in Formen der Neorenaissance, ortsentwicklungsgeschichtliche, baugeschichtliche und baukünstlerische sowie kulturgeschichtliche Bedeutung Denkmaltext Das zu Restaurations- und Wohnzwecken errichtete Gebäude entstand 1887–1888 nach Plänen des renommierten Leipziger Architekturbüros Schmidt & Johlige. Bauherr war der Brauereibesitzer C. W. Naumann in Leipzig-Plagwitz, der in der Vorbereitung des Baues einen engere Konkurrenz ausgeschrieben hatte. Der Name des Restaurants „Zills Tunnel“ war seit 1841 gebräuchlich und ging auf den Wirt Zill zurück. Das Lokal gehört zu den bekanntesten Leipziger Gaststätten und spielte im gesellschaftlichen Leben der Stadt eine wichtige Rolle, zu den Stammgästen gehörten u. a. die Komponisten Victor Ernst Nessler und Carl Friedrich Zöllner. 1999–2000 Sanierung des gesamten Gebäudes. Fünfgeschossiger Bau über einem recht schmalen Eckgrundstück, seine architektonische Gestaltung orientiert sich an Formen der deutschen Renaissance und weist Bezüge zu Leipziger Bauten des 16. Jh. auf. Prägende Gestaltungselemente sind die beiden Erker, die die Gebäudeecke und die Front am Barfußgäßchen betonen. Sie dienen auch dem Ausgleich der geringen Gebäudetiefe. Beide Erker sind mit geschweiften Hauben bekrönt, wobei der Erker am Barfußgäßchen ein bemerkenswert bewegte Silhouette aufweist. Das Erdgeschoss trägt eine Sandsteinverkleidung und ist durch große Rundöffnungen gegliedert. Kräftig treten hier die geschweiften Konsolen hervor, über denen sich die Erker erheben. Der Eingang zum Restaurant, dessen Räumlichkeiten sich auf Erdgeschoss und erstes Obergeschoss verteilen, liegt in der Klostergasse, ein weiterer Eingang befindet sich in der äußeren östlichen Achse am Barfußgäßchen. An den verputzten Obergeschossen sind die Schmuck- und Gliederungselemente ebenfalls in Sandstein ausgeführt. Besonders ins Auge fallen die kräftigen Gurtgesimse. Bauplastischer Schmuck akzentuiert das Fassadenbild vorwiegend am Eckerker, hervorzuheben sind außerdem zwei Medaillons im Erdgeschoss am Barfußgäßchen, sie zeigen Bacchus und ein Bacchantin. Im Sinn der ursprünglichen Fassadengestaltung wurden bei der Sanierung 1999–2000 dekorative Putzmalereien in den Obergeschossen ergänzt. Auch in den Restauranträumen wurden die Erneuerungen mit Blick auf das historische Erscheinungsbild durchgeführt. Als architektonisch anspruchsvolles Zeugnis der Bauentwicklung Leipzigs im ausgehenden 19. Jh., insbesondere im Innenstadtbereich, erlangt das Objekt ortsentwicklungsgeschichtliche sowie baugeschichtliche und baukünstlerische Bedeutung. Es verweist auf die innerstädtischen Bauveränderungen in dieser Zeit, die zur Umgestaltung der Leipziger Altstadt zu einem modernen Geschäftszentrum führten. Als Ort einer traditionsreichen Gastwirtschaft mit zahlreichen Verbindungen zum gesellschaftlichen und kulturellen Leben in der Vergangenheit verkörpert es auch einen kulturgeschichtlichen Aussagewert. LfD/2016 | 09298212 |
| Weitere Bilder                          | Ehemaliger Messepalast (Anschriften: Neumarkt 9, Kupfergasse 1 und Universitätsstraße 16), mit umbauten Innenhöfen sowie Kaiser-Maximilian-Denkmal an der Universitätsstraße | Kupfergasse 1 (Karte)                    | 1893–1901 (Messehaus), 1897 (Statue)                                                                        | umfangreicher Gebäudekomplex über quartiergroßem, annähernd quadratischem Grundriss, in mehreren Bauabschnitten unter Einbeziehung der barocken Stadtbibliothek am Gewandgäßchen errichtet (diese wegen Kriegszerstörung nach 1990 rekonstruiert), reiche Putzfassaden in Anlehnung an den barocken Bibliotheksflügel sowie in Verbindung zur lokalen Bautradition in neubarocken Formen, im Innern des Komplexes drei Höfe, der nördliche als Durchgangshof gestaltet, an der Front zur Universitätsstraße Vorlage mit repräsentativer Denkmalgestaltung in Erinnerung an die Verleihung des Messeprivilegs 1497 durch Kaiser Maximilian, Städtisches Kaufhaus erstes Mustermessehaus der Welt, ortsgeschichtliche, handelsgeschichtliche, baugeschichtliche und baukünstlerische Bedeutung | 09298453 |
| Weitere Bilder                          | Ehemaliges Messehaus in Ecklage, heute Wohnheim (Anschriften: Neumarkt 27, Kupfergasse 2 und Magazingasse 7) | Kupfergasse 2 (Karte)                    | 1912–1913 (Messehaus)                                                                                       | Gebäudekomplex über L-förmigem Grundriss mit zwei überdachten Lichthöfen, Steinputzfassaden im Reformstil um 1910, teils auch Naturstein, Lisenengliederung, Betonung des dritten Obergeschosses durch erkerartige Fenstergestaltung, darüber umlaufende Balustrade, akzentuierender, teils figürlicher Bauschmuck, einer der architektonisch anspruchsvollsten Messehausbauten in Leipzig, Architekt: Alfred Stentzler, ortsentwicklungsgeschichtlich, baugeschichtlich und baukünstlerisch von Bedeutung | 09298319 |
| Weitere Bilder                          | Denkmal für den Agrarwissenschaftler Albrecht Daniel Thaer (1752–1828) | Kurt-Masur-Platz (Karte)                 | 1850, Aufstellung (Denkmal)                                                                                 | Bronzefigur des Gelehrten in zeitgenössischer Kleidung, durch Habitus und Gestus Bezug zu klassischen Vorbildern, Marmorsockel rekonstruiert, Bildhauer: Ernst Rietschel, personengeschichtlich und künstlerisch von Bedeutung | 09295759 |
| Weitere Bilder                          | Bastion, mit großem Wappenstein, heute Kulturzentrum | Kurt-Masur-Platz 1 (Karte)               | 1551–1554 (Bastion)                                                                                         | letzter erhaltener Teil der ehem. Leipziger Festungsanlagen, benannt nach Kurfürst Moritz von Sachsen, in Bruchstein- und Ziegelmauerwerk, Saillant mit großem Wappenstein (Stadtwappen), Entwurf der Anlage: Caspar Voigt von Wierandt (um 1500–1560), ortsgeschichtliche und baugeschichtliche Bedeutung | 09298415 |
|                                         | Denkmal | Kurt-Masur-Platz 9 (bei) (Karte)         | 1885 (Denkmal)                                                                                              | zur Erinnerung an die Kämpfe um Leipzig im Dreißigjährigen Krieg, aufgeschichtet aus Kanonenkugeln, Inschrifttafel aus Gusseisen, ortsgeschichtliche, zeitgeschichtliche und kulturgeschichtliche Bedeutung | 09299643 |
| Weitere Bilder                          | Rathaus (Anschriften: Martin-Luther-Ring 4/6, Lotterstraße 1 und Hugo-Licht-Straße 2), mit Resten der Pleißenburg und Ratskeller | Lotterstraße 1 (Karte)                   | 1899–1905 (Rathaus), 1986 (Paternoster)                                                                     | mehrflügliger, aufwändig gegliederter Verwaltungsbau mit Turm und drei Innenhöfen, errichtet unter Einbeziehung von Resten der ehemaligen Pleißenburg, mit originaler Ausstattung, unter anderem Paternoster, repräsentative Muschelkalksteinfassade, großartiger Historismusbau mit Jugendstilprägung, Architekt: Hugo Licht, weit ausstrahlender städtebaulicher Akzent am Rand des Altstadtkerns, ortsgeschichtlich, baugeschichtlich und baukünstlerisch sowie städtebaulich von Bedeutung | 09304939 |
| Weitere Bilder                          | Handschwengelpumpe mit Brunnenschacht und Abdeckplatte | Magazingasse (Karte)                     | 1891 (Handschwengelpumpe)                                                                                   | Ecke Neumarkt, Typ Vogelkäfig, ortsgeschichtlich von Bedeutung | 09290375 |
| Weitere Bilder                          | Geschäftshaus in geschlossener Bebauung in Ecklage (Anschriften: Neumarkt 31, 33 und Magazingasse 1) | Magazingasse 1 (Karte)                   | 1912–1913 (Geschäftshaus)                                                                                   | elegante Kalkstein-Putz-Fassade im Reformstil um 1910, Pilastergliederung, Eckerker und seitlich gerundete Vorlagen, akzentuierender Fassadendekor, zum Neumarkt Dachhaus mit breitem Segmentgiebel, Dachtürmchen mit Kupferverkleidung, Ladenzone, Architekt: Emil Franz Hänsel, ortsentwicklungsgeschichtliche, baugeschichtliche und baukünstlerische Bedeutung | 09298323 |
|                                         | Wohn- und Geschäftshaus in geschlossener Bebauung in Ecklage, mit Aufzug (Anschriften: Schillerstraße 4 und Magazingasse 2) | Magazingasse 2 (Karte)                   | 1859–1860 (Wohn- und Geschäftshaus), 1929–1930 (Aufzug)                                                     | historistische Natursteinfassade in Formen der Neurenaissance, in jüngerer Zeit reduziert und überformt, Steingliederungen und Bildhauerschmuck, Aufzug von 1929/1930 erhalten, Innenhof nachträglich überdacht, Architekt: August Zocher, ortsentwicklungsgeschichtlich, baugeschichtlich und baukünstlerisch von Bedeutung | 09298325 |
| Weitere Bilder                          | Akkumulatorenhaus eines Elektrizitätswerkes | Magazingasse 3 (Karte)                   | 1894–1895 (Umspannwerk)                                                                                     | Unterwerk des städtischen Elektrizitätswerkes, repräsentative Klinkerfassade in späthistoristischen Formen, Klinker- und Sandsteingliederungen, ortsentwicklungsgeschichtliche, baugeschichtliche und technikgeschichtliche Bedeutung | 09298327 |
| Weitere Bilder                          | Geschäftshaus in geschlossener Bebauung, mit Rückgebäude zur Magazingasse (Anschriften: Schillerstraße 5 und Magazingasse 4) | Magazingasse 4 (Karte)                   | 1863 (Geschäftshaus)                                                                                        | historistische Putzfassade in Formen der Neurenaissance, Putz- und Sandsteingliederungen, Mittenbetonung durch Balkone in den Hauptgeschossen, zur Magazingasse etwas schlichtere Putzfassade mit Putz- und Sandsteingliederungen, Architekt: Gustav Müller, ortsentwicklungsgeschichtliche, baugeschichtliche und baukünstlerische Bedeutung | 09298329 |
| Weitere Bilder                          | Wohn- und Geschäftshaus in geschlossener Bebauung, heute Fakultätsgebäude der Universität, mit Rückgebäude in der Magazingasse (Anschriften: Schillerstraße 6 und Magazingasse 6) | Magazingasse 6 (Karte)                   | 1863 (Wohn- und Geschäftshaus), 1896–1897, Erweiterung Magazingasse 6 (Wohn- und Geschäftshaus)             | historistische Putzfassade in Formen der Neurenaissance, Putz- und Sandsteingliederungen, Erdgeschoss rustiziert, Mittenbetonung durch flache Vorlage mit Pilaster- und Säulenstellungen (Palladio-Motiv), Rückgebäude in der Magazingasse mit späthistoristischer Sandsteinfassade in renaissancistischen und barockisierenden Formen, ortsentwicklungsgeschichtliche, baugeschichtliche und baukünstlerische Bedeutung | 09298331 |
| Direkt Bild zu diesem Denkmal hochladen | Ehemaliges Messehaus in Ecklage, heute Wohnheim (Anschriften: Neumarkt 27, Kupfergasse 2 und Magazingasse 7) | Magazingasse 7 (Karte)                   | 1912–1913 (Messehaus)                                                                                       | Gebäudekomplex über L-förmigem Grundriss mit zwei überdachten Lichthöfen, Steinputzfassaden im Reformstil um 1910, teils auch Naturstein, Lisenengliederung, Betonung des dritten Obergeschosses durch erkerartige Fenstergestaltung, darüber umlaufende Balustrade, akzentuierender, teils figürlicher Bauschmuck, einer der architektonisch anspruchsvollsten Messehausbauten in Leipzig, Architekt: Alfred Stentzler, ortsentwicklungsgeschichtlich, baugeschichtlich und baukünstlerisch von Bedeutung | 09298319 |
|                                         | Bankgebäude in offener Bebauung (Anschrift: Martin-Luther-Ring 2, Hugo-Licht-Straße 1, 3 und Markgrafenstraße 1) | Markgrafenstraße 1 (Karte)               | 1898–1901 (Bankgebäude)                                                                                     | ausgedehntes Gebäude über dreieckigem Grundriss, reiche Natursteinfassade in kräftigen Formen der Neurenaissance, an den Risaliten und zur Betonung der Eingangszone Säulen- und Pilastergliederung Eingangsgestaltung, Publikumsräume im Innern mit repräsentativer Ausgestaltung, exponierte, stadtbildprägende Lage, Architekt: Arwed Roßbach, ortsentwicklungsgeschichtlich sowie baugeschichtlich und baukünstlerisch von Bedeutung | 09298334 |
| Weitere Bilder                          | Geschäftshaus in ehemals geschlossener Bebauung (Markgrafenstraße 2 und Petersstraße 50) | Markgrafenstraße 2 (Karte)               | 1936–1937 (Geschäftshaus)                                                                                   | Stahlbetonskelettbau mit Muschelkalksteinfassade unter Einflüssen der Neuen Sachlichkeit, zugleich zeitgemäße Neigung zur Monumentalisierung, akzentuierende runde Eckgestaltung entsprechend exponierter Lage am Eingang zur Petersstraße, Architekten: Sepp Kaiser und Karl Fezer, ortsentwicklungsgeschichtliche, baugeschichtliche und baukünstlerische Bedeutung | 09298336 |
| Direkt Bild zu diesem Denkmal hochladen | Verwaltungsbau (Burgplatz 1, Martin-Luther-Ring 8, 8a, 10 und Markgrafenstraße 3), mit Verbindungsbrücke zum Neuen Rathaus über die Lotterstraße | Markgrafenstraße 3 (Karte)               | 1908–1912 (Verwaltungsgebäude), 1908–1912, Verbindungsbrücke zum Neuen Rathaus (Fußgängerbrücke)            | aufwändig gestalteter Gebäudekomplex mit Muschelkalksteinfassaden im Reformstil um 1910, akzentuierender bauplastischer Schmuck, Standesamt mit anspruchsvoller Innenausstattung, Architekt: Hugo Licht, ortsgeschichtliche, baugeschichtliche und baukünstlerische sowie städtebauliche Bedeutung | 09298232 |
| Weitere Bilder                          | Wohn- und Geschäftshaus in geschlossener Bebauung (Anschrift: Markgrafenstraße 10 und Ratsfreischulstraße 3) | Markgrafenstraße 10 (Karte)              | 1900–1901 (Wohn- und Geschäftshaus)                                                                         | zur Markgrafenstraße repräsentative Sandsteinfassade zwischen Neogotik und Neorenaissance, auch Jugendstilanklänge, an der Ratsfreischulstraße markante Putzfassade im Stil des Späthistorismus, Steingliederungen, zwei Erker, ortsentwicklungsgeschichtlich sowie baugeschichtlich und baukünstlerisch von Bedeutung Denkmaltext Das stattliche Gebäude wurde 1900/01 im Auftrag des Weinhändlers Adolf Bodenstein an der Stelle des einstigen Innungshauses der Leipziger Baumeister errichtet. Die Pläne stammten von den Leipziger Archi- tekten Richard Lucht und Theodor Quietzsch. Der dreigeschossige Bau erhebt sich über einem vergleichsweise großen, annähernd quadratischem Grundriss, der annähernd in der Mitte einen Hofraum freilässt. Da das Grundstück sich zwischen der Markgrafenstraße und der Schulstraße erstreckt, besitzt das Gebäude zwei Fassaden, die unterschiedlich gestaltet sind. Das Erdgeschoss nahm einst das Weinrestaurant des Besitzers und geräumige Läden auf. Im ersten Obergeschoß hatte Bodenstein seine Geschäfts- und Wohnräume. Die übrigen Stockwerke waren zu Mietwohnungen aufgeteilt. Im zweigeschossigen Keller – da der Bau in den ehemaligen Burggraben hineinragte, war eine besonders tiefe Gründung vonnöten – befand sich das Weinlager. Die sandsteinverblendete Fassade zur Markgrafenstraße dient als Hauptschauseite. Sie ist reich gegliedert und verleiht dem Bau eine großartige Wirkung. Der Dekor aus neugotischen, renaissancistischen und jugendstiligen Formen ist typisch für den Späthistorismus um die Jahrhundertwende, der auch andere zeitgleiche Geschäftshäuser der Innenstadt kennzeichnet. Die beiden durch Volutengiebel bekrönten Erker sind als Reminiszens zur Leipziger Baukunst des 16. Jahrhunderts zu verstehen (vgl. den Erker des Hau- ses Zur Goldenen Schlange in Bartels Hof, Markt 8). Die Berücksichtigung lokaler Bautraditionen lässt sich an vielen seit den 1880er Jahren im Stadtzentrum entstandenen Neubauten feststellen. Hervorhebenswert ist die Qualität der bildkünstlerischen Ausschmückung der Fassade. Dabei fallen besonders die beiden Eingänge und die Reliefs an den Erkern ins Auge. Sie bezeugen den hohen Stand des Baugewerbes um 1900. Auch die Balkongitter oder die Dachaufbauten sind hier zu erwähnen. Die Ausgestaltung des Inneren ist etwas weniger prunkvoll. Den Eingangsbereich überspannt ein stuckiertes Parallelrippengewölbe. Die Wände sind halbhoch mit Stuckmarmor verkleidet. Die halbrunde Eisentreppe hat kunstvoll geschmiedete Geländer, ebenso sind die Türen des im Treppenauge befindlichen Fahrstuhls gestaltet. Die Fassade an der Ratsfreischulstraße ist in einer an deutschen Vorbildern orientierten Neurenaissance gehalten, wichtigste Schmuckelemente sind die beiden Erker des ersten Obergeschosses, die zudem als Auflager für Balkone im zweiten Stock dienen. Das Geschäftshaus Markgrafenstraße 10 gehört zu den hochrangigen Bauzeugnissen einer wichtigen Entwicklungsepoche der Handels- und Messestadt Leipzig. Es entstand in der Zeit, als sich der Prozess der Umwandlung der Leipziger Innenstadt zur City vollzog. Unter diesem Aspekt erlangt das Objekt ortsentwicklungsgeschichtliche Aussagekraft. Aufgrund seiner architektonischen Qualität ist es baugeschichtlich und baukünstlerisch von Bedeutung. LfD/2017 | 09298338 |
|                                         | Platzpflasterung | Markt (Karte)                            | 1924 (Pflaster)                                                                                             | historisches Straßenpflaster mit Stadtwappen aus verschiedenfarbigen Steinen, stadtgeschichtlich und künstlerisch von Bedeutung | 09290352 |
| Weitere Bilder                          | Treppenanlage einer unterirdischen Messehalle sowie Bronzerelief | Markt (Karte)                            | 1924 (Treppenanlage), 1978–1979 (Bildwerk)                                                                  | repräsentative Treppenanlage der ehemaligen weltweit einzigen unterirdischen Messehalle, Werksteine aus Rochlitzer Porphyrtuff, Art-Déco-Dekoration, die Halle in Zusammenhang mit dem Bau des City-Tunnels abgebrochen, Relief von Frank Ruddigkeit mit Darstellung historischer Ereignisse auf dem Marktplatz als Zeugnis der baubezogenen Kunst in der DDR, baugeschichtlich und künstlerisch von Bedeutung | 09298340 |
| Weitere Bilder                          | Ehemaliges Rathaus, heute Museum, mit zwei Brunnen und Gedenktafel | Markt 1 (Karte)                          | 1556 (Rathaus), bezeichnet 1909 (Rathaus), 1918 (Bötticher/Bormann)                                         | stattlicher Renaissancebau mit Ladenzone, hoher baukünstlerischer und architekturhistorischer Wert, Bedeutung für die Stadtgeschichte, Architekt: Hieronymus Lotter | 09298341 |
| Weitere Bilder                          | Geschäftshaus in Ecklage und in geschlossener Bebauung | Markt 4 (Karte)                          | 1963–1964 (Geschäftsbau), 1963–1964, Fassadenkopie (Fassade)                                                | Nachkriegswiederaufbau der ehemaligen Stadtwaage, Stahlbetonbau mit Putzfassade und Porphyrtuffgliederungen, Rekonstruktion der Marktfassade in angenäherter Form an den Renaissancebau von 1555, Front zur Katharinenstraße in moderner, zeitgemäßer Gestaltung, ortsgeschichtlich und städtebaulich von Bedeutung | 09298342 |
| Weitere Bilder                          | Bankgebäude in geschlossener Bebauung | Markt 5 (Karte)                          | 1909 (Bankgebäude)                                                                                          | Muschelkalksteinfassade im Reformstil um 1910, neubarocke Anklänge mit Bezügen zur Leipziger Bautradition, akzentuierender Bauschmuck, Architekten: Gebrüder Stentzler (Albrecht und Leopold Stentzler), ortsentwicklungsgeschichtlich und baugeschichtlich von Bedeutung | 09298343 |
| Weitere Bilder                          | Wohn- und Geschäftshaus in geschlossener Bebauung | Markt 6 (Karte)                          | 1922 (Wohn- und Geschäftshaus)                                                                              | Putzbau, in seiner Gestaltung stark an den gotischen Vorgängerbau angelehnt, Erdgeschossverkleidung und Fensterrahmungen der Obergeschosse in Muschelkalkstein, Zugang über Nummer 5, ortsentwicklungsgeschichtlich und baugeschichtlich von Bedeutung | 09298344 |
|                                         | Fassaden und Dach eines Wohn- und Geschäftshauses in geschlossener Bebauung in Ecklage (Anschrift: Hainstraße 2, 2a und Markt 7) | Markt 7 (Karte)                          | um 1890, im Kern älter (Fassade)                                                                            | Putzfassaden in späthistoristischen, überwiegend neubarocken Formen mit Bezug zur lokalen Bautradition, Putz- und Steingliederungen, belebte Dachlandschaft mit Zwerchhäusern und Gaupen, ortsentwicklungsgeschichtliche und baugeschichtliche Bedeutung | 09298289 |
| Weitere Bilder                          | Wohn- und Handelshaus in geschlossener Bebauung, mit Hofbauten und Rückgebäude an der Kleinen Fleischergasse sowie Erker des Vorgängerbaus (Anschrift: Hainstraße 1 und Markt 8 sowie Kleine Fleischergasse 2) | Markt 8 (Karte)                          | 1747–1750, Hofgebäude (Kaufmannshaus), 1523 (Erker)                                                         | ausgedehnte Hausanlage in Form eines Durchhauses, ehemals Haus zur Goldenen Schlange, Vorderhaus mit repräsentativer Putzfassade in historistischen Formen, hofseitig hierher versetzter Erker des Vorgängerbaus in gotischen und Renaissanceformen, Hofbauten und Rückgebäude an der Kleinen Fleischergasse in einheitlicher barocker Gestaltung, Baumeister: George Werner, Inneres weitgehend entkernt, ortsgeschichtliche, baugeschichtliche und baukünstlerische Bedeutung | 09298286 |
| Weitere Bilder                          | Geschäftshaus in geschlossener Bebauung in Ecklage (Anschrift: Markt 9 und Barfußgäßchen 2, 4, 6, 8) | Markt 9 (Karte)                          | 1912–1913 (Geschäftshaus)                                                                                   | sich weit in die Tiefe erstreckender Stahlbetonskelettbau, Putzfassade im Reformstil um 1910, Jugendstilnachklänge, Erdgeschosszone mit Keramikverkleidung, akzentuierender zeit- und stiltypischer Bauschmuck, zwei ebenfalls architektonisch gestaltete Lichthöfe, durch Passagen verbunden, Architekt: Emil Franz Hänsel, wichtiger Bestandteil der historischen Marktbebauung, ortsentwicklungsgeschichtlich sowie baugeschichtlich und baukünstlerisch von Bedeutung | 09298345 |
| Weitere Bilder                          | Wohn- und Geschäftshaus in geschlossener Bebauung in Ecklage, mit zwei Seitenflügeln sowie Rückgebäude an der Klostergasse und dazugehörigem Durchgangshof (Anschrift: Markt 10 und Klostergasse 16) | Markt 10 (Karte)                         | 1845–1846 (Geschäftshaus), 1509–1510 Dendro (Nebengebäude), 1885, Hintergebäude Klostergasse (Nebengebäude) | Hauptgebäude mit reich dekorierte Putzfassade in historistischen Formen Schinkelscher Prägung, nördlicher Seitenflügel im Kern Anfang 16. Jh. (später die Gebäude Barfußgäßchen 3, 5, 7 hiervon ausgegliedert), Hoffront mit Fenstergewänden in Renaissanceformen, rückwärtiges Gebäude an der Klostergasse mit Putzfassade in historistischen Formen, Sandsteingliederungen, ortsentwicklungsgeschichtlich, baugeschichtlich und baukünstlerisch von Bedeutung | 09298317 |
| Weitere Bilder                          | Ehemaliges Kauf- und Handelshaus, heute Geschäftshaus mit Passage und Schwarzenberg-Gedenktafel im Innern | Markt 17 (Karte)                         | im Kern um 1560 (Kaufmannshaus), 1706–1707 (Kaufmannshaus), 1931–1932 (Passage), 1913 (Gedenktafel)         | mit Läden, im Kern Renaissancegebäude, barock überformt, Beherbergungsort verschiedener Könige und Landesherren, später Messehaus und Passageneinbau, in Innern Bronzetafel zur Erinnerung an den Tod des Feldmarschalls Karl zu Schwarzenberg (gest. 1820), ortsgeschichtliche, landesgeschichtliche, zeitgeschichtliche, personengeschichtliche, baugeschichtliche, baukünstlerische und städtebauliche Bedeutung Denkmaltext Das Königshaus befindet sich in dominanter Lage an der Südseite des Marktes, in unmittelbarer Nachbarschaft zum Alten Rathaus, das die Ostseite des Marktes einnimmt. Das im 16. Jh. als Bürgerhaus errichtete Gebäude diente schon im 17. Jh. dem sächsischen Kurfürsten und seinem Hofstaat als angemietetes Quartier. 1705–1707 erfuhr das Haus einen Umbau, wodurch es seine prägende barocke Gestaltung erhielt. Entwurf und Ausführung durch den Leipziger Ratsmaurermeister Johann Gregor Fuchs. Der Umbau erfolgte auch mit Rücksicht auf die Ansprüche, die das Gebäude als Quartier des sächsischen Kurfürsten zu erfüllen hatte. Im Verlauf des 19. Jh. verlor das Gebäude diese Funktion und diente fortan als Wohn- und Geschäftshaus. Durch die Umnutzung zum Messehaus und Einbau einer Passage (1931/32) starke Verluste an historischer Substanz, sodass der Baubestand heute sehr inhomogen ist. 1992/93 Rekonstruktionen an der Fassade im Sinne des barocken Zustandes. Heute wird das Königshaus als Geschäftshaus genutzt. Fünfgeschossiger Bau mit symmetrisch gegliederter Barockfassade. Betonung der Fassadenmitte durch dreigeschossigen, hölzernen Erker, die mittleren der fünf seitlichen Achsen durch aufwändige Fensterrahmungen hervorgehoben. Erdgeschoss als Ladenzone gestaltet, in der Mitte Passagendurchgang. Im Inneren vom Renaissancebau Treppenspindel erhalten. Auf die Glanzzeiten des Hauses im 18. Jh. verweisen barocke Ausstattungselemente im ersten Obergeschoss (Stuckdecken, Kamin). Als eines der berühmtesten Bürgerhäuser von Leipzig hat das Königshaus ortsgeschichtliche, baugeschichtliche und baukünstlerische Bedeutung. Aus seiner Verbindung zur Landesherrschaft sowie zu weiteren wichtigen historischen Persönlichkeiten leitet sich zudem ein hoher landesgeschichtlicher, zeitgeschichtlicher und personengeschichtlicher Aussagewert ab. Das Königshaus gehört zu den identitätsstiftenden Bauwerken der Leipziger Innenstadt, sodass ihm auch städtebauliche Bedeutung zukommt. LfD/2013 | 09298346 |
| Direkt Bild zu diesem Denkmal hochladen | Einzeldenkmal der Sachgesamtheit Promenadenring: Parkanlagen an Martin-Luther-Ring, Dittrichring und Goerdelerring (siehe Sachgesamtheitsliste – Obj. 09306630) | Martin-Luther-Ring (Karte)               | um 1905 (Parkanlage)                                                                                        | westlicher Abschnitt des Promenadenrings, Anlagen im heutigen Umfang und Art unter dem Gartendirektor Carl Hampel ausgeführt, ortsentwicklungsgeschichtliche, gartenkünstlerische und städtebauliche Bedeutung | 09298255 |
| Direkt Bild zu diesem Denkmal hochladen | Unterirdische Toilettenanlage in den Promenadenanlagen | Martin-Luther-Ring (Karte)               | um 1905 (Bedürfnisanstalt)                                                                                  | Abgänge mit Steineinfassung und weißen Verblendklinkern, als Zeugnis für die Entwicklung der sozialen Infrastruktur in der Stadt von geschichtliche Bedeutung | 09301282 |
| Weitere Bilder                          | Bankgebäude in offener Bebauung (Anschrift: Martin-Luther-Ring 2, Hugo-Licht-Straße 1, 3 und Markgrafenstraße 1) | Martin-Luther-Ring 2 (Karte)             | 1898–1901 (Bankgebäude)                                                                                     | ausgedehntes Gebäude über dreieckigem Grundriss, reiche Natursteinfassade in kräftigen Formen der Neurenaissance, an den Risaliten und zur Betonung der Eingangszone Säulen- und Pilastergliederung Eingangsgestaltung, Publikumsräume im Innern mit repräsentativer Ausgestaltung, exponierte, stadtbildprägende Lage, Architekt: Arwed Roßbach, ortsentwicklungsgeschichtlich sowie baugeschichtlich und baukünstlerisch von Bedeutung | 09298334 |
| Weitere Bilder                          | Rathaus (Anschriften: Martin-Luther-Ring 4/6, Lotterstraße 1 und Hugo-Licht-Straße 2), mit Resten der Pleißenburg und Ratskeller | Martin-Luther-Ring 4; 6 (Karte)          | 1899–1905 (Rathaus), 1986 (Paternoster)                                                                     | mehrflügliger, aufwändig gegliederter Verwaltungsbau mit Turm und drei Innenhöfen, errichtet unter Einbeziehung von Resten der ehemaligen Pleißenburg, mit originaler Ausstattung, unter anderem Paternoster, repräsentative Muschelkalksteinfassade, großartiger Historismusbau mit Jugendstilprägung, Architekt: Hugo Licht, weit ausstrahlender städtebaulicher Akzent am Rand des Altstadtkerns, ortsgeschichtlich, baugeschichtlich und baukünstlerisch sowie städtebaulich von Bedeutung | 09304939 |
| Direkt Bild zu diesem Denkmal hochladen | Verwaltungsbau (Burgplatz 1, Martin-Luther-Ring 8, 8a, 10 und Markgrafenstraße 3), mit Verbindungsbrücke zum Neuen Rathaus über die Lotterstraße | Martin-Luther-Ring 8; 10 (Karte)         | 1908–1912 (Verwaltungsgebäude), 1908–1912, Verbindungsbrücke zum Neuen Rathaus (Fußgängerbrücke)            | aufwändig gestalteter Gebäudekomplex mit Muschelkalksteinfassaden im Reformstil um 1910, akzentuierender bauplastischer Schmuck, Standesamt mit anspruchsvoller Innenausstattung, Architekt: Hugo Licht, ortsgeschichtliche, baugeschichtliche und baukünstlerische sowie städtebauliche Bedeutung | 09298232 |